# Liste des abréviations d'auteur en taxinomie végétale/Liste classée par patronyme
Cette liste ne doit pas être modifiée.
- Attention, si vous souhaitez ajouter une nouvelle entrée, modifiez la liste source.
- Cette liste est triée par ordre alphabétique des patronymes.
- Vous pouvez consulter la même liste classée par ordre alphabétique des abréviations.

Il s'agit des abréviations standards des noms d'auteurs en botanique, telles qu'elles sont couramment utilisées en taxinomie végétale (phycologie et mycologie incluses), science qui a pour objet de décrire les organismes vivants et de les regrouper en entités appelés taxons (familles, genres, espèces, etc.) afin de pouvoir les nommer (voir nomenclature botanique) et les classer (systématique).
Elles figurent notamment à la suite du nom binominal de plantes ou de champignons, pour indiquer de manière abrégée l’auteur (ou « inventeur »), c'est-à-dire la personne qui, la première, a décrit une nouvelle espèce. Les noms des personnes ayant opéré un changement de genre, d'épithète ou de rang taxinomique sont également mentionnés.
Remarque : « et al. », abréviation de et alii, « et les autres » en latin, est parfois utilisée à côté d'abréviations d'auteur. Dans ce cas, « al. » est toujours précédé par « et » ou « & » et l'ensemble n'est pas mis en italique dans cas précis.
Note : L'usage diffère en zoologie où l'on ne cite que l'auteur original, non abrégé. Les homonymes éventuels sont généralement distingués par l'initiale du prénom. Vous trouverez ici une liste de zoologistes.
Pour les microbiologistes, vous pouvez consulter la Liste d'auteurs en nomenclature des procaryotes'.

## A
- Haut – A
- B
- C
- D
- E
- F
- G
- H
- I
- J
- K
- L
- M
- N
- O
- P
- Q
- R
- S
- T
- U
- V
- W
- X
- Y
- Z

- Aa - Hubertus Antonius van der Aa (1935-2017)
- Aarons. - Aaron Aaronsohn (1876-1919)
- Abbayes - Henry des Abbayes (1898-1974)
- C.Abbot - Charles Abbot (botaniste) (1761-1817)
- Abbot - John Abbot (1751-1840 ou 1841)
- C.Abel - Clarke Abel (1789-1826)
- Abildg. - Peter Christian Abildgaard (1740-1801)
- Abrom. - Johannes Abromeit (1857-1946)
- Acerbi - Giuseppe Acerbi (1773-1846)
- Ach. - Erik Acharius (1757-1819)
- Achound. - Gaston Achoundong (1950-…)
- C.Acosta - Cristobal Acosta[1] (1515-1594)
- Acuña - Julián Baldomero Acuña Galé (1900-1973)
- Adachi - Rokuro Adachi (1931-…)
- C.D.Adams - Charles Dennis Adams (1920-2005)
- Adams - Johannes Michael Friedrich Adams (1780-1838)
- Adamson - Robert Stephen Adamson (1885-1965)
- Adans. - Michel Adanson (1727-1806)
- Adema - Fredericus Arnoldus Constantin Basil Adema (1939-…)
- P.J.Adey - Patricia J. Adey (1936-…)
- W.H.Adey - Walter H. Adey (1934-…)
- Adolphe - Patrick Adolphe (fl. 2008)
- Afzel. - Adam Afzelius (1750-1837)
- C.Agardh - Carl Adolph Agardh (1785-1859)
- J.Agardh - Jakob Georg Agardh (1813-1901)
- Agassiz - Louis Agassiz (1807-1873)
- Aggarwal - Ramesh Kumar Aggarwal (fl. 2007)
- Agnew - Andrew David Quentin Agnew (1929-…)
- Agosti - Giuseppe Agosti (1715-1785)
- G.Agostini - Getulio Agostini (1943-1990)
- Ahlb. - Hermann Ahlburg (1850-1878)
- Ahlstrom - Elbert Halvor Ahlstrom (1910-?)
- Ainsw. - Geoffrey Clough Ainsworth (1905-1998)
- Airy Shaw - Herbert Kenneth Airy Shaw (1902-1985)
- Aitch. - James Edward Tierney Aitchison (1836-1898)
- Aiton - William Aiton (1731-1793)
- W.T.Aiton - William Townsend Aiton (1766-1849)
- Aké Assi - Laurent Aké Assi (1931-2014)
- Akiyama - Shigeo Akiyama (1906-1984)
- Al-Gifri - Abdul Nasser Al-Gifri (1957-…)
- Al-Shehbaz - Ihsan Ali Al-Shehbaz (1939-…)
- V.A.Albert - Victor A. Albert (fl. 1992)
- Alb. - Johannes Baptista von Albertini (1769-1831)
- Albov - Nikolaï Mikhaïlovitch Albov (1866-1897)
- N.L.Alcock - Nora Lilian Alcock (1874-1972)
- Alderw. - Cornelis Rugier Willem Karel van Alderwerelt van Rosenburgh (1863-1936)
- Aldrovandi - Ulisse Aldrovandi[1] (1522-1605)
- Alef. - Friedrich Alefeld (1820-1872)
- Alessio - Carlo Luciano Alessio (1919-2006)
- E.B.Alexeev - Evgueni Alexeïev (1946-1987)
- Alexop. - Constantine John Alexopoulos (1907-1986)
- F.Allam. - Frédéric-Louis Allamand (1735-1803)
- Allan - Harry Howard Barton Allan (1882-1957)
- Alleiz. - Aymar Charles d'Alleizette (1884-1967)
- Allem - Antonio Costa Allem (1949-…)
- Allemão - Francisco Freire Allemão (1797-1874)
- C.K.Allen - Caroline Kathryn Allen (1904-1975)
- J.M.Allen - Jan M. Allen (fl. 1995)
- M.B.Allen - Mary Belle Allen (1922-1973)
- P.H.Allen - Paul Hamilton Allen (1911-1963)
- All. - Carlo Allioni (1728 ou 1729-1804)
- G.J.Allman - George James Allman (1812-1898)
- P.Allorge - Pierre Allorge (1891-1944)
- V.Allorge - Valentine Allorge (1888-1977)
- L.Allorge - Lucile Boiteau-Allorge (1937-…)
- Alpino - Prospero Alpini[1] (1553-1617)
- Alston - Arthur Hugh Garfit Alston (1902-1958)
- Ambrosi - Francesco Ambrosi (1821-1897)
- Ameka - Gabriel Ameka (1958-…)
- Amici - Giovanni Battista Amici (1786-1863)
- Amman - Johann Amman[1] (1707-1741)
- Amo - Mariano del Amo y Mora (1809-1896)
- Anderb. - Arne Anderberg (1954-…)
- C.L.Anderson - Charles Lewis Anderson (1827-1919)
- E.S.Anderson - Edgar Shannon Anderson (1897-1969)
- H.W.Anderson - Harvey Warren Anderson (1885-1971)
- Anderson - James Anderson (1738-1809) (1738-1809)
- Ander. - Johann Anderson (1674-1743)
- T.Anderson - Thomas Anderson (botaniste) (1832-1870)
- W.Anderson - William Anderson (naturaliste) (1750-1778)
- L.Andersson - Bengt Lennart Andersson (1948-2005)
- Andersson - Nils Johan Andersson (1821-1880)
- André - Édouard André (paysagiste) (1840-1911)
- Andr. - Gábor Andreánszky (botaniste) (1895-1967)
- C.W.Andrews - Charles William Andrews (1866-1924)
- E.G.Andrews - E. G. Andrews (fl. 1993)
- E.B.Andrews - Ebenezer Baldwin Andrews (1821-1880)
- Andrews - Henry Cranke Andrews (fl. 1794-vers 1830)
- H.N.Andrews - Henry Nathaniel Andrews (1910-2002)
- Ångstr. - Johan Ångström (1813-1879)
- Añon - Delia Añon Suarez de Cullen (1917-…)
- anon. - Anonyme, auteur inconnu
- Antinori - Orazio Antinori (1811-1882)
- Antoine - Franz Antoine (1815-1886)
- Appun - Carl Ferdinand Appun (fl. 1871)
- Aramb. - Angélica Arambarri (1945-…)
- A.Arber - Agnes Arber (1879-1960)
- E.Arber - Edward Alexander Newell Arber (1870-1918)
- C.Archer - Clare Archer (fl. 1996)
- Archer - Thomas Croxen Archer (1817-1885)
- Archila - Fredy Archila (1973-…)
- Ardi - Wisnu H. Ardi (fl. 2009)
- Ardiss. - Francesco Ardissone (1837-1910)
- Ardré - Françoise Ardré (1931-2010)
- Ard. - Pietro Arduino (1728-1805)
- Arechav. - Jose Arechavaleta y Balpardo (1838-1912)
- Arènes - Jean Arènes (1898-1960)
- F.Aresch. - Fredrik Wilhelm Christian Areschoug (1830-1908)
- Aresch. - Johan Erhard Areschoug (1811-1887)
- C.A.Arnold - Chester Arthur Arnold (1901-1977)
- Arnold - Ferdinand Christian Gustav Arnold (1828-1901)
- J.F.Arnold - Johann Franz Xaver Arnold (fl. 1785)
- Arnoldi - Vladimir Arnoldi (1871-1924)
- Arn. - George Arnott Walker Arnott (1799-1868)
- Arnould - Léon Arnould (fl. 1893)
- A.Arrh. - Johan Israel Axel Arrhenius (1858-1950)
- Arrh. - Johan Peter Arrhenius (1811-1889)
- Arruda - Manuel Arruda da Câmara (1752-1810)
- Arthur - Joseph Charles Arthur (1850-1942)
- Artsikh. - Vladimir Artsikhovski (1876-1931)
- Arv.-Touv. - Casimir Arvet-Touvet (1841-1913)
- Arx - Joseph Adolph von Arx (1922-1988)
- Asch. - Paul Ascherson (1834-1913)
- Ashe - William Willard Ashe (1872-1932)
- Asso - Ignacio Jordán Claudio de Asso y del Río (1742-1814)
- Ast - Suzanne Jovet-Ast (1914-2006)
- G.F.Atk. - George Francis Atkinson (1854-1918)
- Aubl. - Jean Baptiste Christian Fusée-Aublet (1720-1778)
- Aubrév. - André Aubréville (1897-1982)
- Aubriet - Claude Aubriet[1] (1651-1742)
- Aubry-Lecomte - Charles Eugène Aubry-Lecomte (1821-1898)
- Aucher - Rémi Aucher-Éloy (1792-1838)
- Audouin - Jean-Victor Audouin (1797-1841)
- Audubon - Jean-Jacques Audubon (1785-1851)
- Augier - Jean Augier (1909-1997)
- Auriv. - Carl Wilhelm Samuel Aurivillius (1854-1899)
- Austin - Coe Finch Austin (1831-1880)
- D.F.Austin - Daniel Frank Austin (1943-2015)
- auct. - Auteurs. Indique que le nom a été utilisé par plusieurs auteurs sans qu'aucun ne fasse autorité pour le sens donné au nom. N'est donc jamais le descripteur final d'un taxon valide.
- Avé-Lall. - Julius Léopold Eduard Avé-Lallemant (1803-1867)
- Av.-Saccá - Rosario Averna-Saccá (1883-1951)
- Aver. - Leonid Averyanov (1955-…)
- Aymard - Gerardo Antonio Aymard Corredor (1959-…)
- Aymonin - Gérard-Guy Aymonin (1934-2014)
- Azara - Félix de Azara (1746-1821)

## B
- Haut – A
- B
- C
- D
- E
- F
- G
- H
- I
- J
- K
- L
- M
- N
- O
- P
- Q
- R
- S
- T
- U
- V
- W
- X
- Y
- Z

- Bab. - Charles Cardale Babington (1808-1895)
- C.Bab. - Churchill Babington (1821-1889)
- Bach.Pyl. - Jean-Marie Bachelot de La Pylaie (1786-1856)
- Backeb. - Curt Backeberg (1894-1966)
- Backer - Cornelis Andries Backer (1874-1963)
- Backh. - James Backhouse (1794-1869)
- Backlund - Anders Backlund (fl. 1993)
- M.Backlund - Maria Backlund (fl. 2007)
- C.W.Bacon - Charles W. Bacon (fl. 1996)
- C.D.Bacon - Christine D. Bacon (fl. 2011)
- Baden - Claus Baden (1952-1999)
- Badré - Frédéric Jean Badré (1937-…)
- Baehni - Charles Baehni (1906-1964)
- Baen. - Carl Gabriel Baenitz (1837-1913)
- Baer - Karl Ernst von Baer (1792-1876)
- D.K.Bailey - Dana K. Bailey (1916-…)
- F.M.Bailey - Frederick Manson Bailey (1827-1915)
- I.W.Bailey - Irving Widmer Bailey (1884-1967)
- Bailey - Jacob Whitman Bailey (1811-1857)
- J.F.Bailey - John Frederick Bailey (1866-1938)
- L.H.Bailey - Liberty Hyde Bailey (1858-1954)
- Baill. - Henri Ernest Baillon (1827-1895)
- Bain - Samuel McCutcheon Bain (1869-1919)
- C.F.Baker - Charles Fuller Baker (1872-1927)
- Baker f. - Edmund Gilbert Baker (1864-1949)
- Baker - John Gilbert Baker (1834-1920)
- R.T.Baker - Richard Thomas Baker (1854-1941)
- S.M.Baker - Sarah Martha Baker (1887-1917)
- W.J.Baker - William J. Baker (1972-…)
- N.P.Balakr. - Nambiyath Puthansurayil Balakrishnan (1935-…)
- Balansa - Benjamin Balansa (1825-1891)
- Balbiani - Édouard-Gérard Balbiani (1823-1899)
- Balb. - Giovanni Battista Balbis (1765-1831)
- Baldwin - William Baldwin (botaniste) (1779-1819)
- Balech - Enrique Balech (1912-2007)
- Balete - Danny S. Balete (fl. 2009)
- Balf.f. - Isaac Bayley Balfour (1853-1922)
- Balf. - John Hutton Balfour (1808-1884)
- Balk. - B. E. Balkovsky (1899-?)
- Ball - John Ball (naturaliste) (1818-1889)
- P.W.Ball - Peter William Ball (1932-…)
- Ballard - Francis Ballard (1896-1975)
- Balle - Simone Balle (1906-2000)
- P.R.O.Bally - Peter René Oscar Bally (1895-1980)
- Bally - Walter Bally (1882-?)
- Balmis - Francisco Xavier de Balmis i Berenguer (1753-1819)
- Balslev - Henrik Balslev (1951-…)
- Baltet - Charles Baltet (1830-1908)
- Bañares - Ángel Bañares Baudet (1954-…)
- Bancr. - Edward Nathaniel Bancroft (1772-1842)
- G.G.J.Bange - G. G. J. Bange (fl. 1952)
- Banister - John Banister[1] (1650-1692)
- Banks - Joseph Banks (1743-1820)
- Barbey - William Barbey (1842-1914)
- Barb.Rodr. - João Barbosa Rodrigues (1842-1909)
- Barcelona - Julie Barcelona (fl. 1999)
- N.P.Barker - Nigel P. Barker (fl. 1993)
- W.F.Barker - Winsome Fanny Barker (1907-1994)
- F.A.Barkley - Fred Alexander Barkley (1908-1989)
- Barla - Jean-Baptiste Barla (1817-1896)
- Barneby - Rupert Charles Barneby (1911-2000)
- Barnes - Charles Reid Barnes (1858-1910)
- Barnhart - John Hendley Barnhart (1871-1949)
- R.Baron - Richard Baron (botaniste et géologue) (1847-1907)
- Barr - Peter Barr (1826-1909)
- M.E.Barr - Margaret Elizabeth Barr-Bigelow (1923-2008)
- Barrande - Joachim Barrande (1799-1883)
- Barrandon - Auguste Barrandon (1814-1897)
- Barratt - Joseph Barratt (1796-1882)
- Barratte - Gustave Barratte (1857-1920)
- Barrel. - Jacques Barrelier[1] (1606-1673)
- Barrère - Pierre Barrère[1] (1690-1755)
- G.L.Barron - George L. Barron fl. 1961
- Barros - Manuel Barros (1880-1973)
- G.M.Barroso - Graziela Maciel Barroso (1912-2003)
- Barrow - John Barrow (1764-1848) (1764-1848)
- Bartal. - Biagio Bartalini (1746-1822)
- Barthlott - Wilhelm Barthlott (1946-…)
- Bartl. - Friedrich Gottlieb Bartling (1798-1875)
- Barton - Benjamin Smith Barton (1766-1815)
- W.P.C.Barton - William Paul Crillon Barton (1786-1856)
- Bartram - John Bartram (1699-1777)
- W.Bartram - William Bartram (1739-1823)
- Bas - Cornelis Bas (1928-…)
- A.Bassi - Agostino Bassi (1773-1856)
- Bässler - Manfred Bässler (1935-…)
- Bastard - Toussaint Bastard (1784-1846)
- Bataille - Frédéric Bataille (1850-1946)
- Batalin - Alexandre Bataline (1847-1896)
- Batch. - Frederick William Batchelder (1838-1911)
- Bateman - James Bateman (1811-1897)
- R.M.Bateman - Richard M. Bateman (fl. 1983)
- Batsch - August Johann Georg Karl Batsch (1761-1802)
- Batt. - Jules Aimé Battandier (1848-1922)
- Batters - Edward Arthur Lionel Batters (1860-1907)
- Baudet - Jean-Claude Baudet (1944-2021)
- Baudon - Alfred Baudon (1875-1932)
- F.L.Bauer - Ferdinand Bauer (1760-1826)
- F.A.Bauer - Franz Andreas Bauer (1758-1840)
- Ralf Bauer - Ralf Bauer (fl. 2001)
- R.Bauer - Robert Bauer (mycologue) (1950-2014)
- C.Bauhin - Gaspard Bauhin[1] (1560-1624)
- J.Bauhin - Jean Bauhin[1] (1541-1613)
- V.M.Baum - Vicki M. Baum (fl. 1982)
- Baumann - Constantin Auguste Napoléon Baumann (1804-1884)
- H.Baumann - Helmut Baumann (de) (1937-2014)
- Baumg. - Johann Christian Gottlob Baumgarten (1765-1843)
- Baxter - William Baxter (naturaliste écossais) (1787-1871)
- W.Baxter - William Baxter (naturaliste anglais) (?-mort avant 1836)
- R.J.Bayer - Randall James Bayer (1955-…)
- Beal - William James Beal (1833-1924)
- Bean - William Jackson Bean (1863-1947)
- Beattie - Rolla Kent Beattie (1875-1960)
- Beauverd - Gustave Beauverd (1867-1942)
- Beauverie - Jean Beauverie (1874-1938)
- Beauvis. - Georges Eugène Charles Beauvisage (1852-1925)
- L.Beauvis. - L. Beauvisage (fl. 1959)
- Becc. - Odoardo Beccari (1843-1920)
- Bechst. - Johann Matthäus Bechstein (1757-1822)
- Beck - Günther von Mannagetta und Lërchenau Beck (1856-1931)
- L.C.Beck - Lewis Caleb Beck (1798-1853)
- G.Becker - Georges Becker (1905-1994)
- Becker - Johannes Becker (1769-1833)
- W.Becker - Wilhelm Becker (1874-1928)
- Bedd. - Richard Henry Beddome (1830-1911)
- Bedevian - Armenag K. Bedevian (fl. 1936)
- Beechey - Frederick William Beechey (1796-1856)
- Beentje - Henk Jaap Beentje (1951-…)
- Beer - Joseph Georg Beer (1803-1873)
- Bég. - Augusto Béguinot (1875-1940)
- Behnke - Heinz-Dietmar Behnke (fl. 1997)
- Behr - Hans Hermann Behr (1818-1904)
- Beij. - Martinus Willem Beijerinck (1861-1931)
- Beille - Lucien Beille (1862-1946)
- Beilschm. - Carl Traugott Beilschmied (1793-1848)
- Beissn. - Ludwig Beissner (1843-1927)
- Bek. - Andreï Beketov (1825-1902)
- Bél. - Charles Paulus Bélanger (1805-1881)
- Bellardi - Carlo Antonio Lodovico Bellardi (1741-1826)
- Bellynck - Auguste Bellynck (1814-1877)
- Beltr. - Francesco Beltramini de Casati (1828-1903)
- Benedí - Carles Benedí (1958-…)
- Bennet - Sigamony Stephen Richard Bennet (1940-2009)
- A.W.Benn. - Alfred William Bennett (1833-1902)
- G.Benn. - George Bennett (médecin) (1804-1893)
- Benn. - John Joseph Bennett (1801-1876)
- Benoist - Raymond Benoist (1881-1970)
- Benth. - George Bentham (1800-1884)
- Bentley - Robert Bentley (1821-1893)
- Bequaert - Joseph Charles Bequaert (1886-1982)
- Bérard - Édouard Bérard (chanoine) (1825-1889)
- Bercht. - Friedrich von Berchtold (1781-1876)
- Berendt - Georg Carl Berendt (1790-1850)
- C.C.Berg - Cornelis Christiaan Berg (1934-2012)
- O.Berg - Otto Karl Berg (1815-1866)
- Bergdolt - Ernst Bergdolt (1902-1948)
- A.Berger - Alwin Berger (1871-1931)
- Berger - Ernst Friedrich Berger (1814-1853)
- Bergeret - Jean Bergeret (botaniste) (1751-1813)
- J.P.Bergeret - Jean-Pierre Bergeret (1752-1813)
- Bergey - David Hendricks Bergey (1860-1937)
- Berggr. - Sven Berggren (1837-1917)
- Bergh - Rudolph Bergh (1859-1924)
- K.Bergius - Karl Heinrich Bergius (v. 1790-1818)
- P.J.Bergius - Peter Jonas Bergius (1730-1790)
- Berjak - Patricia Berjak (1939-2015)
- Berk. - Miles Joseph Berkeley (1803-1889)
- Berkenh. - John Berkenhout (1730-1791)
- Berkhout - Christine Marie Berkhout (1893-1932)
- Berland. - Jean-Louis Berlandier (1803-1851)
- A.Berl. - Antonio Berlese (1863-1927)
- Berl. - Augusto Napoleone Berlese (1864-1903)
- R.Bernal - Rodrigo Bernal (1959-…)
- N.Bernard - Noël Bernard (1874-1911)
- Bernardin - Jacques-Henri Bernardin de Saint-Pierre (1737-1814)
- Bernh. - Johann Jakob Bernhardi (1774-1850)
- Bernstein - Heinrich Agathon Bernstein (1828-1865)
- E.W.Berry - Edward Wilber Berry (1875-1945)
- P.E.Berry - Paul Edward Berry (1952-…)
- S.S.Berry - Samuel Stillman Berry (fl. 1964)
- Bertero - Carlo Luigi Giuseppe Bertero (1789-1831)
- Berthel. - Sabin Berthelot (1794-1880)
- Berthold - Gottfried Dietrich Wilhelm Berthold (1854-1937)
- Bertill. - Louis-Adolphe Bertillon (1821-1883)
- Bertol. - Antonio Bertoloni (1775-1869)
- Bertoni - Moisés Santiago Bertoni (1857-1929)
- C.E.Bertrand - Charles Eugène Bertrand (1851-1917)
- P.Bertrand - Paul Bertrand (botaniste) (1879-1944)
- Bérubé - Jean A. Bérubé (fl. 1988)
- Besch. - Émile Bescherelle (1828-1903)
- Besler - Basilius Besler[1] (1561-1629)
- Besser - Wilibald Swibert Joseph Gottlieb von Besser (1784-1842)
- Bessey - Charles Edwin Bessey (1845-1915)
- Betche - Ernst Betche (1851-1913)
- Beurl. - Pehr Johan Beurling (1851-1913)
- Beurm. - Charles Lucien de Beurmann (1851-1923)
- Bhandari - Madan Mal Bhandari (1929-…)
- Bhandary - Hemanta Ram Bhandary (fl. 1982)
- Bianchi - Giovanni Bianchi (mycologue) (fl. 1907)
- Bianchin. - María Virginia Bianchinotti (fl. 1990)
- Biasol. - Bartolomeo Biasoletto (1793-1859)
- Bicheno - James Ebenezer Bicheno (1785-1851)
- C.Bicknell - Clarence Bicknell (1842-1918)
- E.P.Bicknell - Eugene Pintard Bicknell (1859-1925)
- Bidder - George Parker Bidder III (1863-1953)
- Bidwill - John Carne Bidwill (1815-1853)
- M.Bieb. - Friedrich August Marschall von Bieberstein (1768-1826)
- Bien. - Theophil Bienert (1833-1873)
- H.E.Bigelow - Howard E. Bigelow (1923-1987)
- Bigelow - Jacob Bigelow (1787-1879)
- J.M.Bigelow - John Milton Bigelow (1804-1878)
- Bilaidi - A. S. Bilaidi (fl. 1971)
- Billb. - Gustav Johan Billberg (1772-1844)
- Billot - Paul-Constant Billot (1796-1863)
- Manfr.Binder - Manfred Binder (fl. 1991)
- Binn. - Simon Binnendijk (1821-1883)
- Bisby - Guy Richard Bisby (1889-1958)
- Bisch. - Gottlieb Wilhelm Bischoff (1797-1854)
- A.Bishop - Ann Bishop (1899-1890)
- Bisse - Johannes Bisse (en) (1935–1984)
- Bitter - Friedrich August Georg Bitter (1873-1927)
- Biv. - Antonius de Bivona-Bernardi (1774-1837)
- Bjurzon - Jonas Bjurzon (1810-1882)
- J.M.Black - John McConnell Black (1855-1951)
- Blackw. - Elizabeth Blackwell (botaniste) (1707-1758)
- Blainv. - Henri-Marie Ducrotay de Blainville (1777-1850)
- S.F.Blake - Sidney Fay Blake (1892-1959)
- S.T.Blake - Stanley Thatcher Blake (1910-1973)
- Blakely - William Blakely (1875-1941)
- Blakeslee - Albert Francis Blakeslee (1874-1954)
- F.N.Blanch. - Frank Nelson Blanchard (1888-1937)
- R.Blanch. - Raphaël Blanchard (1857-1919)
- Blanchet - Jacques Samuel Blanchet (1807-1875)
- Blanco - Francisco Manuel Blanco (1778-1845)
- Braun-Blanq. - Josias Braun-Blanquet (1884-1980)
- Blaringhem - Louis Blaringhem (1878-1958)
- Blatt. - Ethelbert Blatter (1877-1934)
- Blaxell - Donald Frederick Blaxell (1934-…)
- Bleicher - Gustave-Marie Bleicher (1838-1901)
- Bluff - Mathias Joseph Bluff (1805-1837)
- Blume - Carl Ludwig Blume (1796-1862)
- A.Blytt - Axel Gudbrand Blytt (1843-1898)
- Blytt - Matthias Numsen Blytt (1789-1862)
- A.V.Bobrov - Alexey Vladimir Bobrov (1969-…)
- Boccone - Paolo Silvio Boccone[1] (1633-1704)
- Böcher - Tyge Wittrock Böcher (1909-1983)
- B.Bock - Benoît Bock (1972-…)
- H.Bock - Jérôme Bock[1] (1498-1554)
- Baum.-Bod. - Marcel Gustav Baumann-Bodenheim (1920-1996)
- Boeckeler - Johann Otto Boeckeler (1803-1899)
- Boehm. - Georg Rudolf Boehmer (1723-1803)
- Boerh. - Herman Boerhaave[1] (1668-1739)
- Boerl. - Jacob Gijsbert Boerlage (1849-1900)
- Boidin - Jacques Boidin (1893-?)
- Boira - Herminio Boira (1943-…)
- Bois - Désiré Georges Jean Marie Bois (1856-1946)
- Boisd. - Jean-Baptiste Alphonse Dechauffour de Boisduval (1799-1879)
- Boiss. - Edmond Boissier (1810-1885)
- Boissieu - Claude Victor de Boissieu (1784-1868)
- Boissonade - Jules Boissonnade (1831-1897)
- Boistel - Alphonse Boistel (1836-1908)
- Boitard - Pierre Boitard (1789-1859)
- Boiteau - Pierre Boiteau (1911-1980)
- B.Boivin - Joseph Robert Bernard Boivin (1916-1985)
- Boivin - Louis Hyacinthe Boivin (1808-1852)
- Bojer - Wenceslas Bojer (1795-1856)
- Bol. - Henry Nicholas Bolander (1831-1897)
- H.C.Bold - Harold Charles Bold (1909-1987)
- Bolle - Carl August Bolle (1821-1909)
- F.Bolle - Friedrich Franz Bolle (1905-1999)
- O.Bolòs - Oriol de Bolòs (en) (1924-2007)
- Bolton - James Bolton (1735-1799)
- L.Bolus - Harriet Margaret Louisa Bolus (1877-1970)
- Bolus - Harry Bolus (1834-1911)
- J.Bommer - Joseph Édouard Bommer (1829-1895)
- Bon - Marcel Bon (1925-…)
- Bonaf. - Matthieu Bonafous (1793-1852)
- Bonamy - François Bonamy (1710-1786)
- Bonap. - Roland Bonaparte (1858-1924)
- Bonati - Gustave Henri Bonati (1873-1927)
- Bondar - Gregório Gregorievich Bondar (1881-1959)
- Bong. - August Gustav Heinrich von Bongard (1786-1839)
- Bonhomme - Jules Bonhomme (?-?)
- Bonnet - Edmond Bonnet (1848-1922)
- Bonnier - Gaston Bonnier (1853-1922)
- Bonord. - Hermann Friedrich Bonorden (1801-1884)
- Bonpl. - Aimé Bonpland (1773-1858)
- Boom - Boudewijn Karel Boom (1903-1980)
- Boott - Francis Boott (1792-1863)
- Bor - Norman Loftus Bor (1893-1972)
- Borbás - Vincze von Borbás (1844-1905)
- Boreau - Alexandre Boreau (1803-1875)
- Borgesen - Frederik Christian Emil Börgesen (1866-1956)
- Borhidi - Attila L. Borhidi (1932-…)
- Boriss. - Antonina Borissova (1903-1970)
- Borkh. - Moritz Balthasar Borkhausen (1760-1806)
- Börner - Carl Julius Bernhard Börner (1880-1953)
- Bornet - Jean-Baptiste Édouard Bornet (1828-1911)
- Bornm. - Joseph Friedrich Nicolaus Bornmüller (1862-1948)
- Borrel - Amédée Borrel (1867-1936)
- Borrer - William Borrer (1781-1862)
- Bory - Jean-Baptiste Bory de Saint-Vincent (1778-1846)
- Borza - Alexandru Borza (1887-1971)
- Borzi - Antonino Borzi (1852-1921)
- Bosc - Louis-Augustin Bosc d'Antic (1759-1828)
- Bosch - Roelof Benjamin van den Bosch (1810-1862)
- Bosser - Jean Bosser (1922-2013)
- Botsch. - Victor Botchantsev (1910-1990)
- Botschantz. - Zinaïda Botchantseva (1907-1973)
- C.D.Bouché - Carl David Bouché (1809-1881)
- Bouché - Peter Carl Bouché (1783-1856)
- Bouchet - Dominique Bouchet-Doumenq (1770-1845)
- Boud. - Émile Boudier (1828-1920)
- Boudour. - Charles-François Boudouresque (1941-…)
- Boulay - Jean-Nicolas Boulay (1837-1905)
- Boulenger - George Albert Boulenger (1858-1937)
- Boulos - Loutfy Boulos (1932-2015)
- Bourd. - Thomas Fulton Bourdillon (1849-1930)
- Bourdot - Hubert Bourdot (1861-1937)
- Boureau - Édouard Boureau (1913-?)
- Bourg. - Eugène Bourgeau (1813-1877)
- Bourn. - Marcel Bournérias (?-2010)
- Bouteille - Jean Bouteille (fl. 1946)
- Boutique - Raymond Boutique (1906-1985)
- Bouton - Louis Bouton (1800-1878)
- Bouvet - Georges Bouvet (1850-1929)
- Bové - Nicolas Bové (1802-1842)
- Bowdich - Sarah Bowdich Lee (1791-1856)
- T.E.Bowdich - Thomas Edward Bowdich (1791-1824)
- Bower - Frederick Orpen Bower (1855-1948)
- Bowerb. - James Scott Bowerbank (1797-1877)
- Bowie - James Bowie (botaniste) (1789-1869)
- Braarud - Trygve Braarud (1903-1985)
- Brack. - William Dunlop Brackenridge (1810-1893)
- J.Bradbury - John Bradbury (botaniste) (1768-1823)
- Brade - Alexander Curt Brade (1881-1971)
- Bradley - Richard Bradley (botaniste)[1] (1688-1732)
- Brady - Henry Bowman Brady (1835-1891)
- Bramwell - David Bramwell (1942-…)
- K.Brandegee - Mary Katharine Brandegee (1844-1920)
- Brandegee - Townshend Stith Brandegee (1843-1925)
- Brandham - Peter Edward Brandham (1937-…)
- Brandt - Johann Friedrich von Brandt (1802-1879)
- D.Brândză - Dimitrie Brândză (1846-1895)
- A.Braun - Alexander Braun (1805-1877)
- E.L.Braun - Emma Lucy Braun (1889-1971)
- Heinr.Braun - Heinrich Braun (botaniste) (1851-1920)
- Brause - Guido Georg Wilhelm Brause (1847-1922)
- Bravo - Helia Bravo Hollis (1901-2001)
- Bray - François Gabriel de Bray (1765-1832)
- W.L.Bray - William L. Bray (1865-1953)
- Bréb. - Louis Alphonse de Brébisson (1798-1872)
- Breda - Jacob Gijsbert Samuel van Breda (1788-1867)
- Breedlove - Dennis E. Breedlove (1939-2012)
- Bref. - Julius Oscar Brefeld (1839-1925)
- Breistr. - Maurice A. F. Breistroffer (1910-1986)
- Bremek. - Cornelis Eliza Bertus Bremekamp (1888-1984)
- K.Bremer - Kåre Bremer (1948-…)
- Brenan - John Patrick Micklethwait Brenan (1917-1985)
- Bres. - Giacomo Bresadola (1847-1929)
- Breteler - Franciscus Jozef Breteler (1932-…)
- W.H.Brewer - William Henry Brewer (1828-1910)
- C.D.Brickell - Christopher David Brickell (1932-…)
- Brid. - Samuel Elisée Bridel-Brideri (1761-1828)
- B.G.Briggs - Barbara Gillian Briggs (1934-…)
- Brilli-Catt. - Aldo Josef Bernhard Brilli-Cattarini (1924-2006)
- Briot - Pierre Louis Briot (1804-1888)
- Briq. - John Isaac Briquet (1870-1931)
- Brittinger - Christian Casimir Brittinger (1795-1869)
- E.Britton - Elizabeth Britton (1858-1934)
- Britton - Nathaniel Lord Britton (1859-1934)
- Brockm.-Jer. - Heinrich Brockmann-Jerosch (1879-1939)
- Bromhead - Edward Ffrench Bromhead (1789-1855)
- Brongn. - Adolphe Brongniart (1801-1876)
- Al.Brongn. - Alexandre Brongniart (1770-1847)
- Bronn - Heinrich Georg Bronn (1800-1862)
- Brooker - Murray Ian Hill Brooker (1934-…)
- Broome - Christopher Edmund Broome (1812-1886)
- Brot. - Felix de Avelar Brotero (1744-1828)
- Broth. - Viktor Ferdinand Brotherus (1849-1929)
- Brouillet - Luc Brouillet (1954-…)
- Brouss. - Pierre Marie Auguste Broussonet (1761-1807)
- A.Br. - Addison Brown (1830-1913)
- A.E.Br. - Alex E. Brown (fl. 2003)
- C.A.Br. - Clair Alan Brown (1903-1982)
- H.J.Br. - Helen Jean Brown (1903-1982)
- J.G.Br. - James Greenlief Brown (1880-1957)
- M.S.Br. - Margaret Sibella Brown (1866-1961)
- N.A.Br. - Nellie Brown (1876-1956)
- N.E.Br. - Nicholas Edward Brown (1849-1934)
- R.Br. - Robert Brown (botaniste) (1773-1858)
- R.Br.bis - Robert Brown (botaniste néo-zélandais) (1820-1906)
- R.Br.ter - Robert Brown (explorateur) (1842-1895)
- W.V.Br. - Walter Varian Brown (1913-1977)
- P.Browne - Patrick Browne (1720-1790)
- D.Bruce - David Bruce (biologiste) (1855-1931)
- Bruce - James Bruce (explorateur) (1730-1794)
- Bruch - Philipp Bruch (1781-1847)
- Brücher - Heinz Brücher (1915-1991)
- C.T.Brues - Charles Thomas Brues (fl. 1911)
- H.Bruggen - Heinrich Wilhelm Eduard van Bruggen (en) (1927-…)
- Brug. - Jean-Guillaume Bruguière (1750-1798)
- Brummitt - Richard Kenneth Brummitt (1937-2013)
- Jean F.Brunel - Jean-Frédéric Brunel (1945-…)
- Brunet - Louis-Ovide Brunet (1826-1876)
- Brunfels - Otto Brunfels[1] (1488-1534)
- Brunner - Karl Brunner von Wattenwyl (1823-1914)
- T.D.Bruns - Thomas D. Bruns (fl. 1996)
- Brygoo - Édouard-Raoul Brygoo (1920-2016)
- Bryson - Charles Bryson (1950-…)
- Bubani - Pietro Bubani (1806-1888)
- Buc'hoz - Pierre-Joseph Buc'hoz (1731-1807)
- Buch - Leopold von Buch (1774-1853)
- Buch.-Ham. - Francis Buchanan-Hamilton (1762-1829)
- Buchenau - Franz Georg Philipp Buchenau (1831-1906)
- Buchet - Samuel Buchet (1875-1956)
- J.Buchholz - John Theodore Buchholz (1888-1951)
- Bucholtz - Fedor Bucholtz (1872-1924)
- Buckland - William Buckland (1784-1856)
- Buckley - Samuel Botsford Buckley (1809-1884)
- Buffon - Georges-Louis Leclerc de Buffon (1707-1788)
- Buhse - Friedrich Alexander Buhse (1821-1898)
- Buining - Albert Frederik Hendrik Buining (1901-1976)
- Buisman - Christine Buisman (1900-1936)
- Bukasov - Sergueï Boukassov (1891-1983)
- W.Bull - William Bull (1828-1902)
- Bull. - Pierre Bulliard (v. 1742-1793)
- Bullini - Luciano Bullini (fl. 1992)
- Bullock - Arthur Allman Bullock (1906-1980)
- Bunge - Alexander von Bunge (1803-1890)
- Burbank - Luther Burbank (1849-1926)
- N.T.Burb. - Nancy Tyson Burbidge (1912-1977)
- Burch. - William John Burchell (1781-1863)
- Burdet - Hervé Maurice Burdet (1939-…)
- Bureau - Édouard Bureau (1830-1918)
- Burgeff - Hans Edmund Nicola Burgeff (1883-1976)
- Bürger - Heinrich Bürger (1804-1858)
- W.C.Burger - William Carl Burger (1932-…)
- Burgt - Xander van der Burgt (fl. 2006)
- Burkart - Arturo Eduardo Burkart (1906-1975)
- Burkill - Isaac Henry Burkill (1870-1965)
- Burle-Marx - Roberto Burle Marx (1909-1994)
- Burm. - Johannes Burman (1707-1779)
- Burm.f. - Nicolaas Laurens Burman (1734-1793)
- Burmeist. - Hermann Burmeister (1807-1892)
- Burnett - Gilbert Thomas Burnett (1800-1835)
- Burret - Max Burret (1883-1964)
- Burrill - Thomas Jonathan Burrill (1839-1916)
- Burt - Edward Angus Burt (1859-1939)
- Burt-Utley - Kathleen Burt-Utley (1944-…)
- Burtt - Bernard Dearman Burtt (1902-1938)
- B.L.Burtt - Brian Laurence Burtt (1913-2008)
- Burtt Davy - Joseph Burtt Davy (1870-1940)
- Bury - Priscilla Susan Bury (1799-1872)
- E.A.Busch - Elizaveta Aleksandrovna Busch (1886-1960)
- N.Busch - Nikolaï Busch (1869-1941)
- Buser - Robert Buser (1857-1931)
- Stuart - John Stuart (3e comte de Bute) (1713-1792)
- Buetschli - Otto Bütschli (1848-1920)
- Buxb. - Franz Buxbaum (1900-1979)
- J.C.Buxb. - Johann Christian Buxbaum[1] (1693-1730)
- F.Buyss. - François du Buysson (1825-1906)
- Buyss. - Robert du Buysson (1861-1946)
- Byng - James W. Byng (fl. 2014)

## C
- Haut – A
- B
- C
- D
- E
- F
- G
- H
- I
- J
- K
- L
- M
- N
- O
- P
- Q
- R
- S
- T
- U
- V
- W
- X
- Y
- Z

- A.Cabrera - Ángel Cabrera (zoologiste) (1879-1960)
- Cabrera - Ángel Lulio Cabrera (1908-1999)
- Caddick - Lizabeth Caddick (fl. 2002)
- Cadet - Thérésien Cadet (1937-1987)
- Caill. - Frédéric Cailliaud (1787-1869)
- A.Cajander - Aimo Aarno Antero Cajander (1908-1977)
- Cajander - Aimo Kaarlo Cajander (1879-1943)
- Caldas - Francisco José de Caldas (1741-1816)
- C.E.Calderón - Cléofe E. Calderón (1940?-…)
- Caley - George Caley (1770-1829)
- Callay - Albert Callay (1822-1896)
- A.S.Calvert - Amelia Smith Calvert (1876-?)
- Calvert - Philip Powell Calvert (1871-1961)
- Cambess. - Jacques Cambessèdes (1799-1863)
- Kamel - Jiří Josef Camel[1] (1661-1706)
- Cameron - Alexander Kenneth Cameron (1908-?)
- Camper - Petrus Camper (1722-1789)
- A.Camus - Aimée Antoinette Camus (1879-1965)
- E.G.Camus - Edmond-Gustave Camus (1852-1915)
- A.DC. - Alphonse Pyrame de Candolle (1806-1893)
- C.DC. - Casimir Pyrame de Candolle (1836-1918)
- DC. - Augustin Pyrame de Candolle (1778-1841)
- Aug.DC. - Richard Émile Augustin de Candolle (1868-1920)
- Cannart - Frédéric Cannart d'Hamale (1804-1888)
- Cantó - Paloma Cantó (botaniste) (1956-)
- Cantor - Theodore Edward Cantor (1809-1854)
- Capot - J. Capot (fl. 1975)
- Capuron - René Paul Raymond Capuron (1921-1971)
- Cárdenas - Martin Cárdenas (1899-1973)
- Cardew - Ruth Mary Tristram (1886-1950)
- Cardona - Maria Àngels Cardona i Florit (1940-1991)
- Cardot - Jules Cardot (1860-1934)
- Carmich. - Dugald Carmichael (1772-1827)
- W.B.Carp. - William Benjamin Carpenter (1813-1885)
- D.J.Carr - Dennis John Carr (1915-…)
- S.G.M.Carr - Stella Grace Maisie Carr (1912-1988)
- Carrière - Élie-Abel Carrière (1818-1896)
- Carruth. - William Carruthers (1830-1922)
- N.Carter - Nellie Carter (1895-?)
- S.Carter - Susan Carter Holmes (1933-…)
- Caruel - Théodore Caruel (1830-1898)
- Carus - Carl Gustav Carus (1789-1869)
- A.M.Carvalho - André Maurício Vieira de Carvalho (1951-2002)
- Carver - George Washington Carver (1864-1943)
- Casar. - Giovanni Casaretto (1812-1879)
- Casas - Creu Casas (1913-2007)
- Casp. - Robert Caspary (1818-1887)
- Casper - Siegfried Jost Casper (1929-…)
- Cassin - John Cassin (?-?)
- Cass. - Alexandre Henri Gabriel de Cassini (1781-1832)
- Castagne - Jean Louis Martin Castagne (1785-1858)
- Castelnau - Francis de Laporte de Castelnau (1810-1880)
- J.-B.Castillon - Jean-Bernard Castillon (1940-…)
- J.-P.Castillon - Jean-Philippe Castillon (1965-…)
- Castrov. - Santiago Castroviejo Bolibar (1946-2009)
- Catesby - Mark Catesby[1] (1683-1749)
- Catling - Paul Miles Catling (1947-…)
- Caullery - Maurice Caullery (1868-1958)
- Caval.-Sm. - Thomas Cavalier-Smith (1942-2021)
- Cav. - Antonio José Cavanilles (1745-1804)
- Cavara - Fridiano Cavara (1857-1929)
- Cejp - Karel Cejp (1900-1979)
- Cels - Jacques Philippe Martin Cels (1740-1806)
- Celsius - Olof Celsius (1670-1756)
- Cerv. - Vicente Cervantes (1755-1829)
- Cesalpino - Andrea Cesalpino[1] (1519-1603)
- Ces. - Vincenzo de Cesati (1806-1883)
- Cestoni - Giacinto Cestoni[1] (1637-1718)
- Chabaud - Justin-Benjamin Chabaud (1833-1915)
- P.Chabert - Pierre Chabert (botaniste) (1796-1867)
- Chabrey - Dominique Chabrey[1] (1610-1669)
- G.Chacón - Gloria Chacón Roldán (1940-…)
- Chadef. - Marius Chadefaud (1900-1984)
- Chagas - Carlos Chagas (1879-1934)
- Chaix - Dominique Chaix (1730-1799)
- Chalon - Jean Chalon (botaniste) (1846-1921)
- Chamb. - Charles Joseph Chamberlain (1863-1943)
- Cham. - Adelbert von Chamisso (1781-1838)
- Champ. - John George Champion (1815-1854)
- Champl. - Dominique Champluvier (1953-…)
- M.C.Chang - Mei Chen Chang (1933-…)
- Y.T.Chang - Yong Tian Chang (1936-…)
- Y.L.Chang - Yui Liang Chang (1923-1977)
- C.S.Chao - Chi Son Chao (1936-…)
- Chapm. - Alvan Wentworth Chapman (1809-1899)
- M.W.Chase - Mark Wayne Chase (1951-…)
- Chase - Mary Agnes Meara Chase (1869-1963)
- Chass. - Maurice Chassagne (1880-1960)
- C.Chatel. - Cyrille Chatelain (1963-…)
- Châtel. - Jean Jacques Châtelain (1736-1822)
- Chater - Arthur Oliver Chater (1933-…)
- Chatin - Gaspard Adolphe Chatin (1813-1901)
- Chatton - Édouard Chatton (1883-1947)
- Chaub. - Louis Athanase Chaubard (1785-1854)
- Chaumeton - François-Pierre Chaumeton (1775-1819)
- Cházaro - Miguel de Jesús Cházaro Basáñez (fl. 1995)
- Chaz. - Laurent de Chazelles (1724-1808)
- Cheek - Martin Cheek (1960-…)
- Cheel - Edwin Cheel (1872-1951)
- Cheeseman - Thomas Frederic Cheeseman (1846-1923)
- Cheesman - Ernest Entwistle Cheesman (1898-1983)
- W.H.Chen - Wen Hong Chen (fl. 2002)
- X.D.Chen - Xi Dian Chen (1935-…)
- X.L.Chen - Xin Lu Chen (fl. 1989)
- W.C.Cheng - Wan Chun Cheng (1908-1987)
- Cherler - Johann Heinrich Cherler[1] (1570-1610)
- Cherm. - Henri Chermezon (1885-1939)
- A.Chev. - Auguste Chevalier (1873-1956)
- Chevall. - François Fulgis Chevallier (1796-1840)
- Chevassut - Georges Chevassut (1923-2003)
- Chew - Wee-Lek Chew (1932-…)
- Ching - Ren Chang Ching (1898-1986)
- Chiov. - Emilio Chiovenda (1871-1941)
- Chippend. - George McCartney Chippendale (1921-2010)
- Chisumpa - Sylvester Mudenda Chisumpa (1948-…)
- Chodat - Robert Chodat (1865-1934)
- Choisy - Jacques Denys Choisy (1799-1859)
- M.Choisy - Maurice Gustave Benoît Choisy (1897-1966)
- Chouard - Pierre Chouard (1903-1983)
- Christ - Konrad Hermann Heinrich Christ (1833-1933)
- Christenh. - Maarten Joost Maria Christenhusz (1976-…)
- C.Chr. - Carl Frederik Albert Christensen (1872-1942)
- T.A.Chr. - Tyge Ahrengot Christensen (1918-1996)
- Christenson - Eric Christenson (1956-2011)
- Christian - Hugh Basil Christian (1871-1950)
- S.J.Christie - Susan J. Christie (1952-…)
- Christm. - Gottlieb Friedrich Christmann (1752-1836)
- Christoph. - Erling Christophersen (1898-1994)
- Chrshan. - Vladimir Khrjanovski (1912-1985)
- Chrtek - Jindřich Chrtek (1930-2008)
- C.D.Chu - Cheng De Chu (1928-…)
- W.M.Chu - Wei Ming Chu (1930-…)
- Chud. - René Chudeau (1864-1921)
- Chun - Woon Young Chun (1890-1971)
- Cif. - Raffaele Ciferri (1897-1964)
- Cinq-Mars - Lionel Cinq-Mars (1919-1973)
- Cirillo - Domenico Maria Leone Cirillo (1739-1799)
- Clairv. - Joseph Philippe de Clairville (1742-1830)
- A.R.Clapham - Arthur Roy Clapham (1904-1990)
- Clapperton - Hugh Clapperton (1788-1827)
- Clarion - Jacques Clarion (1776-1844)
- L.G.Clark - Lynn G. Clark (1956-…)
- C.B.Clarke - Charles Baron Clarke (1832-1906)
- E.D.Clarke - Edward Daniel Clarke (1769-1822)
- R.T.Clausen - Robert Theodore Clausen (1911-1981)
- J.Clayton - John Clayton (botaniste) (1686-1773)
- Clayton - William Derek Clayton (1926-2023)
- Cleland - John Burton Cleland (1878-1971)
- Clemente - Simón de Rojas Clemente y Rubio (1777-1827)
- Clem. - Frederic Edward Clements (1874-1945)
- M.A.Clem. - Mark Alwin Clements (1949-…)
- Cleve - Per Teodor Cleve (1840-1905)
- G.Clifford - George Clifford (botaniste) (1685-1760)
- Clifford - Harold Trevor Clifford (1927-…)
- Clifton - George Clifton (1823-1913)
- Clinton - George William Clinton (1807-1885)
- Clokey - Ira Waddell Clokey (1878-1950)
- Cloquet - Hippolyte Cloquet (fl. 1822)
- Clos - Dominique Clos (1821-1908)
- Cobb - Nathan Augustus Cobb (1859-1932)
- Cockayne - Leonard Cockayne (1855-1934)
- Cockerell - Theodore Dru Alison Cockerell (1866-1948)
- Codd - Leslie Edward Wastell Codd (1908-1999)
- Coem. - Henri Eugene Lucien Gaetan Coemans (1825-1871)
- Cogn. - Célestin Alfred Cogniaux (1841-1916)
- Cohn - Ferdinand Julius Cohn (1828-1898)
- Coincy - Auguste-Henri de Coincy (1837-1903)
- Coker - William Chambers Coker (1872-1953)
- Colden - Jane Colden (1724-1766)
- T.C.Cole - Thomas C. Cole (fl. 2011)
- Colebr. - Henry Thomas Colebrooke (1765-1837)
- Colenso - William Colenso (1811-1899)
- Colla - Luigi Aloysius Colla (1766-1848)
- Collen. - Iris Sheila Collenette (1927-2017)
- Collett - Henry Collett (1836-1901)
- Collie - Alexander Collie (1793-1835)
- Collins - Frank Shipley Collins (1848-1920)
- Collinson - Peter Collinson (botaniste) (1694-1768)
- Colomb - Georges Colomb (auteur) (1856-1945)
- Coltm.-Rog. - Charles Coltman-Rogers (1854-1929)
- Comes - Orazio Comes (1848-1923)
- C.Commelijn - Caspar Commelijn[1] (1667/8-1731)
- J.Commelijn - Jan Commelijn[1] (1629-1692)
- Comm. - Philibert Commerson (1727-1773)
- Compère - Pierre Compère (1934-2016)
- Conard - Henry Shoemaker Conard (1874-1971)
- Cond. - Charles Marie de La Condamine (1701-1774)
- Conn - Herbert William Conn (1859-1917)
- T.A.Conrad - Timothy Abbott Conrad (1803-1877)
- Conran - John Godfrey Conran (1960-…)
- Console - Michelangelo Console (1812-1897)
- Constance - Lincoln Constance (1909-2001)
- Contandr. - Juliette Contandriopoulos (1922-2011)
- Contejean - Charles Louis Contejean (1824-1907)
- A.Cook - Alice Carter Cook (1868-1943)
- Cook - James Cook (1728-1779)
- O.F.Cook - Orator Fuller Cook (1867-1949)
- V.J.Cook - Varner James Cook (1904-?)
- Cooke - Mordecai Cubitt Cooke (1825-1914)
- T.Cooke - Theodore Cooke (1836-1910)
- C.M.Cooke - Charles Montague Cooke Jr (1874-1948)
- J.G.Cooper - James Graham Cooper (1830-1902)
- W.Cooper - William Cooper (conchyliologiste) (1798-1864)
- Copel. - Edwin Bingham Copeland (1873-1964)
- H.F.Copel. - Herbert Copeland (1902-1968)
- Coquerel - Charles Coquerel (1822-1867)
- Corb. - Louis Corbière (1850-1941)
- Corda - August Carl Joseph Corda (1809-1849)
- C.Cordem. - Camille Jacob de Cordemoy (1840-1909)
- Cordem. - Eugène Jacob de Cordemoy (1835-1911)
- Cordier - François Simon Cordier (1797-1874)
- E.Cordus - Euricius Cordus[1] (1486-1535)
- V.Cordus - Valerius Cordus[1] (1514-1544)
- Corill. - Robert Corillion (1908-1997)
- Corliss - John Ozro Corliss (1922-2014)
- Corner - Edred John Henry Corner (1906-1996)
- Cornu - Maxime Cornu (1843-1901)
- Cornut - Jacques Philippe Cornut[1] (1606-1651)
- Correa - José Francisco Corrêa da Serra (1751-1823)
- Correll - Donovan Stewart Correll (1908-1983)
- Correns - Carl Correns (1864-1933)
- Correvon - Henry Correvon (1854-1939)
- G.Cortés - Gilberto Cortés (fl.1997)
- Cosandey - Florian Cosandey (1897-1982)
- Coss. - Ernest Cosson (1819-1889)
- Costantin - Julien Noël Costantin (1857-1936)
- H.J.Coste - Hippolyte Coste (1858-1924)
- Couch - John Nathaniel Couch (1896-1986)
- J.M.Coult. - John Merle Coulter (1851-1928)
- Coult. - Thomas Coulter (1793-1843)
- Courtec. - Régis Courtecuisse (1956-…)
- Couvreur - Thomas Louis Peter Couvreur (1979-…)
- Coville - Frederick Vernon Coville (1867-1937)
- R.S.Cowan - Richard Sumner Cowan (1921-1997)
- Coyle - C. Coyle (fl. 2009)
- Craib - William Grant Craib (1882-1933)
- C.E.Cramer - Carl Eduard Cramer (1831-1901)
- P.J.S.Cramer - Pieter Johannes Samuel Cramer (1879-1952)
- Crantz - Heinrich Johann Nepomuk von Crantz (1722-1799)
- R.M.Crawford - Richard M. Crawford (?-…)
- Cremers - Georges Cremers (1936-…)
- Crép. - François Crépin (1830-1903)
- Crins - William Crins (1955-…)
- Crisp - Michael Douglas Crisp (1950-…)
- Bals.-Criv. - Giuseppe Gabriel Balsamo-Crivelli (1800-1874)
- Croizat - Léon Camille Marius Croizat (1894-1982)
- Cron - Glynis V. Cron (1962-…)
- Cronquist - Arthur Cronquist (1919-1992)
- H.Crouan - Hippolyte-Marie Crouan (1802-1871)
- P.Crouan - Pierre-Louis Crouan (1798-1871)
- N.R.Crouch - Neil Robert Crouch (1967-…)
- Cuatrec. - José Cuatrecasas (1903-1996)
- Cuénod - Auguste Cuénod (1868-1954)
- Cufod. - Georg Cufodontis (1896-1974)
- W.L.Culb. - William Louis Culberson (1929-2003)
- Cullen - James Cullen (botaniste) (1936-…)
- Cuming - Hugh Cuming (1791-1865)
- Cumm. - Clara Eaton Cummings (1855-1906)
- A.Cunn. - Allan Cunningham (botaniste) (1791-1839)
- R.Cunn. - Richard Cunningham (1793-1835)
- Curran - Mary Katharine Brandegee (1844-1920)
- K.M.Curtis - Kathleen Curtis (1892-1994)
- M.A.Curtis - Moses Ashley Curtis (1808-1872)
- Curtis - William Curtis (1746-1799)
- W.M.Curtis - Winifred Mary Curtis (1905-2005)
- Custer - Jakob Laurenz Custer (1755-1828)
- Custis - Peter Custis (1781-1842)
- D.F.Cutler - David Frederick Cutler (1939-…)
- F.Cuvier - Frédéric Cuvier (1773-1838)
- Cuvier - Georges Cuvier (1769-1832)
- Czeczott - Hanna Czeczott (1888-1982)
- Czern. - Vassilii Matveievitch Czernajew (1796-1871)

## D
- Haut – A
- B
- C
- D
- E
- F
- G
- H
- I
- J
- K
- L
- M
- N
- O
- P
- Q
- R
- S
- T
- U
- V
- W
- X
- Y
- Z

- D'Archiac - Adolphe d'Archiac (1802-1868)
- D'Arcy - William Gerald D'Arcy (1931-1999)
- d'Hérelle - Félix d'Hérelle (fl. 1909)
- d'Urv. - Jules Dumont d'Urville (1790-1842)
- Daday - Eugen von Daday (?-?)
- Dahl - Anders Dahl (1751-1789)
- R.Dahlgren - Rolf Martin Theodor Dahlgren (1932-1987)
- Dahlst. - Hugo Dahlstedt (1856-1934)
- L.K.Dai - Lun Kai Dai (fl. 1963)
- Y.C.Dai - Yu Cheng Dai (fl. 1994)
- S.Dale - Samuel Dale (botaniste)[1] (1659-1739)
- Daléchamps - Jacques Daléchamps[1] (1513-1588)
- Dalla Torre - Karl Wilhelm von Dalla Torre (1850-1928)
- Dallim. - William Dallimore (1871-1959)
- Dalpé - Yolande Dalpé (1948-…)
- Dalr. - Alexander Dalrymple (1737-1808)
- Jn.Dalton - John Dalton (1766-1844)
- Dalzell - Nicol Alexander Dalzell (1817-1878)
- Dalziel - John McEwan Dalziel (1872-1948)
- Damboldt - Jürgen Damboldt (1937-1978)
- Dampier - William Dampier[1] (1652-1715)
- Dana - James Dwight Dana (1813-1895)
- Dandy - James Edgar Dandy (1903-1976)
- P.A.Dang. - Pierre Augustin Dangeard (1862-1947)
- P.J.L.Dang. - Pierre Jean Louis Dangeard (1895-1970)
- Danguy - Paul Auguste Danguy (1862-1942)
- L.L.Daniel - Lucien Louis Daniel (1856-1940)
- T.F.Daniel - Thomas Franklin Daniel (1954-…)
- Daniell - William Freeman Daniell (1818-1865)
- Darluc - Michel Darluc (1707-1783)
- Darracq - Ulysse Darracq (1798-1872)
- Darwin - Charles Darwin (1809-1882)
- Davall - Edmund Davall (1763-1798)
- David - Armand David (1826-1900)
- J.C.David - John Charles David (1964-…)
- Davies - Hugh Davies (botaniste) (1739-1821)
- L.I.Davis - Louie Irby Davis (1862-1945)
- P.H.Davis - Peter Hadland Davis (1918-1992)
- W.T.Davis - William Thompson Davis (1897-?)
- Dawe - Morley Thomas Dawe (1880-1943)
- E.Y.Dawson - Elmer Yale Dawson (1918-1966)
- Dawson - John William Dawson (1820-1899)
- Dayton - William Adams Dayton (1885-1958)
- de Bary - Anton de Bary (1831-1888)
- De la Soie - Gaspard Abdon De la Soie (1818-1877)
- de Lannoy - de Lannoy (botaniste) (fl. 1863)
- de Laub. - David John de Laubenfels (1925-2016)
- De Man - Johannes Govertus de Man (1850-1930)
- De Moor - Victor Pierre Ghislain De Moor (1827-1895)
- de Noé - Vicomte de Noé (fl. 1854-1871)
- De Not. - Giuseppe De Notaris (1805-1877)
- Garcia de Orta - Garcia de Orta[1] (fl. 1490-1570)
- De Puydt - Paul-Émile De Puydt (1810-1891)
- De Seynes - Jules de Seynes (1833-1912)
- De Toni - Giovanni Battista De Toni (1864-1924)
- De Vis - Charles Walter De Vis (1829-1915)
- A.de Vos - André Pascal Alexandre De Vos (1834-1889)
- M.P.de Vos - Miriam Phoebe de Vos (1912-2005)
- de Vries - Hugo de Vries (1848-1935)
- de Vriese - Willem Hendrik de Vriese (1806-1862)
- W.J.de Wilde - Willem Jan Jacobus Oswald de Wilde (1936-…)
- De Wild. - Émile De Wildeman (1866-1947)
- de Wit - Hendrik Cornelis Dirk de Wit (1909-1999)
- Debeaux - Odon Debeaux (1826-1910)
- Decne. - Joseph Decaisne (1807-1882)
- Decary - Raymond Decary (1891-1973)
- Decorse - Gaston-Jules Decorse (1873-1907)
- DeFilipps - Robert Anthony DeFilipps (es) (1939–2004)
- Deflers - Albert Deflers (1841-1921)
- Degen - Árpád von Degen (1866-1934)
- I.Deg. - Isa Degener (1924-…)
- O.Deg. - Otto Degener (1899-1988)
- Dehnh. - Friedrich Dehnhardt (1787-1870)
- Delacr. - Édouard Georges Delacroix (1858-1907)
- Delarbre - Antoine Delarbre (1724-1813)
- Delastre - Charles Jean Louis Delastre (1792-1859)
- Delavay - Jean-Marie Delavay (1834-1895)
- Delchev. - Gustave Delchevalerie (fl. 1867)
- Deless. - Benjamin Delessert (1773-1847)
- Deleuze - Joseph Philippe François Deleuze (1753-1835)
- Delf - Marion Delf-Smith (1883-1980)
- P.Delforge - Pierre Delforge (1945-…)
- Delile - Alire Raffeneau-Delile (1778-1850)
- Delle Chiaje - Stefano Delle Chiaje (1794-1860)
- Delpino - Federico Delpino (1833-1905)
- Demaret - Fernand Demaret (1911-2008)
- Sebsebe - Sebsebe Demissew (1953-…)
- D.L.Denham - Dale Lee Denham (1922-1997)
- Denham - Dixon Denham (1786-1828)
- Dennis - Richard William George Dennis (1910-2003)
- Dennst. - August Wilhelm Dennstaedt (1776-1826)
- Deplanche - Émile Deplanche (1824-1875)
- Deppe - Ferdinand Deppe (1794-1861)
- Derbès - Auguste Alphonse Derbès (1818-1894)
- Des Moul. - Charles des Moulins (1798-1875)
- Deschamps - Louis Auguste Deschamps de Pas (1765-1842)
- Desc. - Bernard Descoings (1931-2018)
- Descole - Horacio Raul Descole (1910-1984)
- Déségl. - Pierre Alfred Déséglise (1823-1883)
- Desf. - René Desfontaines (1750-1833)
- Desjardin - Dennis Desjardin (1950-…)
- Desm. - Jean Baptiste Henri Joseph Desmazières (1786-1862)
- Desp. - Jean-Baptiste-René Pouppé Desportes (1704-1748)
- N.H.F.Desp. - Narcisse Henri François Desportes (1776-1856)
- Despr. - Louis Despréaux Saint-Sauveur (1794-1843)
- Desr. - Joseph-Auguste Desrousseaux (1753-1838)
- Dessur. - Michel Dessureault (fl. 1988)
- É.Desv. - Émile Desvaux (1830-1854)
- Desv. - Nicaise Augustin Desvaux (1784-1856)
- Deuter - M. Deuter (fl. 1993)
- Devesa - Juan Antonio Devesa Alcaraz (1955-…)
- Dewèvre - Alfred Dewèvre (1866-1897)
- Dewey - Chester Dewey (1784-1867)
- Deyrolle - Émile Deyrolle (1838-1917)
- Di Negro - Giovanni Carlo Di Negro (1769-1857)
- E.A.Dick - Esther Amelia Dick (1909-1985)
- Dicks. - James Dickson (botaniste) (1738-1822)
- Didr. - Didrik Ferdinand Didrichsen (1814-1887)
- Dieck - Georg Dieck (1847-1925)
- Diels - Ludwig Diels (1874-1945)
- Diesing - Karl Moritz Diesing (1800-1867)
- A.Dietr. - Albert Gottfried Dietrich (1795-1856)
- D.Dietr. - David Nathaniel Friedrich Dietrich (1799-1888)
- F.Dietr. - Friedrich Gottlieb Dietrich (1768-1850)
- W.O.Dietr. - Wilhelm Otto Dietrich (1881-1964)
- Dijk - D. Eduard Van Dijk (?-?)
- Dill. - Johann Jacob Dillenius[1] (1684-1747)
- Dillon - Lawrence Samuel Dillon (1910-1999)
- Dillwyn - Lewis Weston Dillwyn (1778-1855)
- Dinkl. - Max Julius Dinklage (1864-1935)
- Dinter - Moritz Kurt Dinter (1868-1945)
- Dioli - Maurizio Dioli (fl. 2000)
- Dod - Donald Dungan Dod (1912-2008)
- Dode - Louis-Albert Dode (1875-1945)
- B.O.Dodge - Bernard Ogilvie Dodge (1872-1960)
- Dodoens - Rembert Dodoens[1] (1518-1585)
- Dodson - Calaway Dodson (1928-…)
- Doebley - John F. Doebley (fl. 1980)
- Doflein - Franz Doflein (1873-1925)
- Döll - Johann Christoph Döll (1808-1885)
- Dollfus - Gustave-Frédéric Dollfus (1850-1931)
- Dombey - Joseph Dombey (1742-1796)
- Dombrain - Henry Dombrain (1818-1905)
- Domin - Karel Domin (1882-1953)
- Domke - Friedrich Walter Domke (1899-1988)
- D.Don - David Don (1799-1841)
- Don - George Don (1764-1814)
- G.Don - George Don (1798-1856)
- Donati - Vitaliano Donati (1713-1762)
- Donk - Marinus Anton Donk (1908-1972)
- Donn - James Donn (1758-1813)
- Donn.Sm. - John Donnell Smith (1829-1928)
- Dörfl. - Ignaz Dörfler (1866-1950)
- Dougherty - Ellsworth Charles Dougherty (1921-1965)
- A.W.Douglas - Andrew W. Douglas (fl. 1996)
- Douglas - David Douglas (1798-1834)
- Douin - Charles Isidore Douin (1858-1944)
- Douvillé - Henri Douvillé (1846-1937)
- Dowe - John Leslie Dowe (1962-…)
- Doweld - Alexander Borissovitch Doweld (1973-…)
- Downie - Dorothy Downie (1894-1960)
- Downs - Robert Jack Downs (1923-…)
- Dows.-Lem. - Françoise Dowsett-Lemaire (fl. 1996)
- Drake - Emmanuel Drake del Castillo (1855-1904)
- J.Dransf. - John Dransfield (1945-…)
- Drap. - Jacques Draparnaud (1772-1804)
- Drapiez - Auguste Drapiez (1778-1856)
- Drechsler - Charles Frank Drechsler (1892-1986)
- Drège - Jean François Drège (1794-1881)
- Drejer - Solomon Thomas Nicolai Drejer (1813-1842)
- Dressler - Robert Louis Dressler (1927-…)
- Drew - Elmer Reginald Drew (1865-1930)
- K.M.Drew - Kathleen Mary Drew-Baker (1901-1957)
- F.E.Drouet - Francis Elliott Drouet (1907-1982)
- Druce - George Claridge Druce (1850-1932)
- Drude - Oscar Drude (1852-1933)
- J.Drumm. - James Drummond (1784-1863)
- Druten - Denise van Druten (1930-…)
- Dryand. - Jonas Carlsson Dryander (1748-1810)
- Du Rietz - Gustaf Einar Du Rietz (1895-1967)
- Du Roi - Johann Philipp Du Roi (1741-1785)
- A.L.du Toit - Alexander du Toit (1878-1948)
- Dubard - Marcel Marie Maurice Dubard (1873-1914)
- Duboscq - Octave Duboscq (1868-1943)
- Dubuisson - Jean-Yves Dubuisson (1968-…)
- Duby - Jean Étienne Duby (1798-1885)
- Duch. - Pierre Étienne Simon Duchartre (1811-1894)
- Duchass. - Édouard Placide Duchassaing de Fontbressin (1818-1873)
- Duchesne - Antoine Nicolas Duchesne (1747-1827)
- Ducke - Walter Adolpho Ducke (1876-1959)
- Ducommun - Jules-César Ducommun (1829-1892)
- T.R.Dudley - Theodore Robert Dudley (1936-1994)
- Dufour - Jean-Marie Léon Dufour (1780-1865)
- L.M.Dufour - Léon Marie Dufour (1862-1942)
- Dugand - Armando Dugand (1906-1971)
- Dugès - Alfredo Dugès (1826-1910)
- Duhamel - Henri Louis Duhamel du Monceau (1700-1782)
- Duhem - Bernard Duhem (fl. 1989)
- Dujard. - Félix Dujardin (1801-1860)
- Dulac - Joseph Dulac (botaniste) (1827-1897)
- Dümmer - Richard Arnold Dümmer (1887-1922)
- Dum.Cours. - Georges Louis Marie Dumont de Courset (1746-1824)
- Dumort. - Barthélemy Dumortier (1797-1878)
- Dun - William Sutherland Dun (fl. 1890-1930)
- Dunal - Michel Félix Dunal (1789-1856)
- G.D.Duncan - Graham Duncan (1959-…)
- P.Duncan - Peter Martin Duncan (1824-1891)
- W.H.Duncan - Wilbur Howard Duncan (1910-2005)
- Dunn - Stephen Troyte Dunn (1868-1938)
- Duperrey - Louis Isidore Duperrey (1786-1865)
- A.Dupont - André Dupont (rosiériste) (1742-1817)
- Dupont - J. B. Dupont (fl. 1825)
- P.Dupont - Pierre Dupont (botaniste) (1925-2017)
- Dupuy - Dominique Dupuy (naturaliste) (1812-1885)
- Durand - Élie Magloire Durand (1794-1873)
- T.Durand - Théophile Alexis Durand (1855-1912)
- Durande - Jean-François Durande (1732-1794)
- Durazz. - Antonio Durazzini (fl. 1772)
- Durazzo - Ippolito Maurizio Maria Durazzo (1750-1818)
- Durieu - Michel Charles Durieu de Maisonneuve (1796-1878)
- Dusén - Per Karl Hjalmar Dusén (1855-1926)
- Duss - Antoine Duss (1840-1924)
- A.V.Duthie - Augusta Vera Duthie (1881-1963)
- Dutr. - Henri Dutrochet (1776-1847)
- Duval - Henri Auguste Duval (1777-1814)
- Duval-Jouve - Joseph Duval-Jouve (1810-1883)
- P.A.Duvign. - Paul Duvigneaud (1913-1991)
- Dwyer - John Duncan Dwyer (1915-2005)
- Dy Phon - Pauline Dy Phon (1933-2010)
- J.Dyb. - Jean Dybowski (1855-1928)
- Dyb. - Benedykt Dybowski (1833-1930)
- R.A.Dyer - Robert Allen Dyer (1900-1987)

## E
- Haut – A
- B
- C
- D
- E
- F
- G
- H
- I
- J
- K
- L
- M
- N
- O
- P
- Q
- R
- S
- T
- U
- V
- W
- X
- Y
- Z

- Earle - Franklin Sumner Earle (1856-1929)
- Eastw. - Alice Eastwood (1859-1953)
- Eaton - Amos Eaton (1776-1842)
- D.C.Eaton - Daniel Cady Eaton (1834-1895)
- Ebihara - Atsushi Ebihara (fl. 2003)
- Eckfeldt - John Wiegand Eckfeldt (1851-1933)
- Eckl. - Christian Friedrich Ecklon (1795-1868)
- Clus. - Charles de L'Écluse[1] (1525-1609)
- Edgew. - Michael Pakenham Edgeworth (1812-1881)
- Edmondston - Thomas Edmondston (1825-1846)
- D.Edwards - Dianne Edwards (1942-…)
- P.Edwards - Peter Edwards (1943-…)
- Edwards - Sydenham Teast Edwards (1769-1819)
- T.V.Egorova - Tatiana Vladimirovna Egorova (1930-2007)
- Ehrenb. - Christian Gottfried Ehrenberg (1795-1876)
- Ehrend. - Friedrich Ehrendorfer (1927-…)
- Ehret - Georg Dionysius Ehret (1708-1770)
- Ehrh. - Jakob Friedrich Ehrhart (1742-1795)
- Eichler - August Wilhelm Eichler (1839-1887)
- Eichw. - Karl Eduard von Eichwald (1794-1876)
- Eig - Alexander Eig (1894-1938)
- Eikrem - Wenche Eikrem (fl. 1990)
- Ekman - Erik Leonard Ekman (1883-1931)
- El Azzouni - Marwan El Azzouni (fl. 2010)
- Ellert - Anthon Ellert (1948-…)
- Elliot - Walter Elliot (1803-1887)
- Elliott - Stephen Elliott (botaniste) (1771-1830)
- Ellis - Job Bicknell Ellis (1829-1905)
- J.Ellis - John Ellis (naturaliste) (1710-1776)
- Elmer - Adolph Daniel Edward Elmer (1870-1942)
- Elwes - Henry John Elwes (1846-1922)
- Emb. - Louis Emberger (1897-1969)
- Emmons - Ebenezer Emmons (1799-1863)
- Emory - William Hemsley Emory (1811-1887)
- Enderlein - Günther Enderlein (?-?)
- Endl. - Stephan Ladislaus Endlicher (1804-1849)
- P.K.Endress - Peter Karl Endress (1942-…)
- Engel - Franz Engel (1834-1920)
- R.Engel - Roger Engel (1923-2018)
- Engelm. - George Engelmann (1809-1884)
- Engl. - Adolf Engler (1844-1930)
- Epling - Carl Clawson Epling (1894-1968)
- O.E.Erikss. - Ove Erik Eriksson (1935-…)
- Eschsch. - Johann Friedrich von Eschscholtz (1793-1831)
- Esper - Eugen Johann Christoph Esper (1742-1810)
- Esser - Hans-Joachim Esser (1960-…)
- Estadès - Alain Estadès (fl. 1988)
- Esterh. - Elsie Elizabeth Esterhuysen (1912-2006)
- A.E.Estrada - Andrés Eduardo Estrada-Castillón (1960-…)
- Ettingsh. - Constantin von Ettingshausen (1826-1897)
- Eudes-Desl. - Jacques-Amand Eudes-Deslongchamps (1794-1867)
- Euphrasén - Bengt Euphrasén (1756-1796)
- A.H.Evans - Arthur Humble Evans (1855-1943)
- Eversm. - Eduard Friedrich von Eversmann (1794-1860)
- Evert - Erwin F. Evert (1940-…)
- Ewan - Joseph Andorfer Ewan (1909-1999)
- Ewango - Corneille Ewango (fl. 2001)
- Ewart - Alfred James Ewart (1872-1937)
- Exell - Arthur Wallis Exell (1901-1993)
- Eyssart. - Guillaume Eyssartier (1971-…)

## F
- Haut – A
- B
- C
- D
- E
- F
- G
- H
- I
- J
- K
- L
- M
- N
- O
- P
- Q
- R
- S
- T
- U
- V
- W
- X
- Y
- Z

- Fabre - Jean-Henri Fabre (1823-1915)
- J.Fabr. - Johan Christian Fabricius (1745-1808)
- Fabr. - Philipp Conrad Fabricius (1714-1774)
- Fabris - Humberto Antonio Fabris (1924-1976)
- Facchini - Francesco Angelo Facchini (1788-1852)
- Faegri - Knut Fægri (1909-2001)
- Fage - Louis Fage (1883-1964)
- Fagon - Guy-Crescent Fagon[1] (1638-1718)
- D.Fairchild - David Fairchild (1869-1954)
- Falanruw - Marjorie Falanruw (1943-…)
- Falck - Richard Falck (1868-1955)
- Falc. - Hugh Falconer (1808-1865)
- S.J.Fan - Shou Jin Fan (fl. 1993)
- W.P.Fang - Wen Pei Fang (1899-1983)
- Fantham - Harold Benjamin Fantham (1876-1937)
- Farges - Paul Guillaume Farges (1844-1912)
- Farjon - Aljos Farjon (1946-…)
- Farl. - William Gilson Farlow (1844-1919)
- Fassett - Norman Carter Fassett (1900-1954)
- Faure - Alphonse Faure (fl. 1923)
- Fauré-Frem. - Emmanuel Fauré-Fremiet (1883-1971)
- Faurie - Urbain Jean Faurie (1847-1915)
- Favell - P. Favell (fl. 1999)
- J.Favre - Jules Favre (géologue) (1882-1959)
- Favre - Louis Favre (écrivain) (1822-1904)
- Fawc. - William Fawcett (1851-1926)
- M.F.Fay - Michael Francis Fay (1960-…)
- Fayod - Victor Fayod (1860-1900)
- Fedde - Friedrich Fedde (1873-1942)
- Fed. - Andreï Fiodorov (1909-1987)
- A.Fedtsch. - Alexeï Fedtchenko (1844-1873)
- B.Fedtsch. - Boris Fedtchenko (1872-1947)
- O.Fedtsch. - Olga Fedtchenko (1845-1921)
- Fée - Antoine Laurent Apollinaire Fée (1789-1874)
- Feer - Heinrich Feer (1857-1892)
- Feldmann - Jean Feldmann (1905-1978)
- Felger - Richard Stephen Felger (fl. 1968)
- Félicité - Max Félicité (fl. 2008)
- Fen. - Luigi Fenaroli (1899-1980)
- Fenchel - Tom Fenchel (1940-…)
- Fendler - August Fendler (1813-1883)
- Fensholt - Dorothy Eunice Fensholt (1911-…)
- Fenzl - Eduard Fenzl (1808-1879)
- A.M.Ferguson - Alexander McGowan Ferguson (1874-1955)
- A.R.Ferguson - Allan Ross Ferguson (1943-…)
- M.C.Ferguson - Margaret Clay Ferguson (1863-1951)
- Ferguson - William Ferguson (botaniste) (en) (1820-1887)
- Fernald - Merritt Lyndon Fernald (1873-1950)
- Fern.-Vill. - Celestino Fernández-Villar (1838-1907)
- Fernando - Edwino Fernando (1953-…)
- S.S.Fernando - Samantha Suranjan Fernando (fl. 2008)
- Ferreira - Alexandre Rodrigues Ferreira (1756-1815)
- Ferry - René Joseph Justin Ferry (1845-1924)
- Férussac - André Étienne Justin Pascal Joseph François d'Audebert de Férussac (1786-1836)
- Feuillée - Louis Feuillée[1] (1660-1732)
- Fiala - Franz Fiala (de) (1861-1898)
- Fieber - Franz Xaver Fieber (1807-1872)
- Figlar - Richard B. Figlar (fl. 2000)
- Filhol - Henri Filhol (1843-1902)
- Finet - Achille Eugène Finet (1863-1913)
- Fingerh. - Carl Anton Fingerhuth (1802-1876)
- Fiori - Adriano Fiori (en) (1865-1950)
- E.Fisch. - Eduard Fischer (1861-1939)
- Fisch. - Friedrich Ernst Ludwig von Fischer (1782-1854)
- J.B.Fisch. - Johann Baptist Fischer (1803-1832)
- Fisch.Waldh. - Alexandre Grigorievitch Fischer von Waldheim (1803-1884)
- A.A.Fisch.Waldh. - Alexandre Alexandrovitch Fischer von Waldheim (1839-1920)
- G.Fisch.Waldh. - Gotthelf Fischer von Waldheim (1771-1853)
- Fitch - Walter Hood Fitch (1817-1892)
- Fitschen - Jost Fitschen (1869-1947)
- Fitter - Richard Fitter (1913-2005)
- Fitzg. - Robert Desmond Fitzgerald (1830-1892)
- Flahault - Charles Henri Marie Flahault (1852-1935)
- Flegel - T. Flegel (fl. 2009)
- M.Fleisch. - Max Fleischer (bryologiste) (1861-1930)
- Fleming - John Fleming (zoologiste) (1785-1857)
- Flod. - Björn Floderus (1867-1941)
- J.Florence - Jacques Florence (1951-…)
- Florin - Carl Rudolf Florin (1894-1965)
- Flower - R. J. Flower (?-?)
- Flowers - Seville Flowers (1900-1968)
- Flueck. - Friedrich August Flückiger (en) (1828-1894)
- Flyr - Lowell David Flyr (1937-1971)
- Focke - Wilhelm Olbers Focke (1834-1922)
- Fodéré - François-Emmanuel Fodéré (1764-1835)
- Foëx - Gustave Foëx (1844-1906)
- Fomin - Alexandre Fomine (1869-1935)
- Font Quer - Pio Font Quer (1888-1964)
- Fontana - Felice Fontana (1730-1805)
- H.O.Forbes - Henry Ogg Forbes (1851-1932)
- J.Forbes - James Forbes (botaniste) (1773-1861)
- K.A.Ford - Kerry Alison Ford (1964-…)
- Formánek - Eduard Formánek (es) (1845-1900)
- Forneris - Guiliana Forneris (1946-…)
- Forrest - George Forrest (botaniste) (1873-1932)
- L.L.Forrest - Laura L. Forrest (fl. 2003)
- T.G.Forrest - Thomas G. Forrest (fl. 2011)
- Forssk. - Pehr Forsskål (1732-1763)
- B.M.Forst. - Benjamin Meggot Forster (1764-1829)
- E.Forst. - Edward Forster (1765-1849)
- G.Forst. - Georg Forster (1754-1794)
- J.R.Forst. - Johann Reinhold Forster (1729-1798)
- P.I.Forst. - Paul Irwin Forster (1961-…)
- T.F.Forst. - Thomas Furly Forster (1761-1825)
- Forsyth - William Forsyth (1737-1804)
- Forsyth f. - William Forsyth, Jn. (?1772-1835)[1]
- Fors.-Major - Charles Immanuel Forsyth Major (1843-1923)
- Forti - Achille Italo Forti (1878-1937)
- Fortune - Robert Fortune (botaniste) (1812-1880)
- Fosberg - Francis Raymond Fosberg (1908-1993)
- Foslie - Mikael Heggelund Foslie (1855-1909)
- A.S.Foster - Adriance Sherwood Foster (1901-1973)
- Merc.S.Foster - Mercedes S. Foster (fl. 1984)
- Foster - Michael Foster (physiologiste) (1836-1907)
- Foth. - John Fothergill (médecin) (1712-1780)
- Foucaud - Julien Foucaud (1847-1904)
- Foug. - Auguste-Denis Fougeroux de Bondaroy (1732-1789)
- Fouill. - Amédée Fouillade (1870-1954)
- E.Fourn. - Eugène Pierre Nicolas Fournier (1834-1884)
- P.Fourn. - Paul-Victor Fournier (1877-1964)
- Fourr. - Jules Pierre Fourreau (1844-1871)
- Foxw. - Frederick William Foxworthy (1877-1950)
- J.-P.Frahm - Jan-Peter Frahm (1945-2014)
- Franch. - Adrien René Franchet (1834-1900)
- W.D.Francis - William Douglas Francis (1889-1959)
- Franco - João Manuel Antonio do Amaral Franco (1921-2009)
- A.B.Frank - Albert Bernhard Frank (1839-1900)
- Franklin - John Franklin (1786-1847)
- Franquev. - Albert Belhomme de Franqueville (1814-1891)
- Frapp. - Charles Frappier (fl. 1853-1895)
- C.Fraser - Charles Fraser (1788-1831)
- Fraser - John Fraser (botaniste) (1750-1811)
- J.Fraser - John Fraser (1854-1935) (1854-1935)
- Fraser f. - John Fraser (1780-1852) (1780-1852)
- Fraser-Jenk. - Christopher Roy Fraser-Jenkins (1948-…)
- Frauenf. - Georg von Frauenfeld (1807-1873)
- J.D.Freeman - John Daniel Freeman (1941-1997)
- Freitag - Helmut Freitag (1932-…)
- Frém. - John Charles Frémont (1813-1890)
- Frémy - Pierre Frémy (1880-1944)
- Fresen. - Johann Baptist Georg Wolfgang Fresenius (1808-1866)
- Frey - Eduard Frey (1888-1974)
- R.Frey - Ruedi Frey (?-?)
- Freyc. - Louis Claude de Saulces de Freycinet (1779-1842)
- Freyn - Josef Franz Freyn (1845-1903)
- Freyr. - Georg Wilhelm Freyreiss (1789-1825)
- Frez. - Amédée François Frézier (1682-1773)
- Frič - Alberto Vojtěch Frič (1882-1944)
- Friedrich - Hans Christian Friedrich (1925-1992)
- H.Friedrich - Heimo Friedrich (de) (1911-1987)
- Fr. - Elias Magnus Fries (1794-1878)
- R.E.Fr. - Robert Elias Fries (1876-1966)
- Th.Fr. - Theodor Magnus Fries (1832-1913)
- T.C.E.Fr. - Thore Christian Elias Fries (en) (1886-1930)
- Friis - Ib Friis (1945-…)
- F.E.Fritsch - Felix Eugen Fritsch (1879-1954)
- Fritsch - Karl Fritsch (1864-1934)
- Friv. - Imre Frivaldszky (1799-1870)
- Frodin - David Gamman Frodin (en) (1940-…)
- A.Froehner - Albrecht Froehner (fl. 1897)
- From. - Louis Édouard Gourdan de Fromentel (1824-1901)
- Fron - Georges Fron (1870-1957)
- Fryxell - Paul Arnold Fryxell (1927-…)
- K.T.Fu - Kun Tsun Fu (1912-…)
- L.Fuchs - Leonhart Fuchs[1] (1501-1566)
- H.P.Fuchs - Hans Peter Fuchs-Eckert (1928-1999)
- Fukuyo - Yasuwo Fukuyo (1948-…)
- Fulford - Margaret Hannah Fulford (en) (1904-1999)

## G
- Haut – A
- B
- C
- D
- E
- F
- G
- H
- I
- J
- K
- L
- M
- N
- O
- P
- Q
- R
- S
- T
- U
- V
- W
- X
- Y
- Z

- Gaertn. - Joseph Gärtner (1732-1791)
- G.Gaertn. - Philipp Gottfried Gaertner (1754-1825)
- Gage - Andrew Thomas Gage (1871-1945)
- Gagnebin - Abraham Gagnebin (1707-1800)
- Gagnep. - François Gagnepain (1866-1952)
- Gaillon - Benjamin Gaillon (1782-1839)
- Gaimard - Joseph Paul Gaimard (1790-1858)
- Galbany - Mercè Galbany Casals (19XX-…)
- Galeano - Gloria Amparo Galeano Garcés (1958-2016)
- Galeotti - Henri Guillaume Galeotti (1814-1858)
- Galet - Pierre Galet (1921-…)
- M.E.Galiano - María Elena Galiano (fl. 1974)
- Gallesio - Giorgio Gallesio (1772-1839)
- Galzin - Amédée Galzin (1853-1925)
- Gamble - James Sykes Gamble (1847-1925)
- Gams - Helmut Gams (1893-1976)
- W.Gams - K. Walter Gams (1934-…)
- Gand. - Michel Gandoger (1850-1926)
- Garay - Leslie Andrew Garay (1924-…)
- E.García - Evaristo Garcia (fl. 1896)
- García-Mend. - Abisai Josue García-Mendoza (1955-…)
- Garcke - Christian August Friedrich Garcke (1819-1904)
- Garden - Alexander Garden (1730-1792)
- J.Garden bis - Jean-Joseph Garden (fl. 1887)
- J.Garden - Joy Garden (1923-…)
- C.A.Gardner - Charles Gardner (1896-1970)
- Gardner - George Gardner (1812-1849)
- N.L.Gardner - Nathaniel Lyon Gardner (1864-1937)
- Garsault - François-Alexandre de Garsault (1691-1778)
- C.F.Gaertn. - Karl Friedrich von Gärtner (1772-1850)
- Gasp. - Guglielmo Gasparrini (1804-1866)
- Gassner - Johann Gustav Gassner (1881-1955)
- D.M.Gates - David Murray Gates (1921-2016)
- R.R.Gates - Reginald Ruggles Gates (1882-1962)
- Gathoye - Jean-Louis Gathoye (1963-…)
- Gatt. - Augustin Gattinger (1825-1903)
- Gatty - Margaret Scott Gatty (1809-1873)
- Gaudich. - Charles Gaudichaud-Beaupré (1789-1854)
- C.T.Gaudin - Charles-Théophile Gaudin (1822-1866)
- Gaudin - Jean-François-Aimé-Philippe Gaudin (1766-1833)
- Gäum. - Ernst Albert Gäumann (1893-1963)
- Gaussen - Henri Gaussen (1891-1981)
- Ker Gawl. - John Bellenden Ker Gawler (1764-1842)
- Gay - Claude Gay (1800-1873)
- J.Gay - Jacques Étienne Gay (1786-1864)
- Gáyer - Gyula Gáyer (1883-1932)
- X.J.Ge - Xue Jun Ge (fl. 2001)
- Geddes - Patrick Geddes (1854-1932)
- Van Geert - Auguste Van Geert (1888-1938)
- Geh. - Adalbert Geheeb (1842-1909)
- Géhu - Jean-Marie Géhu (1930-…)
- Geiseler - Eduard Ferdinand Geiseler (1781-1827)
- Geitler - Lothar Geitler (1899-1990)
- Genev. - Gaston Genevier (1830-1880)
- Geniez - Philippe Geniez (fl. 1995)
- A.H.Gentry - Alwyn Howard Gentry (1945-1993)
- Gentry - Howard Scott Gentry (1903-1993)
- A.S.George - Alexander Segger George (1939-…)
- Georgi - Johann Gottlieb Georgi (1729-1802)
- A.Gepp - Anthony Gepp (1862-1955)
- E.Gepp - Ethel Sarel Barton Gepp (1864-1922)
- F.Gérard - F. Gérard (abbé et botaniste) (fl. 1885)
- J.Gerard - John Gerard[1] (1545-1612)
- Gérard - Louis Gérard (1733-1819)
- W.R.Gerard - William Ruggles Gerard (1841-1914)
- Gereau - Roy Emile Gereau (1947-…)
- Gerlach - W. Gerlach (fl. 1959)
- Germ. - Jacques Nicolas Ernest Germain de Saint-Pierre (1815-1882)
- Germar - Ernst Friedrich Germar (1786-1853)
- Gerold - Raymond Gerold (fl. 1994)
- Gesner - Conrad Gessner[1] (1516-1565)
- Gessner - Johannes Gessner (1709-1790)
- Gestro - Raffaello Gestro (1845-1936)
- Getliffe - Fiona Mary Getliffe (1941-…)
- Geyer - Carl Andreas Geyer (1809-1853)
- Geyl. - Hermann Theodor Geyler (1834-1889)
- Ghafoor - Abdul Ghafoor (1938-…)
- Ghiesbr. - Auguste Boniface Ghiesbreght (1810-1893)
- Ghini - Luca Ghini[1] (1490-1556)
- Giard - Alfred Giard (1846-1908)
- Gibbes - Lewis Reeve Gibbes (1810-1894)
- Gibbs - Lilian Suzette Gibbs (1870-1925)
- A.Gibson - Alexander Gibson (botaniste) (1800-1867)
- Giebel - Christian Gottfried Andreas Giebel (1820-1881)
- Giess - Johan Wilhelm Heinrich Giess (1910-2000)
- Gilbert - Benjamin Davis Gilbert (1835-1907)
- E.-J.Gilbert - Édouard-Jean Gilbert (1888-1954)
- G.C.C.Gilbert - Georges Charles Clément Gilbert (1908-1983)
- M.G.Gilbert - Michael George Gilbert (1943-…)
- Gilb. - Robert Lee Gilbertson (1925-…)
- Gilg - Ernst Friedrich Gilg (1867-1933)
- Gilib. - Jean-Emmanuel Gilibert (1741-1814)
- Gilkey - Helen Margaret Gilkey (1886-1972)
- Gillet - Claude-Casimir Gillet (1806-1896)
- J.Gillet - Justin Gillet (1866-1943)
- Gillett - Margaret Clark Gillett (1878-1962)
- Gilli - Alexander Gilli (1904-2007)
- Gillies - John Gillies (1792-1834)
- Gillot - François-Xavier Gillot (1842-1910)
- Ging. - Frédéric Charles Jean Gingins de la Sarraz (1790-1863)
- Girm. - Deden Girmansyah (fl. 2009)
- Gir.-Chantr. - Justin Girod-Chantrans (1750-1841)
- Giseke - Paul Dietrich Giseke (1741-1796)
- Gleason - Henry Allan Gleason (1882-1975)
- Gled. - Johann Gottlieb Gleditsch (1714-1786)
- Glehn - Peter von Glehn (1835-1876)
- Glen - Hugh Francis Glen (1950-…)
- Glend. - Robert Glendinning (1805-1862)
- Glenn - Anthony Glenn (fl. 1994)
- Glocker - Ernst Friedrich Glocker (1793-1858)
- C.C.Gmel. - Carl Christian Gmelin (1762-1837)
- J.F.Gmel. - Johann Friedrich Gmelin (1748-1804)
- J.G.Gmel. - Johann Georg Gmelin (1709-1755)
- S.G.Gmel. - Samuel Gottlieb Gmelin (1744-1774)
- God.-Leb. - Alexandre Godefroy-Lebeuf (1852-1903)
- Godfery - Masters John Godfery (1856-1945)
- G.H.Godfrey - George H. Godfrey (1888-?)
- Godm. - Frederick DuCane Godman (1834-1919)
- Godr. - Alexandre Godron (1807-1880)
- K.I.Goebel - Karl Immanuel Eberhard Goebel (1855-1932)
- Goeldi - Emílio Augusto Goeldi (1859-1917)
- Goethe - Johann Wolfgang von Goethe (1749-1832)
- Goldb. - Karl Ludwig Goldbach (1793-1824)
- Goldblatt - Peter Goldblatt (1943-…)
- Goldfuss - Georg August Goldfuss (1782-1848)
- Goldie - John Goldie (1793-1886)
- Goldman - Edward Alphonso Goldman (1873-1946)
- Goldring - William Goldring (1854-1919)
- Gomes - Bernardino António Gomes (1769-1823)
- M.Gómez - Manuel Gómez de la Maza y Jiménez (1867-1916)
- S.González - Maria del Socorro González Elizondo (1953-…)
- D.A.Good - David A. Good (fl. 1984)
- R.D.Good - Ronald Good (1896-1992)
- Gooden. - Samuel Goodenough (1743-1827)
- Göpp. - Johann Heinrich Robert Göppert (1800-1884)
- Mart.Gord. - Martha Martínez Gordillo (fl. 1994)
- G.Gordon - George Gordon (éditeur) (1841-1914)
- Gordon - George Gordon (horticulteur) (1806-1879)
- Gorodkov - Boris Nikolaevich Gorodkov (1890-1953)
- Gorozh. - Ivan Gorojankine (1848-1904)
- Gosse - Philip Henry Gosse (1810-1888)
- Gottsche - Carl Moritz Gottsche (1808-1892)
- Gouan - Antoine Gouan (1733-1821)
- Gougerot - Henri Gougerot (1881-1955)
- Gould - Frank Walton Gould (1913-1981)
- Gourret - Paul Gourret (1859-1903)
- Govaerts - Rafaël Herman Anna Govaerts (1968-…)
- Graebn. - Paul Graebner (1871-1933)
- Graells - Mariano de la Paz Graëlls y de la Aguera (1809-1898)
- Graham - Robert Graham (1786-1845)
- S.A.Graham - Shirley Ann Tousch Graham (1935-…)
- Grande - Loreto Grande (1878-1965)
- Grandid. - Alfred Grandidier (1836-1921)
- V.E.Grant - Verne Edwin Grant (1917-2007)
- Granv. - Jean-Jacques de Granville (1943-…)
- Grassé - Pierre-Paul Grassé (1895-1985)
- Grassi - Giovanni Battista Grassi (1854-1925)
- Gratel. - Jean Pierre Sylvestre Grateloup (1782-1861 ou 1862)
- Gravely - Frederic Henry Gravely (1885-?)
- L.Graves - Louis Graves (1791-1857)
- A.Gray - Asa Gray (1810-1888)
- J.E.Gray - John Edward Gray (1800-1875)
- Gray - Samuel Frederick Gray (1766-1828)
- Grayling - Peter Grayling (fl. 1996)
- J.M.Greef - J. M. Greef (fl. 1993)
- P.S.Green - Peter Shaw Green (1920-…)
- Greene - Edward Lee Greene (1843-1915)
- Greenm. - Jesse More Greenman (1867-1951)
- Greg. - Eliza Standerwick Gregory (1840-1932)
- Gren. - Charles Grenier (1808-1875)
- Greuter - Werner Rodolfo Greuter (1938-…)
- Grev. - Robert Kaye Greville (1794-1866)
- Grevill. - Anders Yngve Grevillius (1864-1925)
- Grey - Charles Hervey Grey (1875-1955)
- Grierson - Andrew John Charles Grierson (1929-1990)
- J.D.Grierson - James D. Grierson (1931-1991)
- Griff. - William Griffith (1810-1845)
- A.W.Griffiths - Amelia Griffiths (1768-1858)
- J.W.Grimes - James Walter Grimes (1953-…)
- Jeff W.Grimes - Jeffrey William Grimes (1950-…)
- Gris - Jean Antoine Arthur Gris (1829-1872)
- Griscom - Ludlow Griscom (1890-1959)
- Griseb. - August Heinrich Rudolf Grisebach (1814-1879)
- Groenew. - Barend Hermanus Groenewald (1905-1976)
- Groenland - Johannes Groenland (1824-1891)
- Grognier - Louis-Furcy Grognier (naturaliste) (1776-1837)
- Grolle - Riclef Grolle (1934-2004)
- Grønlund - Carl Christian Howitz Grønlund (1825-1901)
- Gronov. - Jan Frederik Gronovius (1686-1762)
- L.Gross - Ludwig Gross (botaniste) (1860-?)
- R.Gross - Roland Gross (botaniste) (1890-1945)
- Gross - Rudolf Gross (1872-?)
- Grossh. - Alexandre Grossheim (1888-1948)
- Grout - Abel Joel Grout (1867-1947)
- H.Groves - Henry Groves (en) (1855-1912)
- J.Groves - James Groves (1858-1933)
- Gruby - David Gruby (1810-1898)
- Gruith. - Franz von Paula Gruithuisen (1774-1852)
- Grumm-Grzhim. - Grigori Grumm-Gerdjimaïlo (1860-1936)
- Grüss - Johannes Grüss (1860-?)
- K.Y.Guan - Kai Yun Guan (fl. 1993)
- Guatteri - Giambattista Guatteri (1743-1793)
- L.Gubellini - Leonardo Gubellini (botaniste) (1954-)
- Guers. - Louis Benoît Guersant (1777-1848)
- Guett. - Jean-Étienne Guettard (1715-1786)
- Guignard - Léon Guignard (1852-1928)
- Guilding - Lansdown Guilding (1797-1831)
- Guillaumin - André Guillaumin (1885-1974)
- Guill. - Jean Baptiste Antoine Guillemin (1796-1842)
- Guillierm. - Marie Antoine Alexandre Guilliermond (1876-1945)
- Guinier - Philibert Guinier (1876-1962)
- Gueldenst. - Johann Anton Güldenstädt (1745-1781)
- Gunckel - Hugo Gunckel Lüer (1901-1997)
- Gunnerus - Johan Ernst Gunnerus (1718-1773)
- H.B.Guppy - Henry Brougham Guppy (1854-1926)
- Gürke - Robert Louis August Maximilian Gürke (1854-1911)
- Guss. - Giovanni Gussone (1787-1866)
- A.Gust. - Åke Gustafsson (1908-1988)
- Guthnick - Heinrich Josef Guthnick (1800-1880)
- Guthrie - Francis Guthrie (1831-1899)
- L.Guthrie - Louise Guthrie (1879-1966)
- Guzmán - Gastón Guzmán (1938-…)
- R.Guzmán - Rafael Guzmán (1950-…)
- Györffy - István Győrffy (1880-1959)

## H
- Haut – A
- B
- C
- D
- E
- F
- G
- H
- I
- J
- K
- L
- M
- N
- O
- P
- Q
- R
- S
- T
- U
- V
- W
- X
- Y
- Z

- Haan - Willem de Haan (1801-1855)
- Hablitz - Carl Ludwig Hablitz (1752-1821)
- Hack. - Eduard Hackel (1850-1926)
- Hacq. - Belsazar Hacquet (1739-1815)
- Haeckel - Ernst Haeckel (1834-1919)
- G.E.Haglund - Gustaf Emanuel Haglund (1900-1955)
- Hágsater - Eric Hágsater (es) (1945-…)
- G.Hahn - Gotthold Hahn (fl. 1875-1911)
- Halda - Josef Jakob Halda (1943-…)
- Halim - Youssef Halim (?-2015)
- H.M.Hall - Harvey Monroe Hall (en) (1874-1932)
- J.Hall - James Hall (paléontologue) (1811-1898)
- F.Hallé - Francis Hallé (1938-…)
- N.Hallé - Nicolas Hallé (1927-2017)
- Haller - Albrecht von Haller (1708-1777)
- Haller f. - Albrecht von Haller (1758-1823)
- G.Halliday - Geoffrey Halliday (1933-…)
- Hallier - Ernst Hans Hallier (en) (1831-1904)
- Hallier f. - Johannes Gottfried Hallier (en) (1868-1932)
- Halling - Roy Edward Halling (en) (1950-…)
- Halst. - Byron David Halsted (en) (1852-1918)
- U.Hamann - Ulrich Hamann (1931-…)
- Hamel - Gontran Hamel (1883-1944)
- Hamlin - Bruce Gordon Hamlin (1929-1976)
- Hammen - Thomas van der Hammen (1924-2010)
- Hampe - Ernst Hampe (1795-1880)
- Hamy - Ernest Hamy (1842-1908)
- T.Hanb. - Thomas Hanbury (1832-1907)
- Hance - Henry Fletcher Hance (1827-1886)
- Hand.-Mazz. - Heinrich von Handel-Mazzetti (1882-1940)
- Handro - Osvaldo Handro (en) (1908-1986)
- Hanelt - Peter Hanelt (1930-2019)
- Hanin - Jean-Louis Hanin (fl. 1800)
- Hanlin - Richard Thomas Hanlin (1931-…)
- Hanna - G. Dallas Hanna (1887-1970)
- D.P.Hannon - Dylan P. Hannon (1964-…)
- Hannon - Joseph-Désiré Hannon (1822-1870)
- Hanry - Hippolyte Hanry (en) (1807-1893)
- B.Hansen - Bertel Hansen (1932-2005)
- E.C.Hansen - Emil Christian Hansen (1842-1909)
- Hansg. - Anton Hansgirg (en) (1854-1917)
- Hanst. - Johannes Ludwig Emil Robert von Hanstein (en) (1822-1880)
- Hara - Kanesuke Hara (1885-1962)
- Y.Hara - Yoshiaki Hara (1944-…)
- D.K.Harder - Daniel Kenneth Harder (1960-…)
- Hardw. - Thomas Hardwicke (1757-1835)
- D.S.Hardy - David Spencer Hardy (1931-1998)
- Hardy - John Hardy (1817-1884)
- Har. - Paul Auguste Hariot (1854-1917)
- J.R.Harlan - Jack Harlan (1917-1999)
- Harlan - Richard Harlan (1796-1843)
- Harling - Gunnar Wilhelm Harling (en) (1920-…)
- Harmaja - Harri Harmaja (fi) (1944-…)
- Harms - Hermann Harms (1870-1942)
- F.Harper - Francis Harper (1886-1972)
- Harris - Thaddeus William Harris (1795-1856)
- T.M.Harris - Thomas Maxwell Harris (1903-1983)
- Harshb. - John William Harshberger (1869-1929)
- R.Hartig - Robert Hartig (1839-1901)
- Hartig - Theodor Hartig (1805-1880)
- Hartm. - Carl Johan Hartman (1790-1849)
- Hartog - Cornelis den Hartog (1931-…)
- Hartw. - Karl Theodor Hartweg (1812-1871)
- Harv. - William Henry Harvey (1811-1866)
- Harz - Carl Otto Harz (1842-1906)
- K.Harz - Kurt Harz (1858-1939) (1858-1939)
- Hasselq. - Fredric Hasselquist (1722-1752)
- Hasselt - Johan Coenraad van Hasselt (1797-1823)
- Hassk. - Justus Carl Hasskarl (1811-1894)
- Hassl. - Emil Hassler (1864-1937)
- Haudr. - André-Georges Haudricourt (1911-1996)
- Hauman - Lucien Léon Hauman (en) (1880-1965)
- Hauser - Margit Luise Hauser (fl. 1975)
- Hausskn. - Heinrich Carl Haussknecht (1838-1903)
- Havil. - George Darby Haviland (en) (1857-1901)
- Hawkes - John Gregory Hawkes (1915-2007)
- Haw. - Adrian Hardy Haworth (1767-1843)
- Hay - William Perry Hay (1872-1947)
- Hayata - Bunzō Hayata (1874-1934)
- Hayden - Ferdinand Vandeveer Hayden (1829-1887)
- M.V.Hayden - M. Victoria Hayden (?-?)
- Hayek - August von Hayek (1871-1928)
- Hayne - Friedrich Gottlob Hayne (1763-1832)
- Heads - Michael Heads (1957-…)
- P.V.Heath - Paul V. Heath (fl. 1983)
- Heatubun - Charlie Danny Heatubun (1973-…)
- Hebding - René Hebding (fl. 1993)
- Heckel - Édouard Marie Heckel (1843-1916)
- Hector - James Hector (1834-1907)
- Hedin - Sven Hedin (1865-1952)
- Hedjar. - Ghorban-Ali Hedjaroude (fl. 1969)
- Hedrick - Ulysses Prentiss Hedrick (en) (1870-1951)
- Hedw. - Johannes Hedwig (1730-1799)
- R.Hedw. - Romanus Adolf Hedwig (1772-1806)
- Heer - Oswald Heer (1809-1883)
- Hegetschw. - Johannes Jacob Hegetschweiler (1789-1839)
- Hegi - Gustav Hegi (1876-1932)
- Heim - Georg Christoph Heim (1743-1807)
- R.Heim - Roger Heim (1900-1979)
- Heimerl - Anton Heimerl (en) (1857-1942)
- Heine - Hermann Heino Heine (1922-1996)
- Heinem. - Paul Heinemann (1916-1996)
- Heinr. - Emil Johann Lambert Heinricher (1856-1934)
- Heintze - August Heintze (en) (1881-1941)
- Heiser - Charles Bixler Heiser (en) (1920-2010)
- Heist. - Lorenz Heister (1683-1758)
- Heldr. - Theodor von Heldreich (1822-1902)
- A.Heller - Amos Arthur Heller (1867-1944)
- Hellm. - Carl Edward Hellmayr (1877-1944)
- Hemprich - Wilhelm Hemprich (1796-1825)
- Hemsl. - William Botting Hemsley (1843-1924)
- A.J.Hend. - Andrew James Henderson (1950-…)
- D.M.Hend. - Douglas Mackay Henderson (1927-2007)
- Douglass M.Hend. - Douglass M. Henderson (1938-1996)
- L.F.Hend. - Louis Forniquet Henderson (1853-1942)
- Hendey - Norman Ingram Hendey (1903-2004)
- Henkel - Johann Baptist Henkel (de) (1825-1871)
- Henneg. - Louis-Félix Henneguy (1850-1928)
- Henn. - Paul Christoph Hennings (1841-1908)
- Hénon - Jacques-Louis Hénon (1802-1872)
- Henrard - Johannes Theodoor Henrard (es) (1881-1974)
- Henrickson - James Solberg Henrickson (1940-…)
- A.Henry - Augustine Henry (1857-1930)
- L.Henry - Louis Henry (botaniste) (1853-1903)
- Hensl. - John Stevens Henslow (1796-1861)
- Hepper - Frank Nigel Hepper (1929-2013)
- Herb. - William Herbert (botaniste) (1778-1847)
- Herborg - Joachim Herborg (fl. 1987)
- Hérincq - François Hérincq (1820-1891)
- Herink - Josef Herink (1915-1999)
- F.J.Herm. - Frederick Joseph Hermann (1906-1987)
- Herm. - Paul Hermann (botaniste)[1] (1646-1695)
- E.Hern. - Efraín Hernández (fl. 1995)
- F.Hern. - Francisco Hernández[1] (1514-1587)
- Herre - Albert William Christian Theodore Herre (1868-1962)
- Herrero - Alberto Herrero (fl. 1995)
- Herrm. - Jean Hermann (1738-1800)
- Hertel - Hannes Hertel (en) (1939-…)
- Herter - Wilhelm Franz Herter (1884-1958)
- Hertlein - Leo George Hertlein (1898-1972)
- Hertwig - Richard Hertwig (1850-1937)
- Herzog - Theodor Carl Julius Herzog (en) (1880-1961)
- Hesler - Lexemuel Ray Hesler (1888-1977)
- Hesselbo - August Hesselbo (1874-1952)
- Heward - Robert Heward (1791-1877)
- B.Heyne - Benjamin Heyne (1770-1819)
- Heynh. - Gustav Heynhold (1800-1860)
- Heywood - Vernon Hilton Heywood (1927-…)
- D.J.Hibberd - David John Hibberd (1943-…)
- Hibberd - James Shirley Hibberd (1825-1890)
- Hickel - Paul Robert Hickel (1865-1935)
- Hiepko - Paul Hubertus Hiepko (1932-…)
- Hiern - William Philip Hiern (1839-1925)
- Hieron. - Georg Hans Emmo Wolfgang Hieronymus (1846-1921)
- W.E.Higgins - Wesley Ervin Higgins (1949-…)
- Hiitonen - Henrik Ilmari Augustus Hiitonen (es) (1898-1986)
- Hildebr. - Friedrich Hermann Gustav Hildebrand (es) (1835-1915)
- Hildebrandt - Johann Maria Hildebrandt (1847-1881)
- A.W.Hill - Arthur William Hill (1875-1941)
- E.J.Hill - Ellsworth Jerome Hill (1833-1917)
- Hill - John Hill (1716-1775)
- K.D.Hill - Kenneth D. Hill (1948-…)
- Hillebr. - Wilhelm Hillebrand (1821-1886)
- Hillh. - William Hillhouse (1850-1910)
- Hilliard - Olive Mary Hilliard (1925-…)
- Hils. - Karl Theodor Hilsenberg (1802-1824)
- Hinds - Richard Brinsley Hinds (1811-1846)
- Hirats.f. - Naohide Hiratsuka (1903-2000)
- Hirn - Karl Engelbrecht Hirn (en) (1872-1907)
- Hising. - Wilhelm Hisinger (1766-1852)
- Hitchc. - Albert Spear Hitchcock (1865-1935)
- C.L.Hitchc. - Charles Leo Hitchcock (1902-1986)
- E.Hitchc. - Edward Hitchcock (1793-1864)
- J.Hjort - Johan Hjort (?-?)
- P.H.Hô - Pham-Hoàng Hô (1931-…)
- Hochst. - Christian Ferdinand Friedrich Hochstetter (1787-1860)
- C.G.F.Hochst. - Ferdinand von Hochstetter (1829-1884)
- W.Hochst. - Wilhelm Christian Hochstetter (1825-1881)
- Hodk. - Trevor Hodkinson (fl. 2001)
- A.E.Hoffm. - Adriana Hoffmann (1940-…)
- Hoffm. - Georg Franz Hoffmann (1760-1826)
- K.Hoffm. - Käthe Hoffmann (1883-1931)
- Hoffmanns. - Johann Centurius von Hoffmannsegg (1766-1849)
- Hoffmeister - Werner Hoffmeister (1819-1845)
- Hofmeist. - Wilhelm Hofmeister (1824-1877)
- J.Hogg - John Hogg (1800-1869)
- Hohen. - Rudolph Friedrich Hohenacker (1798-1874)
- Hohenw. - Sigmund von Hohenwarth (en) (1745-1822)
- Höhn. - Franz Xaver Rudolf von Höhnel (en) (1852-1920)
- Holandre - Jean Joseph Jacques Holandre (1778-1857)
- Holl - Friedrich Holl (de) (actif vers 1820 - † 1850)
- Hollande - André-Charles Hollande (1881-1964)
- Hollingsw. - Peter M. Hollingsworth (fl. 2003)
- Holm - Herman Theodor Holm (1854-1932)
- Holm-Niels. - Lauritz Holm-Nielsen (da) (1946-…)
- E.Holmb. - Eduardo Ladislao Holmberg (1852-1937)
- Holmboe - Jens Holmboe (1880-1943)
- Holmes - Edward Morell Holmes (en) (1843-1930)
- N.H.Holmgren - Noel Herman Holmgren (1937-…)
- P.K.Holmgren - Patricia Kern Holmgren (1940-…)
- Holmsk. - Theodor Holmskjold (1731-1793)
- Holthuis - Lipke Bijdeley Holthuis (fl. 1942)
- Holttum - Richard Eric Holttum (1895-1990)
- Holub - Josef Holub (1930-1999)
- Holyoak - David T. Holyoak (de) (fl. 1995)
- Hombr. - Jacques Bernard Hombron (1800-1852)
- Homolle - Anne-Marie Homolle (1912-2006)
- Honck. - Gerhard August Honckeny (en) (1724-1805)
- Hongo - Tsuguo Hongō (1923-2007)
- Hoog - Johannes Marius Cornelis Hoog (es) (1865-1950)
- Hoogland - Ruurd Dirk Hoogland (en) (1922-1994)
- Hook.f. - Joseph Dalton Hooker (1817-1911)
- W.Hook. - William Hooker (1779-1832) (1779-1832)
- Hook. - William Jackson Hooker (1785-1865)
- S.S.Hooper - Sheila Spenser Hooper (1925-…)
- Hoover - Robert Francis Hoover (es) (1913-1970)
- Hoppe - David Heinrich Hoppe (1760-1846)
- Hopper - Stephen Donald Hopper (1951-…)
- Horák - Bonslaw Horák (1877-1942)
- E.Horak - Egon Horak (1937-…)
- Horan. - Pavel Gorianinov (1796-1865)
- Horkel - Johann Horkel (1769-1846)
- Hornem. - Jens Wilken Hornemann (1770-1841)
- Hornst. - Claës Fredric Hornstedt (1758-1809)
- Horsf. - Thomas Horsfield (1773-1859)
- Hort - Fenton John Anthony Hort (1828-1892)
- hort. - Hortulanorum
- Horvat - Ivo Horvat (1897-1963)
- Hosack - David Hosack (1769-1835)
- T.Hoshino - Takuji Hoshino (fl. 2003)
- E.Hossain - Enayet Hossain (1945-…)
- Hosseus - Carl Curt Hosseus (1878-1950)
- Host - Nicolaus Thomas Host (en) (1761-1834)
- Ding Hou - Ding Hou (1921-2008)
- Houghton - Arthur Duvernoix Houghton (en) (1870-1938)
- Houlbert - Constant Vincent Houlbert (1857-1947)
- Houllet - Jean-Baptiste Houllet (1815-1890)
- House - Homer Doliver House (1878-1949)
- Houtt. - Maarten Houttuyn (1720-1798)
- J.Houz. - Jean Houzeau de Lehaie (1867-1959)
- Houz. - Jean-Charles Houzeau de Lehaie (1820-1888)
- Howard - John Eliot Howard (1807-1883)
- R.A.Howard - Richard Alden Howard (1917-2003)
- J.T.Howell - John Thomas Howell (1903-1994)
- Howell - Thomas Jefferson Howell (1842-1912)
- A.W.Howitt - Alfred William Howitt (1830-1908)
- Hryn. - Bolesław Hryniewiecki (1875-1963)
- S.Y.Hu - Shiu-Ying Hu (1910-2012)
- Hu - Hu Xiansu (1894-1968)
- S.C.Huang - Shu Chung Huang (1921-…)
- Y.Z.Huang - Yi Zhong Huang (fl. 1995)
- C.E.Hubb. - Charles Edward Hubbard (1900-1980)
- C.Huber - Charles Huber (1818-1907)
- H.Huber - Herbert Huber (en) (1931-2005)
- Huber - Jacques Huber (1867-1914)
- Hub.-Mor. - Arthur Huber-Morath (es) (1901-1990)
- Hub.-Pest. - Gottfried Huber-Pestalozzi (1877-1966)
- Huds. - William Hudson (1730-1793)
- Hue - Auguste Marie Hue (1840-1917)
- A.Huet - Alfred Huet du Pavillon (1829-1907)
- E.Huet - Édouard Huet du Pavillon (1819-1908)
- Hügel - Carl von Hügel (1794-1870)
- M.Hughes - Mark Hughes (botaniste) (fl. 2002)
- Huisman - John Marinus Huisman (1958-…)
- Hull - John Hull (1761-1843)
- Hultén - Eric Hultén (1894-1981)
- Humbert - Henri Jean Humbert (1887-1967)
- Humblot - Léon Humblot (1852-1914)
- Humb. - Alexander von Humboldt (1769-1859)
- Hume - Allan Octavian Hume (1829-1912)
- Humphries - Christopher John Humphries (1947-2009)
- D.R.Hunt - David Richard Hunt (1938-…)
- P.F.Hunt - Peter Francis Hunt (1936-…)
- W.Hunter - William Hunter (botaniste) (1755-1812)
- Hunz. - Armando Theodoro Hunziker (1919-2001)
- Hürl. - Hans Hürlimann (botaniste) (1921-…)
- Husn. - Pierre Tranquille Husnot (1840-1929)
- Hust. - Friedrich Hustedt (1886-1968)
- G.E.Hutch. - George Evelyn Hutchinson (1903-1991)
- Hutch. - John Hutchinson (1884-1972)
- Hutton - William Hutton (1797-1860)
- B.Hyland - Bernard Hyland (1937-…)

## I
- Haut – A
- B
- C
- D
- E
- F
- G
- H
- I
- J
- K
- L
- M
- N
- O
- P
- Q
- R
- S
- T
- U
- V
- W
- X
- Y
- Z

- Ibisch - Pierre Leonhard Ibisch (1967-…)
- Ibn Tattou - Mohammed Ibn Tattou (fl. 1993)
- Ichimura - Tsutomi Ichimura (1867-1946)
- H.Ikeda - Hiroshi Ikeda (botaniste) (1961-…)
- Iljin - Modeste Iline (1889-1967)
- Iltis - Hugh Hellmut Iltis (1925-…)
- H.Iltis - Hugo Iltis (1882-1952)
- S.Imai - Sanshi Imai (1900-1976)
- Imaz. - Rokuya Imazeki (1904-1991)
- Imbach - Emil J. Imbach (1897-1970)
- J.B.Imlay - Joan B. Imlay (fl. 1939)
- Incarv. - Pierre Nicolas Le Chéron d'Incarville (1706-1757)
- Ingram - Collingwood Ingram (1880-1981)
- J.W.Ingram - John William Ingram (1924-…)
- Irmsch. - Edgar Irmscher (1887-1968)
- Isab. - Arsène Isabelle (1807-1888)
- Isert - Paul Erdmann Isert (1756-1789)
- Isnard - Antoine-Tristan Danty d'Isnard[1] (1663-1743)
- Issel - Raffaele Issel (1878-1936)
- Issler - Émile Issler (1872-1952)
- H.Ito - Ito Hiroshi (1909-2006)
- Ito - Itō Keisuke (1803-1901)
- Iversen - Johannes Iversen (1904-1971)
- K.Iwats. - Kunio Iwatsuki (1934-…)

## J
- Haut – A
- B
- C
- D
- E
- F
- G
- H
- I
- J
- K
- L
- M
- N
- O
- P
- Q
- R
- S
- T
- U
- V
- W
- X
- Y
- Z

- Jaap - Otto Jaap (1864-1922)
- Jabl. - Eugene Jablonszky (1892-1975)
- Jack - William Jack (1795-1822)
- A.B.Jacks. - Albert Bruce Jackson (1876-1947)
- B.D.Jacks. - Benjamin Daydon Jackson (1846-1927)
- Jacob-Makoy - Lambert Jacob-Makoy (1790-1873)
- Jacobi - Georg Albano von Jacobi (1805-1874)
- N.Jacobsen - Niels Henning Gunther Jacobsen (1941-…)
- Jacot Guill. - Amy Jacot Guillarmod (1911-1992)
- Jacquemart - Albert Jacquemart (1808-1875)
- Jacquem. - Victor Jacquemont (1801-1832)
- E.L.Jacques - Eliane de Lima Jacques (fl. 2004)
- Jacques - Henri-Antoine Jacques (1782-1866)
- Jacq.-Fél. - Henri Jacques-Félix (1907-2008)
- Jacquet - Pierre Jacquet (botaniste) (fl. 1997)
- J.Jacq. - Joseph Franz von Jacquin (1766-1839)
- Jacq. - Nikolaus Joseph von Jacquin (1727-1817)
- Jacquinot - Honoré Jacquinot (1814-1887)
- H.Jaeger - Hermann Jäger (1815-1890)
- P.-M.L.Jaeger - Peter-Martin Lind Jaeger (fl. 1986)
- Jaeger - Georg Friedrich von Jäger (1785-1866)
- Jahand. - Émile Jahandiez (1876-1938)
- T.L.Jahn - Theodore Louis Jahn (1905-1979)
- Jakow. - Anton Jakowatz (1872-1964)
- Jakubz. - Moisej Markovic Jakubziner (1898-?)
- E.James - Edwin James (botaniste) (1797-1861)
- James - Thomas Potts James (1803-1882)
- Jan - Giorgio Jan (1791-1866)
- Jan.Ammal - Edavalath Kakkath Janaki Ammal (1897-1984)
- Janch. - Erwin Emil Alfred Janchen-Michel von Westland (1882-1970)
- Janka - Victor Janka von Bulcs (1837-1900)
- R.K.Jansen - Robert K. Jansen (1954-…)
- V.Jaram. - Victor Jaramillo (fl. 1984)
- C.E.Jarvis - Charles Edward Jarvis (1954-…)
- Játiva - Carlos D. Játiva (fl. 1963)
- Jaub. - Hippolyte François Jaubert (1798-1874)
- Jauzein - Philippe Jauzein (1953-…)
- Jeanj. - Alexis Félix Jeanjean (1867-1941)
- C.Jeffrey - Charles Jeffrey (1934-…)
- Jekyll - Gertrude Jekyll (1843-1932)
- Jenkins - Anna Eliza Jenkins (1886-1972)
- Jenman - George Samuel Jenman (1845-1902)
- Jenny - Rudolf Jenny (fl. 1980s-1990s)
- Jeps. - Willis Linn Jepson (1867-1946)
- Jess. - Karl Friedrich Wilhelm Jessen (1821-1889)
- X.F.Jin - Xiao Feng Jin (fl. 2002)
- Joffe - Abraham Joffe (1909-2000)
- H.W.Johans. - Hans William Johansen (1932-…)
- D.S.Johnson - Duncan Starr Johnson (1867-1937)
- J.Y.Johnson - James Yate Johnson (1820-1900)
- L.A.S.Johnson - Lawrence Alexander Sidney Johnson (1925-1997)
- T.Johnson - Thomas Johnson (1863-1954) (1863-1954)
- Johnst. - George Johnston (1797-1855)
- H.H.Johnst. - Harry Johnston (1858-1927)
- I.M.Johnst. - Ivan Murray Johnston (1898-1960)
- L.A.Johnst. - Laverne A. Johnston (1930-…)
- M.C.Johnst. - Marshall Conring Johnston (1930-…)
- Joly - Nicolas Joly (1812-1885)
- Jolycl. - Nicolas Marie Thérèse Jolyclerc (1746-1817)
- D.L.Jones - David L. Jones (botaniste) (1944-…)
- M.E.Jones - Marcus E. Jones (1852-1934)
- Jones - William Jones (linguiste) (1746-1794)
- W.G.Jones - Wyn G. Jones (fl. 1995)
- S.Jónss. - Sigurður Jónsson (1926-2007)
- Jonst. - Jan Jonston[1] (1603-1675)
- Jordaan - Marie Jordaan (1948-…)
- Jord. - Alexis Jordan (1814-1897)
- D.S.Jord. - David Starr Jordan (1851-1931)
- Jord.Puyf. - Eugène Jordan de Puyfol (1819-1891)
- P.M.Jørg. - Per Magnus Jørgensen (1944-…)
- P.Jørg. - Peter Møller Jørgensen (1958-…)
- Joss. - Marcel Josserand (1900-1992)
- Jovet-Ast - Suzanne Jovet-Ast (1914-2006)
- Juill. - Jules Juillet (fl. 1831)
- Jülich - Walter Jülich (1942-…)
- Jum. - Henri Lucien Jumelle (1866-1935)
- Jung - Joachim Jung[1] (1587-1657)
- Jungh. - Franz Wilhelm Junghuhn (1809-1864)
- Jungner - Johan Richard Jungner (1858-1929)
- A.Juss. - Adrien de Jussieu (1797-1853)
- Ant.Juss. - Antoine de Jussieu (1686-1758)
- Juss. - Antoine-Laurent de Jussieu (1748-1836)
- B.Juss. - Bernard de Jussieu (1699-1777)
- J.Juss. - Joseph de Jussieu (1704-1779)
- Juz. - Sergueï Iouzeptchouk (1893-1959)

## K
- Haut – A
- B
- C
- D
- E
- F
- G
- H
- I
- J
- K
- L
- M
- N
- O
- P
- Q
- R
- S
- T
- U
- V
- W
- X
- Y
- Z

- Kablík. - Josephine Kablick (1787-1863)
- S.Kaczm. - Sławomir Kaczmarek (fl. 1987)
- Kaempf. - Engelbert Kaempfer[1] (1651-1716)
- Kalela - Aimo Aarno Antero Kalela (sv) (1908-1977)
- Kalkman - Cornelis Kalkman (1928-1998)
- Källersjö - Mari Källersjö (es) (1954-…)
- Kalm - Pehr Kalm (1716-1779)
- Kaltenb. - Johann Heinrich Kaltenbach (1807-1876)
- Kamelin - Rudolph Kaméline (1938-…)
- Kämmer - Franco Kämmer (es) (1945-…)
- Kaneh. - Ryōzō Kanehira (en) (1882-1948)
- Kanitz - August Kanitz (1843-1896)
- Kar. - Grigori Kareline (1801-1872)
- Karpinsky - Alexandre Karpinski (1847-1936)
- H.Karst. - Gustav Hermann Karsten (1817-1908)
- P.Karst. - Petter Adolf Karsten (1834-1917)
- Kartesz - John T. Kartesz (es) (fl. 1990)
- Kauffm. - Nikolaï Kauffmann (1834-1870)
- Kaulf. - Georg Friedrich Kaulfuss (1786-1830)
- Kausel - Eberhard Max Leopold Kausel (es) (1910-1972)
- Kawam. - Seiichi Kawamura (?-1946)
- Kearney - Thomas Henry Kearney (en) (1874-1956)
- Keating - William Keating (1799-1840)
- Keay - Ronald William John Keay (1920-1998)
- Keck - Karl Keck (es) (1825-1894)
- Keilin - David Keilin (fl. 1921)
- Kelaart - Edward Frederick Kelaart (1818-1860)
- V.M.L.Kellogg - Vernon Myman Lyman Kellogg (1867-1937)
- Kelway - James Kelway (es) (1815-1899)
- Keng f. - Pai Chieh Keng (1917-…)
- Keng - Yi Li Keng (1897-1975)
- Kensit - Harriet Margaret Louisa Bolus (1877-1970)
- Kent - William Saville-Kent (1845-1908)
- Keraudren - Monique Keraudren (1928-1981)
- Kerguélen - Michel Kerguélen (1928-1999)
- J.Kern. - Johann Simon von Kerner (1755-1830)
- A.Kern. - Anton Kerner von Marilaun (1831-1898)
- Kessler - Paul Joseph Antonius Kessler (nl) (1958-…)
- Keyserl. - Alexander von Keyserling (1815-1891)
- Khawkine - Waldemar Haffkine (1860-1930)
- A.P.Khokhr. - Andreï Khokhriakov (1933-1998)
- J.J.Kickx - Jean Jacques Kickx (1842-1887)
- J.Kickx f. - Jean Kickx (1803-1864) (1803-1864)
- J.Kickx - Jean Kickx (1775-1831) (1775-1831)
- Kieff. - Jean-Jacques Kieffer (1857-1925)
- Kiew - Ruth Kiew (1946-…)
- Kiggel. - Franz Kiggelaer[1] (1648-1722)
- N.Kilian - Norbert Kilian (es) (1957-…)
- Killick - Donald Joseph Boomer Killick (1926-…)
- Kimnach - Myron William Kimnach (es) (1922-2018)
- Kindt - Christian Sommer Kindt (en) (1816-1903)
- King - George King (botaniste) (1840-1909)
- R.M.King - Robert Merrill King (es) (1930-…)
- Kippist - Richard Kippist (1812-1882)
- E.D.M.Kirchn. - Ernst Daniel Martin Kirchner (fl. 1831)
- G.Kirchn. - Georg Kirchner (es) (1837-1885)
- J.Kirk - John Kirk (1832-1922)
- Kirk - Thomas Kirk (1828-1898)
- J.H.Kirkbr. - Joseph Harold Kirkbride (1943-…)
- Kirp. - Moïsseï Kirpitchnikov (1913-1995)
- Kirschl. - Frédéric Kirschleger (1804-1869)
- Kirschner - Jan Kirschner (1955-…)
- Kitag. - Masao Kitagawa (1910-1995)
- Kit. - Pál Kitaibel (1757-1817)
- Kitam. - Shiro Kitamura (1906-2002)
- Kittlitz - Heinrich von Kittlitz (1799-1871)
- Kjellm. - Frans Reinhold Kjellman (1846-1907)
- Klatt - Friedrich Wilhelm Klatt (1825-1897)
- G.A.Klebs - Georg Albrecht Klebs (1857-1918)
- Klein - Jacob Theodor Klein (1685-1759)
- Klopper - Ronell Renett Klopper (1974-…)
- Klotzsch - Johann Friedrich Klotzsch (1805-1860)
- Klugh - Alfred Brooker Klugh (1882-1932)
- Kluk - Jan Krzysztof Kluk (1739-1796)
- S.Knapp - Sandra Knapp (1956-…)
- Knaut - Christian Knauth[1] (1654-1716)
- Knauth - Christoph Knauth[1] (1638-1694)
- Kneuck. - Johann Andreas Kneucker (1862-1946)
- Kniep - Hans Kniep (1881-1930)
- C.Knight - Charles Knight (botaniste) (1818-1895)
- Knight - Joseph Knight (1777?-1855)
- T.Knight - Thomas Andrew Knight (1759-1838)
- Knobl. - Emil Friedrich Knoblauch (1864-1936)
- Knoll - Fritz Knoll (1883-1981)
- Knoop - Johann Hermann Knoop (vers 1700-1769)
- Knorring - Olga Knorring (1896-1979)
- Knowles - George Beauchamp Knowles (fl. 1820-1852)
- M.Knowles - Matilda Cullen Knowles (1864-1933)
- Knowlt. - Frank Hall Knowlton (1860-1926)
- E.B.Knox - Eric B. Knox (fl. 1993)
- F.M.Knuth - Frederik Marcus Knuth (botaniste) (en) (1904-1970)
- Knuth - Paul Erich Otto Wilhelm Knuth (en) (1854-1899)
- R.Knuth - Reinhard Gustav Paul Knuth (en) (1874-1957)
- Kobuski - Clarence Emmeren Kobuski (1900-1963)
- Koch - Johann Friedrich Wilhelm Koch (1759-1831)
- K.Koch - Karl Koch (botaniste) (1809-1879)
- Kerstin Koch - Kerstin Koch (fl. 2006)
- W.D.J.Koch - Wilhelm Daniel Joseph Koch (1771-1849)
- Koehne - Bernhard Adalbert Emil Koehne (1848-1918)
- Kof. - Charles Atwood Kofoid (1865-1947)
- Kohlm. - Jan Kohlmeyer (1928-…)
- Koidz. - Gen-Iti Koidzumi (1883-1953)
- Kol - Erzsébet Kol (1897-1980)
- Kolen. - Friedrich Anton Rudolph Kolenati (1813-1864)
- Koell. - Albert von Kölliker (1817-1905)
- L.Kollmann - Ludovic Jean Charles Kollmann (1965-…)
- Kölr. - Joseph Gottlieb Kölreuter (1733-1806)
- Kom. - Vladimir Leontievitch Komarov (1869-1945)
- K.Kondo - Katsuhiko Kondo (fl. 1984)
- J.Koenig - Johann Gerhard König (1728-1785)
- K.D.Koenig - Karl Dietrich Eberhard König (1774-1851)
- Korall - Petra Korall (fl. 2006)
- Koren' - Nina Fedorovna Koren' (1920-…)
- Körn. - Friedrich August Körnicke (1828-1908)
- Kornmann - Peter Kornmann (1907-1993)
- Korovin - Evgueni Korovine (1891-1963)
- Korshikov - Aleksandr Arkadievich Korshikov (1889-1942)
- Korsh. - Sergueï Korjinski (1861-1900)
- Körte - Heinrich Friedrich Franz Körte (1782-1845)
- Korth. - Pieter Willem Korthals (1807-1892)
- Kosh. - Dmitri Kojevnikov (1858-1882)
- Koso-Pol. - Boris Kozo-Polianski (1890-1957)
- Kostel. - Vincenz Franz Kosteletzky (1801-1887)
- Kosterm. - André Joseph Guillaume Henri Kostermans (1907-1994)
- Kostina - Klaudia Fedorovna Kostina (1900-?)
- Kotl. - František Kotlaba (1927-…)
- Kotschy - Karl Georg Theodor Kotschy (1813-1866)
- Kovalev - Nikolai Vasilevich Kovalev (es) (1888-?)
- T.Koyama - Tetsuo Michael Koyama (1933-…)
- R.Kozlowsky - Roman Kozłowski (1899-1977)
- Kraenzl. - Fritz Kränzlin (1847-1934)
- Kraep. - Karl Matthias Friedrich Magnus Kraepelin (1848-1915)
- Kral - Robert Kral (es) (1926-…)
- Kramer - Wilhem Heinrich Kramer (?-1765)
- Krapov. - Antonio Krapovickas (1921-2015)
- S.Krasch. - Stepan Kracheninnikov (1713-1755)
- Krasn. - Andreï Krasnov (1862-1914)
- Krassiln. - Nikolay Aleksandrovich Krassilnikov (en) (1896-1973)
- Krassilov - Valentin Abramovich Krassilov (fl. 1967)
- E.H.L.Krause - Ernst Hans Ludwig Krause (1859-1942)
- E.L.Krause - Ernst Ludwig Krause (1839-1903)
- K.Krause - Kurt Krause (1883-1963)
- Kräusel - Richard Oswald Karl Kräusel (1890-1966)
- V.I.Krecz. - Vitalii Ivanovich Kreczetowicz (es) (1901-1942)
- Kreutz - Carolus Adrianus Johannes Kreutz (en) (1954-)
- Kreuz. - Kurt G. Kreuzinger (en) (1905-1989)
- Krysht. - Afrikan Krichtofovitch (1885-1953)
- Kritz. - Kobus Kritzinger (fl. 1985)
- Krok - Thorgny Ossian Bolivar Napoleon Krok (es) (1834-1921)
- Krombh. - Julius Vincenz von Krombholz (1782-1843)
- Krug - Carl Wilhelm Leopold Krug (1833-1898)
- S.M.Ku - Shin Ming Ku (fl. 2012)
- T.C.Ku - Tsue Chih Ku (1931-…)
- Kuang - Ko Zen Kuang (1914-1977)
- Kuff. - Hubert Kufferath (1882-1957)
- Kuhl - Heinrich Kuhl (1796-1821)
- Kuhlm. - João Geraldo Kuhlmann (1882-1958)
- M.Kuhlm. - Moysés Kuhlmann (1906-1972)
- Kuhn - Friedrich Adalbert Maximilian Kuhn (1842-1894)
- J.G.Kühn - Julius Kühn (1825-1910)
- O.Kuhn - Oskar Kuhn (fl. 1955)
- Kühner - Robert Kühner (1903-1996)
- Kuhnh.-Lord. - Georges Kuhnholtz-Lordat (fl. 1949)
- Kük. - Georg Kükenthal (1864-1955)
- Kukkonen - Ilkka Toivo Kalervo Kukkonen (es) (1926-…)
- P.Kumm. - Paul Kummer (1834-1912)
- G.Kunkel - Günther W.H. Kunkel (1928-2007)
- Künkele - Siegfried Künkele (es) (1931-…)
- Kunth - Karl Sigismund Kunth (1788-1850)
- Kuntze - Otto Kuntze (1843-1907)
- Kunze - Gustav Kunze (1793-1851)
- Kupicha - Frances Kristina Kupicha (es) (1947-2013)
- Kuprian. - Lioudmila Kouprianova (1914-1987)
- Kurl. - Bogouslav Kourlovitch (1948-…)
- T.Kuros. - Takahide Kurosawa (fl. 1994)
- Kurtzman - Cletus P. Kurtzman (1938-…)
- Kurz - Wilhelm Sulpiz Kurz (1834-1878)
- Kusn. - Nikolaï Kouznetsov (botaniste) (1864-1932)
- Kütz. - Friedrich Traugott Kützing (1807-1893)
- Kuyper - Thomas Wilhelmus Kuyper (1954-…)
- Kylin - Johan Harald Kylin (1879-1949)

## L
- Haut – A
- B
- C
- D
- E
- F
- G
- H
- I
- J
- K
- L
- M
- N
- O
- P
- Q
- R
- S
- T
- U
- V
- W
- X
- Y
- Z

- L'Hér. - Charles Louis L'Héritier de Brutelle (1746-1800)
- L'Herm. - Ferdinand Joseph L'Herminier (1802-1866)
- La Llave - Pablo de La Llave (1773-1833)
- Labill. - Jacques-Julien Houtou de La Billardière (1755-1834)
- Labour. - J. Labouret (fl. 1853-1858)
- Laest. - Lars Levi Læstadius (1800-1861)
- Lag. - Mariano Lagasca y Segura (1776-1839)
- Lagerh. - Nils Gustaf Lagerheim (1860-1926)
- M.J.Lai - Ming Jou Lai (fl. 1977)
- Laichard. - Johann Nepomuk von Laicharting (1754-1797)
- M.Laínz - Manuel Laínz (1923-2024)
- H.J.Lam - Herman Johannes Lam (1892-1977)
- Lam. - Jean-Baptiste de Lamarck (1744-1829)
- I.M.Lamb - Ivan Mackenzie Lamb (1911-1990)
- Lamb. - Aylmer Bourke Lambert (1761-1842)
- F.D.Lamb. - Fred Dayton Lambert (1871-1931)
- Lambertye - Léonce de Lambertye (1810-1877)
- Lambinon - Jacques Lambinon (1936-2015)
- J.V.Lamour. - Jean Vincent Félix Lamouroux (1779-1825)
- J.W.Landon - John W. Landon (fl. 1975)
- Landrum - Leslie R. Landrum (en) (1946-)
- Landsb. - David Landsborough (1779-1854)
- S.Lane - Stewart Sedgwick Lane (1936-…)
- Laness. - Jean-Marie de Lanessan (1843-1919)
- O.Lang - Otto Friedrich Lang (1817-1847)
- P.J.Lang - Peter J. Lang (1955-…)
- W.H.Lang - William Henry Lang (1874-1960)
- J.E.Lange - Jakob Emanuel Lange (1864-1941)
- Lange - Johan Lange (1818-1898)
- Langeron - Maurice Langeron (1874-1950)
- Langl. - Auguste Barthélemy Langlois (1832-1900)
- Langsd. - Georg Heinrich von Langsdorff (1774-1852)
- Langst. - Friedrich Ludwig Langstedt (1750-1804)
- Lanj. - Joseph Lanjouw (1902-1984)
- Lank. - Edwin Ray Lankester (1847-1929)
- Lannoy - Gilbert Lannoy (1925-2013)
- Lapeyr. - Philippe-Isidore Picot de Lapeyrouse (1744-1818)
- Larrañaga - Dámaso Antonio Larrañaga (1771-1848)
- Larreat. - Joseph Dionisio Larreategui (fl. 1795-c.1805)
- K.Larsen - Kai Larsen (1926-…)
- Larter - Clara Ethelinda Larter (1847-1936)
- Lasègue - Antoine Lasègue (1793-1873)
- Lassen - Per Lassen (1942-…)
- Lasser - Tobías Lasser (1911-2006)
- Latap. - François-de-Paule Latapie (1739-1823)
- Latourr. - Marc Antoine Louis Claret de La Tourrette (1729-1793)
- Lauche - Wilhelm Lauche (1827-1883)
- Lauterb. - Karl Lauterbach (1864-1937)
- Lauterer - Josef Lauterer (1848-1911)
- Lauth - Thomas Lauth (1758-1826)
- Lavallée - Pierre Alphonse Martin Lavallée (1835-1884)
- Lavranos - John Jacob Lavranos (1926-2018)
- Lawalrée - André Gilles Célestin Lawalrée (1921-2005)
- C.Lawson - Charles Lawson (1794-1873)
- Laxm. - Erich Laxmann (1737-1796)
- Le Cointe - Paul Le Cointe (1870-1956)
- Leconte - John Eatton Le Conte (1784-1860)
- Le Gall - Nicolas Joseph Marie Le Gall (1787-1860)
- Le Houér. - Henri-Noël Le Houérou (1928-2009)
- Le Jol. - Auguste-François Le Jolis (1823-1904)
- Le Maout - Emmanuel Le Maout (1799-1877)
- Le Monn. - Louis Guillaume Le Monnier (1717-1799)
- Le Prévost - Auguste Le Prévost (1787-1859)
- Le Turq. - Joseph-Alexandre Le Turquier de Longchamp (1748-1829)
- K.Le-Cong - Kiet Le-Cong (1936-…)
- L.C.Leach - Leslie Charles Leach (1909-1996)
- Leandri - Jacques Désiré Leandri (1903-1982)
- Leav. - Robert Greenleaf Leavitt (1865-1942)
- Lebert - Hermann Lebert (1813-1878)
- M.Lebour - Marie Victoire Lebour (1876-1971)
- Leclair - Albert Leclair (fl. 1932)
- Leclercq - Suzanne Leclercq (1901-1994)
- Lecomte - Paul Lecomte (1856-1934)
- Lecoq - Henri Lecoq (1802-1871)
- Ledeb. - Karl Friedrich von Ledebour (1785-1851)
- J.Lee - James Lee (1715-1795)
- Leedale - Gordon Frank Leedale (1932-…)
- Leeke - Georg Gustav Paul Leeke (1883-1933)
- Leenh. - Pieter Willem Leenhouts (1926-2004)
- Leers - Johann Georg Daniel Leers (1727-1774)
- Lees - Edwin Lees (1800-1887)
- Lefèvre - Louis-Victor Lefèvre (1810-1878)
- D.Legrand - Carlos María Diego Enrique Legrand (es) (1901–1986)
- Lehm. - Johann Georg Christian Lehmann (1792-1860)
- Leichh. - Ludwig Leichhardt (1813-1848)
- Leidy - Joseph Leidy (1823-1891)
- F.M.Leight. - Frances Margaret Leighton (1909-2006)
- Lej. - Alexandre Louis Simon Lejeune (1779-1858)
- Lejoly - Jean Lejoly (1945-…)
- Lem. - Charles Lemaire (1801-1871)
- Léman - Dominique Sébastien Léman (1781-1829)
- Leme - Elton Leme (1960-…)
- Lemmerm. - Ernst Lemmermann (1867-1915)
- M.Lemoine - Marcel Lemoine (géologue) (1924-2009)
- Me.Lemoine - Marie Lemoine (1887-1984)
- Lemoine - Victor Lemoine (1823-1911)
- Lenné - Peter Joseph Lenné (1789-1866)
- Lenz - Harald Othmar Lenz (1798-1870)
- León - Frère León (1871-1955)
- Leonard - Emery Clarence Leonard (1892-1968)
- J.Léonard - Jean Léonard (1920-…)
- Lepech. - Ivan Lepekhine (1737-1802)
- Lepr. - François Mathias René Leprieur (1799-1869)
- Leroy - André Leroy (1801-1875)
- J.-F.Leroy - Jean-François Leroy (botaniste) (1915-1999)
- Lesch. - Jean-Baptiste Leschenault de La Tour (1773-1826)
- Leske - Nathanael Gottfried Leske (1751-1786)
- Leskov - Alexandr Ivanovich Leskov (1902-1942)
- Lesq. - Charles Léo Lesquereux (1806-1889)
- Less. - Christian Friedrich Lessing (1809-1862)
- A.Lesson - Pierre Adolphe Lesson (1805-1888)
- R.Lesson - René Primevère Lesson (1794-1849)
- F.Lestib. - François-Joseph Lestiboudois (?-1815)
- T.Lestib. - Gaspard Thémistocle Lestiboudois (1797-1876)
- J.Lestib. - Jean-Baptiste Lestiboudois (1715-1804)
- Leszcz.-Sum. - Michał Hieronim Leszczyc-Sumińsky (1820-1898)
- Letouzey - René Letouzey (1918-1989)
- Letr.-Gal. - Marie-Agnès Letrouit-Galinou (1931-…)
- Letty - Cythna Lindenberg Letty (1895-1985)
- Leuck. - Karl Georg Friedrich Rudolf Leuckart (1823-1898)
- H.Lév. - Hector Léveillé (1863-1918)
- Lév. - Joseph-Henri Léveillé (1796-1870)
- Levichev - Igor Germanovich Levichev (1945-…)
- Levier - Emilio Levier (1839-1911)
- Levine - Norman Dion Levine (1912-1999)
- Levyns - Margaret Levyns (1890-1975)
- G.J.Lewis - Gwendoline Joyce Lewis (1909-1967)
- G.P.Lewis - Gwilym Peter Lewis (en) (1952-…)
- Lewis - Meriwether Lewis (1774-1809)
- Lewton - Frederick Lewis Lewton (1874-1959)
- Leyens - Teresa Leyens (fl. 1995)
- F.Z.Li - Fa Zeng Li (fl. 1982-1988)
- Fay W.Li - Fay Wei Li (fl. 2012)
- P.C.Li - Pei Chun Li (fl. 1981)
- Liais - Emmanuel Liais (1826-1900)
- C.F.Liang - Chou Fen Liang (1921-…)
- S.Yun Liang - Sung Yun Liang (1935-…)
- Liben - Louis Liben (1926-2006)
- Lib. - Marie-Anne Libert (1782-1865)
- Licht. - Martin Lichtenstein (1780-1857)
- Lidén - Magnus Lidén (1951-…)
- K.L.T.Liebe - Karl Theodor Liebe (1828-1894)
- Liebl. - Franz Kaspar Lieblein (1744-1810)
- Liebm. - Frederik Michael Liebmann (1813-1856)
- Lightf. - John Lightfoot (biologiste) (1735-1788)
- Lign. - Élie Antoine Octave Lignier (1855-1916)
- Lignières - Joseph Léon Lignières (1868-1933)
- Lillo - Miguel Lillo (1862-1931)
- Lim - Gloria Lim (1930-…)
- Limpr. - Karl Gustav Limpricht (1834-1902)
- W.C.Lin - Wei Chih Lin (fl. 1970)
- Lincz. - Igor Lintchevski (1908-1997)
- Lindau - Gustav Lindau (1866-1923)
- H.Lindb. - Harald Lindberg (1871-1963)
- Lindb. - Sextus Otto Lindberg (1835-1889)
- Lindeb. - Carl Johan Lindeberg (1815-1900)
- Er.Lindem. - Erich Lindemann (botaniste) (1888-1945)
- Linden - Jean Linden (1817-1898)
- L.Linden - Lucien Linden (1851-1940)
- H.P.Linder - Hans Peter Linder (es) (1954-…)
- Lindh. - Ferdinand Jacob Lindheimer (1801-1879)
- Lindl. - John Lindley (1799-1865)
- Lindm. - Carl Axel Magnus Lindman (1856-1928)
- Lindr. - Johan Ivar Lindroth (1872-1943)
- Link - Heinrich Friedrich Link (1767-1851)
- Linn - Manson Bruce Linn (1908-1983)
- L. - Carl von Linné (1707-1778) - C'est, à titre d'hommage, la seule abréviation d'une seule lettre.
- L.f. - Carl von Linné le Jeune (1741-1783)
- Linsbauer - Karl Linsbauer (1872-1934)
- Lint - Harold LeRoy Lint (1917-…)
- Lippmaa - Teodor Lippmaa (1892-1943)
- Lipsky - Vladimir Ippolitovich Lipsky (1863-1937)
- Liro - Johan Ivar Lindroth (1872-1943)
- Litard. - René Verriet de Litardière (1888-1957)
- Litv. - Dmitri Litvinov (1854-1929)
- Yan Liu - Yan Liu (fl. 2003)
- Lloyd - Curtis Gates Lloyd (1859-1926)
- J.Lloyd - James Lloyd (1810-1896)
- T.Lobb - Thomas Lobb (1820-1894)
- W.Lobb - William Lobb (1809-1863)
- Lobel - Mathias de l'Obel[1] (1538-1616)
- Lockh. - David Lockhart (?-1845)
- Locq. - Marcel Locquin (1922-…)
- Lodd. - Conrad Loddiges (1738-1826)
- G.Lodd. - George Loddiges (1784-1846)
- Lodé - Joël Lodé (1952-…)
- Loesel - Johannes Loesel[1] (1607-1655)
- Loes. - Ludwig Eduard Theodor Loesener (1865-1941)
- Loefgr. - Albert Löfgren (1854-1919)
- Loefl. - Pehr Löfling (1729-1756)
- Loisel. - Jean-Louis-Auguste Loiseleur-Deslongchamps (1774-1849)
- Lojac. - Michele Lojacono-Pojero (1853-1919)
- J.A.Long - John A. Long (?-?)
- R.W.Long - Robert William Long (1927-1976)
- Lonitzer - Adam Lonitzer[1] (1528-1586)
- Lönnrot - Elias Lönnrot (1802-1884)
- Looser - Gualterio Looser (1898-1982)
- G.López - Ginés Alejandro López González (1950-…)
- Lorence - David Lorence (1946-…)
- Lorenzi - Harri Lorenzi (fl. 2010)
- Loret - Henri Loret (1811-1888)
- Lortet - Clémence Lortet (1772-1835)
- L.Lortet - Louis Charles Émile Lortet (1836-1909)
- Lothian - Thomas Robert Noel Lothian (1915-2004)
- Lotsy - Johannes Paulus Lotsy (1867-1931)
- E.J.Lott - Emily Jane Lott (1947-…)
- Loubière - Auguste Loubière (1888-1963)
- J.W.Loudon - Jane Wells Loudon (1807-1858)
- Loudon - John Claudius Loudon (1783-1843)
- Louis-Marie - Louis-Marie Lalonde (1896-1978)
- Lour. - João de Loureiro (1717-1791)
- Lourteig - Alicia Lourteig (1913-2003)
- Á.Löve - Áskell Löve (1916-1994)
- D.Löve - Doris Benta Maria Löve (1918-2000)
- Lovett - Jon C. Lovett (fl. 1999)
- A.B.Low - Barry Low (fl. 2004)
- H.Low - Hugh Low (1824-1905)
- Lowe - Richard Thomas Lowe (1802-1874)
- Lowrie - Allen Lowrie (?-?)
- Lowry - Porter Peter Lowry (1956-…)
- Lubbers - Louis Lubbers (1832-1905)
- Lucand - Jean-Louis Lucand (1821-1896)
- A.H.S.Lucas - Arthur Henry Shakespeare Lucas (1853-1936)
- Ludlow - Frank Ludlow (1885-1972)
- Ludw. - Christian Gottlieb Ludwig (1709-1773)
- Luer - Carlyle August Luer (1922-…)
- Luerss. - Christian Luerssen (1843-1916)
- Luizet - Marie Dominique Luizet (1851-1930)
- Lukman. - Athanase de Lukmanoff (1825-1890)
- Lund - Niels Tønder Lund (1749-1809)
- P.W.Lund - Peter Wilhelm Lund (1801-1880)
- S.Lund - Søren Jenssen Lund (1905-1974)
- Lundell - Cyrus Longworth Lundell (1907-1994)
- Lunell - Joël Lunell (1851-1920)
- H.Luther - Harry Luther (1952-2012)
- Lutken - Christian Frederik Lütken (1827-1901)
- Luttr. - Everett Stanley Luttrell (1916-1988)
- Lutz - Bertha Lutz (1894-?)
- A.Lwoff - André Lwoff (1902-1994)
- Lyall - David Lyall (1817-1895)
- Lyell - Charles Lyell (botaniste) (1767-1849)
- Lynch - Richard Irwin Lynch (1850-1924)
- Lyngb. - Hans Christian Lyngbye (1782-1837)
- M.W.Lyon - Marcus Ward Lyon (1875-1942)
- Lyons - Israel Lyons (1739-1775)

## M
- Haut – A
- B
- C
- D
- E
- F
- G
- H
- I
- J
- K
- L
- M
- N
- O
- P
- Q
- R
- S
- T
- U
- V
- W
- X
- Y
- Z

- Ma - Yu Chuan Ma (1916-…)
- Maas - Paulus Johannes Maria Maas (1939-…)
- Maas Geest. - Rudolph Arnold Maas Geesteranus (1911-2003)
- Mabb. - David John Mabberley (1948-…)
- Mabille - Paul Mabille (1835-1923)
- J.F.Macbr. - James Francis Macbride (1892-1976)
- Macfad. - James Macfadyen (1798-1850)
- Macfarl. - John Muirhead Macfarlane (1855-1943)
- J.MacGill. - John MacGillivray (1822-1867)
- W.MacGill. - William MacGillivray (1796-1852)
- MacKee - Hugh Shaw MacKee (1912-1995)
- Mack. - Kenneth Kent Mackenzie (1877-1934)
- Macklot - Heinrich Christian Macklot (1799-1832)
- MacLeod - Julius Mac Leod (1857-1919)
- Macloskie - George Macloskie (1834-1919)
- Maclure - William Maclure (1763-1840)
- Maconochie - John Richard Maconochie (1941-1984)
- Macoun - John Macoun (1831-1920)
- Macquart - Pierre Justin Marie Macquart (1778-1855)
- Maggs - Christine Maggs (1956-…)
- F.Magne - Francis Magne (1924-2014)
- Magnin - Antoine Magnin (1848-1926)
- J.Magnin - Joëlle Magnin-Gonze (1961-…)
- Magnol - Pierre Magnol[1] (1638-1715)
- Maguire - Bassett Maguire (1904-1991)
- Maiden - Joseph Henry Maiden (1859-1925)
- Mains - Edwin Butterworth Mains (1890-1968)
- Maire - René Charles Joseph Maire (1878-1949)
- Maitland - Thomas Douglas Maitland (1885-1976)
- Majevski - Piotr Maïevski (1851-1892)
- Makino - Tomitarō Makino (1862-1957)
- Malherbe - Alfred Malherbe (1804-1865)
- Malinv. - Louis Jules Ernest Malinvaud (1836-1913)
- Malmgren - Anders Johan Malmgren (1834-1897)
- Maly - Joseph Karl Maly (1797-1866)
- Mamede - Maria Candida Henrique Mamede (1956-…)
- Mandon - Gilbert Mandon (1799-1866)
- G.Manetti - Giuseppe Manetti (fl. 1831-1858)
- Manetti - Saverio Manetti (1723-1785)
- Mangelsd. - Paul Christoph Mangelsdorf (1899-1989)
- Mangelsdorff - Ralph Daniel Mangelsdorff (1958-…)
- F.Mangenot - François Mangenot (fl. 1953)
- Manhart - J. R. Manhart (fl. 1987)
- D.G.Mann - David G. Mann (1953-…)
- G.Mann - Gustav Mann (1836-1916)
- J.C.Manning - John C. Manning (fl. 1985)
- W.E.Manning - Wayne Eyer Manning (1899-2004)
- Mannoni - Octave Mannoni (1899-1989)
- Mansf. - Rudolf Mansfeld (1901-1960)
- Mantell - Gideon Mantell (1790-1852)
- Manton - Irene Manton (1904-1988)
- S.J.Marais - Sarel J. Marais (fl. 2010)
- Marais - Wessel Marais (1929-2013)
- Maranta - Bartolomeo Maranta[1] (v. 1500-1571)
- Marc.-Berti - Luis Marcano-Berti (fl. 1967)
- A.Marchand - André Marchand (mycologue) (?-1988)
- Maréchal - Robert Joseph Jean-Marie Maréchal (1926-…)
- Maresq. - Henri Jean Maresquelle (1898-1977)
- Margalef - Ramon Margalef (1919-2004)
- Margot - Henri Margot (1807-1894)
- Margulis - Lynn Margulis (1938-2011)
- Vict. - Marie-Victorin (1885-1944)
- Marion - Antoine-Fortuné Marion (1846-1900)
- Markgr. - Friedrich Markgraf (1897-1987)
- Marcgr. - Georg Markgraf[1] (1610-1644)
- Markham - Clements Markham (1830-1916)
- Marloth - Hermann Wilhelm Rudolf Marloth (1855-1931)
- Marriott - Neil Marriott (fl. 1993)
- Marsden - William Marsden (orientaliste) (1754-1836)
- Marsh - Charles Dwight Marsh (1855-1932)
- Marshall - Humphry Marshall (1722-1801)
- Marsili - Giovanni M. Marsili (1727-1794)
- L.Marsili - Luigi Ferdinando Marsigli[1] (1656-1730)
- E.Martens - Eduard Carl von Martens (1831-1904)
- M.Martens - Martin Martens (1797-1863)
- Jos.Martin - Joseph Martin (jardinier) (ca. 1760-1826)
- Martínez - Maximino Martínez (1888-1964)
- Martinov - Ivan Martynov (1771-1833)
- Martins - Charles Frédéric Martins (1806-1889)
- M.Martins - Marcio Martins (fl. 1999)
- Mart. - Carl Friedrich Philipp von Martius (1794-1868)
- J.Martyn - John Martyn (botaniste) (1699-1768)
- Martyn - Thomas Martyn (1736-1825)
- Marum - Martin van Marum (1750-1837)
- Masam. - Genkei Masamune (1899-1993)
- Maskell - William Miles Maskell (1840-1898)
- Maslin - Bruce Maslin (1946-…)
- A.Massal. - Abramo Massalongo (1824-1860)
- Massart - Jean Massart (1865-1925)
- Masson - Francis Masson (1741-1805)
- A.R.Mast - Austin Mast (1972-…)
- Mast. - Maxwell Tylden Masters (1833-1907)
- B.Mathew - Brian Frederick Mathew (1936-…)
- Maton - William George Maton (1774-1835)
- Matr. - Louis Matruchot (1863-1921)
- Matsum. - Ninzo Matsumura (1856-1928)
- Mattei - Giovanni Ettore Mattei (1865-1943)
- Mattf. - Johannes Mattfeld (1895-1951)
- Matthäs - Ursula Matthäs (1949-…)
- K.M.Matthew - Koyapillil Mathai Matthew (1930-2004)
- V.A.Matthews - Victoria Ann Matthews (1941-…)
- Mattick - Wilhelm Fritz Mattick (1901-1984)
- Mattioli - Pierandrea Mattioli[1] (1501-1577)
- Mattos - João Rodrigues de Mattos (es) (1926-)
- Mattox - Karl R. Mattox (1936-…)
- Matt. - Heinrich Gottfried von Mattuschka (1734-1779)
- Matuda - Eizi Matuda (1894-1978)
- Maubl. - André Maublanc (1880-1958)
- Maumené - Albert Maumené (fl. 1894-1902)
- Maurizio - Adam Maurizio (1862-1941)
- Mavrodiev - Evgueni Mavrodiev (fl. 1999)
- Maxim. - Carl Maximowicz (1827-1891)
- E.Mazel - Eugène Mazel (floruit 1981) (fl. 1981)
- Mazel - Eugène Mazel (1828-1890)
- McAlpine - Daniel McAlpine (1849-1932)
- McCalla - William McCalla (1814-1849)
- McCann - Yule Merwyn Charles McCann (1899-1980)
- McClell. - John McClelland (naturaliste) (1805-1883)
- D.C.McClint. - David Charles McClintock (1913-2001)
- McClure - Floyd Alonso McClure (1897-1970)
- McCormick - Robert McCormick (1800-1890)
- McCoy - Frederick McCoy (1817-1899)
- T.A.McCoy - Thomas A. McCoy (1959-…)
- McGill. - Donald McGillivray (1935-2012)
- E.A.McGregor - Ernest Alexander McGregor (1880-?)
- D.L.McKibbin - Dale L. McKibbin (?-?)
- McKie - Ernest Norman McKie (1882-1948)
- McKinney - Harold Hall McKinney (1889-?)
- McNabb - Robert Francis Ross McNabb (1934-1972)
- McVaugh - Rogers McVaugh (1909-2009)
- Mearns - Edgar Alexander Mearns (1856-1916)
- Medik. - Friedrich Kasimir Medikus (1736-1808)
- Medlicott - Henry Benedict Medlicott (1829-1905)
- Meerow - Alan Meerow (1952-…)
- B.Meeuse - Bastiaan Jacob Dirk Meeuse (1916-1999)
- Meeuwen - Maria Sophia Knaap-van Meeuwen (1936-…)
- Meigen - Johann Wilhelm Meigen (1764-1845)
- Meijden - Ruud van der Meijden (1945-2007)
- Meijer Drees - E. Meijer Drees (fl. 1938)
- Meikle - Robert Desmond Meikle (1923-…)
- Meinsh. - Karl Friedrich Meinshausen (1819-1899)
- Meisn. - Carl Meissner (1800-1874)
- Melch. - Hans Melchior (1894-1984)
- Melikyan - Aleksander Pavlovich Melikyan (1935-2008)
- Melvill - James Cosmo Melvill (1845-1929)
- Mendel - Gregor Mendel (1822-1884)
- Mendonça - Francisco de Ascensão Mendonça (1889-1982)
- L.Mend. - Leonel Mendoza (fl. 1987)
- Mendum - Mary Mendum (botaniste) (1945-2004)
- Menegh. - Giuseppe Giovanni Antonio Meneghini (1811-1889)
- Menge - Anton Menge (1808-1880)
- Menzies - Archibald Menzies (1754-1842)
- Mérat - François Victor Mérat de Vaumartoise (1780-1851)
- C.Merck - Carl Heinrich Merck (1761-1799)
- Mereschk. - Constantin Merejkovski (1855-1921)
- A.Merlet - André Merlet (fl. 1998)
- Merrem - Blasius Merrem (1761-1824)
- Merriam - Clinton Hart Merriam (1855-1942)
- Merr. - Elmer Drew Merrill (1876-1956)
- Mert. - Franz Carl Mertens (1764-1831)
- K.Mert. - Karl Heinrich Mertens (1796-1830)
- T.R.Mert. - Thomas Robert Mertens (1930-…)
- Merxm. - Hermann Merxmüller (1920-1988)
- Mesnil - Félix Mesnil (1868-1938)
- Metlesics - Hans Metlesics (fl. 1976)
- Mett. - Georg Heinrich Mettenius (1823-1866)
- Metzg. - Johann Metzger (1789-1852)
- Meunier - Alphonse Meunier (1857-1918)
- Meyen - Franz Julius Ferdinand Meyen (1804-1840)
- S.V.Meyen - Sergei Viktorovich Meyen (1935-1987)
- B.Mey. - Bernhard Meyer (1767-1836)
- C.A.Mey. - Carl Anton von Meyer (1795-1855)
- E.Mey. - Ernst Heinrich Friedrich Meyer (1791-1858)
- F.N.Meyer - Frank Nicholas Meyer (1875-1918)
- G.Mey. - Georg Friedrich Wilhelm Meyer (1782-1856)
- T.Mey. - Teodore Meyer (1910-1972)
- Meyl. - Charles Meylan (1868-1941)
- J.Meyrán - Jorge Meyrán (1918-…)
- Mez - Carl Christian Mez (1866-1944)
- Michalet - Eugène Michalet (1829-1862)
- Michx. - André Michaux (1746-1803)
- F.Michx. - François André Michaux (1770-1855)
- P.Micheli - Pier Antonio Micheli[1] (1679-1737)
- E.Michener - Ezra Michener (1794-1887)
- Miciurin - Ivan Mitchourine (1855-1935)
- Middend. - Alexander von Middendorff (1815-1894)
- Miers - John Miers (1789-1879)
- Mies - Bruno A. Mies (fl. 1994)
- Mig. - Walter Migula (1863-1938)
- Mik - Josef Mik (1839-1900)
- J.C.Mikan - Johann Christian Mikan (1769-1844)
- J.G.Mikan - Josef Gottfried Mikan (1743-1814)
- Miki - Shigeru Miki (1901-1974)
- Mildbr. - Johannes Mildbraed (1879-1954)
- Milde - Julius Milde (1824-1871)
- Millard - Wilfrid Arthur Millard (1880-?)
- Millardet - Alexis Millardet (1838-1902)
- A.G.Mill. - Anthony G. Miller (1951-…)
- G.S.Mill. - Gerrit Smith Miller, Jr (1869-1956)
- J.F.Mill. - John Frederick Miller (1715-1794)
- M.B.Mill. - M. Barry Miller (fl. 1999)
- O.K.Mill. - Orson Knapp Miller (1930-2006)
- Mill. - Philip Miller (1691-1771)
- Millsp. - Charles Frederick Millspaugh (1854-1923)
- Milne-Edw. - Alphonse Milne-Edwards (1835-1900)
- Milne-Redh. - Edgar Wolston Bertram Handsley Milne-Redhead (1906-1996)
- Miq. - Friedrich Anton Wilhelm Miquel (1811-1871)
- Mirb. - Charles-François Brisseau de Mirbel (1776-1854)
- A.F.Mitch. - Alan Mitchell (1922-1995)
- D.S.Mitch. - David Searle Mitchell (1935-…)
- Mitch. - John Mitchell (médecin) (1711-1768)
- T.Mitch. - Thomas Mitchell (explorateur) (1792-1855)
- Mitt. - William Mitten (1819-1906)
- I.Miyake - Ichirō Miyake (1881-1964)
- Miyake - Kiichi Miyake (1876-1964)
- Miyoshi - Manabu Miyoshi (1861-1939)
- K.Möbius - Karl Möbius (1825-1908)
- Moc. - José Mariano Mociño (1757-1820)
- Moench - Conrad Moench (1744-1805)
- Mohl - Hugo von Mohl (1805-1872)
- Möhring - Paul Heinrich Gerhard Möhring (1710-1792)
- Moldenh. - Johann Jacob Paul Moldenhawer (1766-1827)
- Moldenke - Harold Norman Moldenke (1909-1996)
- Ant.Molina - Antonio Molina (botaniste) (1926-2012)
- Molina - Juan Ignacio Molina (1737-1829)
- Molliard - Marin Molliard (1866-1944)
- Monod - Théodore Monod (1902-2000)
- Mont. - Camille Montagne (1784-1866)
- Montrouz. - Xavier Montrouzier (1820-1897)
- C.Moore - Charles Moore (1820-1905)
- G.Moore - George Thomas Moore (1871-1956)
- H.E.Moore - Harold Emery Moore (1917-1980)
- J.W.Moore - John William Moore (1901-?)
- R.C.Moore - Raymond Cecil Moore (1892-1974)
- R.T.Moore - Royall T. Moore (1930-2014)
- S.Moore - Spencer Le Marchant Moore (1850-1931)
- T.Moore - Thomas Moore (botaniste) (1821-1887)
- Moq. - Alfred Moquin-Tandon (1804-1863)
- L.E.Mora - Luis Eduardo Mora-Osejo (1931-2004)
- Mora-Ret. - Dora Emilia Mora de Retana (1939-2001)
- Moraldo - Benito Moraldo (1938-…)
- Morales - Sebastiàn Alfredo de Morales (1823-1900)
- Moran - Reid Venable Moran (1916-…)
- Morat - Philippe Morat (1937-…)
- J.Moravec - Jiří Moravec (1942-…)
- R.Moreau - Richard Moreau (fl. 1959)
- Morelet - Pierre Marie Arthur Morelet (1809-1892)
- R.J.Morgan - Raymond J. Morgan (fl. 2005)
- Morgan-Jones - Gareth Morgan-Jones (1940-…)
- T.Mori - Tamezo Mori (1884-1962)
- Moric. - Stefano Moricand (1779-1854)
- Morière - Jules Morière (1817-1888)
- Moris - Giuseppe Giacinto Moris (1796-1869)
- Morison - Robert Morison[1] (1620-1683)
- Moritzi - Alexandre Moritzi (1807-1850)
- Morley - Thomas Morley (botaniste) (1917-2002)
- Morong - Thomas Morong (1827-1894)
- C.Morren - Charles François Antoine Morren (1807-1858)
- E.Morren - Charles Jacques Édouard Morren (1833-1886)
- Morrone - Osvaldo Morrone (1957-2011)
- C.V.Morton - Conrad Vernon Morton (1905-1972)
- H.Moseley - Henry Nottidge Moseley (1844-1891)
- Moug. - Jean-Baptiste Mougeot (botaniste) (1776-1858)
- Mouton-Font. - Marie Jacques Philippe Mouton-Fontenille de La Clotte (1769-1837)
- F.Muell. - Ferdinand von Mueller (1825-1896)
- J.S.Muell. - John Sebastian Miller (1715-c.1790)
- Muhl. - Henry Ernest Muhlenberg (1753-1815)
- J.Muir - John Muir (1838-1914)
- Müll.Stuttg. - Carl Müller (botaniste) (1820-1889)
- C.A.Müll. - Carl Alfred Müller (1855-1907)
- C.H.Mull. - Cornelius Herman Muller (1909-1997)
- E.Müll. - Emil Müller (1920-2008)
- F.J.Müll. - Fritz Müller (biologiste) (1822-1897)
- H.Müll. - Heinrich Ludwig Hermann Müller (1829-1883)
- Müll.Hal. - Karl Müller (bryologiste) (1818-1899)
- O.F.Müll. - Otto Friedrich Müller (1730-1784)
- P.J.Müll. - Philippe-Jacques Müller (1832-1889)
- P.J.Mull.bis - Piet J. Muller (fl. 1973)
- Müll.Arg. - Jean Müller (1828-1896)
- Müll.-Thurg. - Hermann Müller (Thurgovie) (1850-1927)
- D.Müll.-Doblies - Dietrich Müller-Doblies (1938-…)
- U.Müll.-Doblies - Ute Müller-Doblies (1938-…)
- U.U.Müll.-Doblies - Uwe Ulex Müller-Doblies (1968-…)
- Muma - Martin Hammond Muma (fl. 1966)
- Münchh. - Otto von Münchhausen (1716-1774)
- Mun.-Chalm. - Ernest Munier-Chalmas (1843-1903)
- O.Muñiz - Onaney Muñiz (1937-2002)
- Muñoz - Carlos Muñoz Pizarro (1913-1976)
- Muñoz Garm. - José Félix Muñoz Garmendia (1949-…)
- Munro - William Munro (1818-1889)
- Munson - Thomas Volney Munson (1843-1913)
- Münster - Georg de Münster (1776-1844)
- Murb. - Svante Samuel Murbeck (1859-1946)
- Murch. - Roderick Murchison (1792-1871)
- Mure - Benoît Jules Mure (1809-1858)
- A.E.Murray - Albert Edward Murray (1935-…)
- A.Murray - Andrew Murray (naturaliste) (1812-1878)
- G.Murray - George Robert Milne Murray (1858-1911)
- Js.Murray - James A. Murray (mycologue) (1923-1961)
- Murray - Johan Andreas Murray (1740-1791)
- Murrill - William Alphonso Murrill (1869-1957)
- Musil - Albina Frances Musil (1894-?)
- Muss.Puschk. - Apollon Moussine-Pouchkine (1760-1805)
- Mutis - José Celestino Bruno Mutis y Bosio (1732-1808)

## N
- Haut – A
- B
- C
- D
- E
- F
- G
- H
- I
- J
- K
- L
- M
- N
- O
- P
- Q
- R
- S
- T
- U
- V
- W
- X
- Y
- Z

- Nábělek - František Nábělek (1884-1965)
- Nacht. - Gustav Nachtigal (1834-1885)
- Naczi - Robert Francis Cox Naczi (1963-…)
- Nadeaud - Jean Nadeaud (1834-1898)
- Nagas. - Eiji Nagasawa (1948-…)
- Nägeli - Karl Wilhelm von Nägeli (1817-1891)
- Nakai - Takenoshin Nakai (1882-1952)
- Nann.-Bremek. - Neltje Elizabeth Nannenga-Bremekamp (1916-1996)
- Nannf. - John Axel Frithiof Nannfeldt (1904-1985)
- Nardo - Giovanni Domenico Nardo (1802-1877)
- Nash - George Valentine Nash (1864-1921)
- Nath. - Alfred Gabriel Nathorst (1850-1921)
- Naudin - Charles Naudin (1815-1899)
- Naumann - Einar Christian Leonard Naumann (1891-1934)
- Naurois - René de Naurois (fl. 1965)
- Navás - Longinos Navás (1858-1938)
- L.E.Navas - Luisa Eugenia Navas (1918-…)
- Navashin - Sergueï Navachine (1857-1930)
- M.Neal - Marie Catherine Neal (1889-1965)
- Neck. - Noël Martin Joseph de Necker (1730-1793)
- Née - Luis Née (fl. 1789-1794)
- Neerg. - Paul Neergaard (1907-?)
- Nees - Christian Gottfried Daniel Nees von Esenbeck (1776-1858)
- T.Nees - Theodor Friedrich Ludwig Nees von Esenbeck (1787-1837)
- Neger - Franz Wilhelm Neger (1868-1923)
- Nehring - Alfred Nehring (fl. 1892)
- Neilr. - August Neilreich (1803-1871)
- Nelmes - Ernest Nelmes (1895-1959)
- A.Nelson - Aven Nelson (1859-1952)
- C.Nelson - Cirilo Nelson (1938-…)
- Nelson - David Nelson (botaniste) (v. 1740-1789)
- E.W.Nelson - Edward William Nelson (1855-1934)
- E.Nelson - Erich Nelson (1897-1980)
- J.Nelson - John Nelson (botaniste) (fl. 1860)
- Nemejc - František Nemejc (1901-1976)
- G.L.Nesom - Guy L. Nesom (1945-…)
- Neudecker - Tilman Neudecker (fl. 1990)
- Neushul - Michael Neushul (1933-1993)
- Wied-Neuw. - Maximilian zu Wied-Neuwied (1782-1867)
- Nevski - Sergueï Nevski (1908-1938)
- Newb. - John Strong Newberry (1822-1892)
- Newc. - Frederick Charles Newcombe (1858-1927)
- Newman - Edward Newman (1801-1876)
- E.T.Newton - Edwin Tully Newton (1840-1930)
- Newton - Isaac Newton (bryologiste) (1840-1906)
- L.E.Newton - Leonard Eric Newton (1936-…)
- Nguema - Norberto Nguema (fl. 2004)
- T.H.Nguyên - Tiên Hiêp Nguyên (fl. 1980)
- T.Q.Nguyen - To Quyen Nguyen (1944-…)
- Nichols - George Elwood Nichols (1882-1939)
- G.Nicholson - George Nicholson (horticulteur) (1847-1908)
- H.Nicholson - Henry Alleyne Nicholson (1844-1899)
- Nicolau - Stefan Nicolau (fl. 1913)
- Nicolson - Dan Henry Nicolson (1933-2016)
- Niebuhr - Carsten Niebuhr (1733-1815)
- Nied. - Franz Josef Niedenzu (1857-1937)
- C.B.Niel - Cornelis B. Van Niel (1897-1985)
- I.C.Nielsen - Ivan Christian Nielsen (1946-2007)
- Sv.Nilsson - Sven Nilsson (mycologue) (1929-…)
- Nimmo - Joseph Nimmo (?-1854)
- Nissole - Guillaume Nissole[1] (1647-1735)
- Nitzsch - Christian Ludwig Nitzsch (1782-1837)
- Nixon - Kevin Nixon (1953-…)
- Nkongm. - Bernard-Aloys Nkongmeneck (1948-2017)
- Noblick - Larry Ronald Noblick (1948-…)
- Noerdl. - Herman von Nördlinger (1818-1897)
- Nois. - Louis Claude Noisette (1772-1849)
- Noltie - Henry John Noltie (1957-…)
- Noordel. - Machiel Evert Noordeloos (1949-…)
- Noot. - Hans Peter Nooteboom (1934-…)
- Nordal - Inger Nordal (1944-…)
- Nordensk. - Adolf Erik Nordenskiöld (1832-1901)
- B.Nord. - Rune Bertil Nordenstam (1936-…)
- Nordh. - Rolf Nordhagen (1894-1979)
- Nördl. - Herman von Nördlinger (1818-1897)
- Nordm. - Alexander von Nordmann (1803-1866)
- Norman - Johannes Musaeus Norman (1823-1903)
- Noronha - Francisco Noroña (circa 1748-1788)
- R.E.Norris - Richard Earl Norris (1926-…)
- Norrl. - Johan Petter Norrlin (1842-1917)
- Noulet - Jean-Baptiste Noulet (1802-1890)
- Novák - František Antonín Novák (1892-1964)
- Nowicke - Joan Nowicke (1938-…)
- Nutt. - Thomas Nuttall (1786-1859)
- Nyl. - Wilhelm Nylander (1822-1899)
- Nyman - Carl Fredrik Nyman (1820-1893)

## O
- Haut – A
- B
- C
- D
- E
- F
- G
- H
- I
- J
- K
- L
- M
- N
- O
- P
- Q
- R
- S
- T
- U
- V
- W
- X
- Y
- Z

- Oakes - William Oakes (1799-1848)
- Oakman - Neil A. Oakman (1962-…)
- Oberm. - Anna Amelia Obermeyer (1907-2001)
- Oberw. - Franz Oberwinkler (1939-2018)
- Ochoa - Carlos Manuel Ochoa (1929-2008)
- Ochyra - Ryszard Ochyra (1949-…)
- J.Oda - Jiro Oda (fl. 2003)
- Oeder - Georg Christian Oeder (1728-1791)
- Ohashi - Hiro Ohashi (1882-?)
- H.Ohba - Hideaki Ohba (1943-…)
- Ohwi - Jisaburo Ohwi (1905-1977)
- Okamura - Kintarō Okamura (1867-1935)
- Oken - Lorenz Oken (1779-1851)
- Olde - Peter Olde (fl. 1993)
- Oldham - Thomas Oldham (1816-1878)
- Oliv. - Daniel Oliver (1830-1916)
- E.G.H.Oliv. - Edward George Hudson Oliver (1938-…)
- W.R.B.Oliv. - Walter Reginald Brook Oliver (1883-1957)
- Olivi - Giuseppe Olivi (1769-1795) (1769-1795)
- E. Olivier - Ernest Olivier (1844-1914)
- Olivier - Guillaume-Antoine Olivier (1756-1814)
- H.Øllg. - Hans Øllgaard (fi) (1937-…)
- Olmstead - Richard Glenn Olmstead (1951-…)
- Olmsted - Frederick Law Olmsted (1822-1903)
- Olney - Stephen Thayer Olney (1812-1878)
- Oltm. - Friedrich Oltmanns (1860-1945)
- Omura - Satoshi Ōmura (1935-…)
- Onana - Jean-Michel Onana (1961-…)
- Ong - Perry S. Ong (fl. 2005)
- Onno - Max Onno (1903-?)
- Opiz - Philipp Maximilian Opiz (1787-1858)
- A.D.Orb. - Alcide Dessalines d'Orbigny (1802-1857)
- Orb. - Charles Henry Dessalines d'Orbigny (1806-1876)
- Orcutt - Charles Russell Orcutt (1864-1929)
- Orlando - Giuseppe Orlando (fl. 2003)
- Oerst. - Anders Sandøe Ørsted (botaniste) (1816-1872)
- Ortega - Casimiro Gómez Ortega (1740-1818)
- Ortgies - Eduard Ortgies (1829-1916)
- A.E.Ortmann - Arnold Edward Ortmann (1863-1927)
- P.D.Orton - Peter Darbishire Orton (1916-2005)
- Osbeck - Pehr Osbeck (1723-1805)
- T.Osborn - Theodore George Bentley Osborn (1887-1973)
- Otth - Carl Adolf Otth (1803-1839)
- B.Otto - Bernhard Christian Otto (1745-1835)
- Otto - Christoph Friedrich Otto (1783-1856)
- Oudem. - Cornelius Anton Jan Abraham Oudemans (1825-1906)
- Oudney - Walter Oudney (1790-1824)
- Ovcz. - Pavel Ovtchinnikov (botaniste) (1903-1979)
- Ovrebo - Clark Ovrebo (fl. 1983)
- Owen - Maria Tallant Owen (1825-1913)
- J.Oxley - John Oxley (1781-1828)
- Ozenda - Paul Ozenda (1920-2019)

## P
- Haut – A
- B
- C
- D
- E
- F
- G
- H
- I
- J
- K
- L
- M
- N
- O
- P
- Q
- R
- S
- T
- U
- V
- W
- X
- Y
- Z

- Pabst - Guido Frederico João Pabst (1914-1980)
- Packard - Alpheus Spring Packard (1839-1905)
- C.N.Page - Christopher Nigel Page (1942-…)
- Paill. - Justin Paillot (1829-1891)
- Palam. - Emanuel Palamarev (1933-2004)
- Palassou - Pierre Bernard Palassou (1745-1830)
- Palau - Antonio Palau y Verdera (?-1783)
- P.Beauv. - Ambroise Marie François Joseph Palisot de Beauvois (1752-1820)
- Palla - Eduard Palla (1864-1922)
- Pall. - Peter Simon Pallas (1741-1811)
- Palmer - Edward Palmer (botaniste) (1831-1911)
- T.S.Palmer - Theodore Sherman Palmer (botaniste) (1860-1962)
- Palmstr. - Johan Wilhelm Palmstruch (1770-1811)
- Palun - Maurice Palun (1777-1860)
- Pamp. - Renato Pampanini (1875-1949)
- Pancher - Jean Armand Isidore Pancher (1814-1877)
- Pančić - Josif Pančić (1814-1888)
- Pander - Christian Heinrich von Pander (1794-1865)
- Panigrahi - Gopinath Panigrahi (1924-2004)
- Panțu - Zacharia C. Panțu (1866-1934)
- Panz. - Georg Wolfgang Franz Panzer (1755-1829)
- C.S.P.Parish - Charles Samuel Pollock Parish (1822-1897)
- Parish - Samuel Bonsall Parish (1838-1928)
- Parisot - Louis Charles Parisot (1820-1890)
- Park - Mungo Park (1771-1805)
- R.Parker - Richard Neville Parker (1884-1958)
- Parker - William Kitchen Parker (1823-1890)
- Parkin - John Parkin (1873-1964)
- J.Parkinson - James Parkinson (1755-1824)
- John Parkinson - John Parkinson[1] (1567-1650)
- Parkinson - Sydney Parkinson (1745-1771)
- Parl. - Filippo Parlatore (1816-1877)
- Parmasto - Erast Parmasto (1928-…)
- Parm. - Antoine Parmentier (1737-1813)
- P.Parm. - Paul Évariste Parmentier (1860-1941)
- A.G.Parrot - Aimé Georges Parrot (1910-1991)
- Parrot - Friedrich Parrot (1792-1841)
- Parry - Charles Christopher Parry (1823-1890)
- W.Parry - William Edward Parry (1790-1855)
- Parsa - Ahmad Parsa (1907-1997)
- Pascal - Diego Baldassare Pascal (1768-1812)
- Pascher - Adolf Pascher (1881-1945)
- Passarge - Siegfried Passarge (1866-1958)
- Pass. - Giovanni Passerini (1816-1893)
- Passy - Antoine Passy (1792-1873)
- Pasteur - Louis Pasteur (1822-1895)
- Paterson - William Paterson (1755-1810)
- Pat. - Narcisse Théophile Patouillard (1854-1926)
- R.M.Patrick - Ruth Patrick (1907-2013)
- T.S.Patrick - Thomas S. Patrick (fl. 1984)
- Patrick - William Patrick (fl. 1831)
- Patrin - Eugène Louis Melchior Patrin (1742-1815)
- D.J.Patt. - David J. Patterson (?-…)
- Pau - Carlos Pau Español (1857-1937)
- Paulet - Jean-Jacques Paulet (1740-1826)
- Paulsen - Ove Paulsen (1874-1947)
- Pauquy - Charles Louis Constant Pauquy (1800-1854)
- Pavar. - Giovanni Luigi Pavarino (1867-1937)
- Pavill. - Jules Pavillard (1868-1961)
- Pav. - José Antonio Pavón (1754-1844)
- Pax - Ferdinand Albin Pax (1858-1942)
- Paxton - Joseph Paxton (1803-1865)
- Payen - Anselme Payen (1795-1871)
- Payer - Jean-Baptiste Payer (1818-1860)
- Pearse - Arthur Sperry Pearse (1877-1956)
- A.Pearson - Arthur Anselm Pearson (1874-1954)
- H.Pearson - Henry Harold Welch Pearson (en) (1870-1916)
- Peattie - Donald Culross Peattie (1898-1964)
- Peay - Kabir Peay (fl. 2011)
- Peck - Charles Horton Peck (1833-1917)
- M.Peck - Morton Eaton Peck (1871-1959)
- W.Peck - William Dandridge Peck (1763-1822)
- Pedley - Leslie Pedley (1930-…)
- F.Pedrotti - Franco Pedrotti (1938-…)
- Pegler - David Norman Pegler (1938-…)
- Pellegr. - François Pellegrin (1881-1965)
- Pelser - Pieter Pelser (fl. 2005)
- Pelt. - Ernest-René Peltereau (1842-1928)
- C.I Peng - Ching I Peng (1950-2018)
- Pennant - Thomas Pennant (1726-1798)
- Pennell - Francis Whittier Pennell (1886-1952)
- Pepin - Pierre Denis Pépin (1802-1876)
- Perini - Carlo Perini (1817-1883)
- Perkins - Janet Russell Perkins (1853-1933)
- Perleb - Karl Julius Perleb (1794-1845)
- Perp. - Helena Perpenti (1764-1846)
- Perrault - Claude Perrault[1] (1613-1688)
- E.Perrier - Edmond Perrier (1844-1921)
- E.P.Perrier - Eugène Pierre Perrier de La Bâthie (es) (1825-1916)
- H.Perrier - Henri Perrier de La Bâthie (1873-1958)
- Perrine - Henry Perrine (1797-1840)
- Perronc. - Edoardo Perroncito (1847-1936)
- Perrot - Émile Perrot (1867-1951)
- Perr. - George Samuel Perrottet (1790-1870)
- L.M.Perry - Lily May Perry (1895-1992)
- Pers. - Christiaan Hendrik Persoon (1761-1836)
- K.Perss. - Karin Persson (botaniste) (sv) (1891-1971)
- Perty - Joseph Anton Maximillian Perty (1804-1884)
- Petagna - Vincenzo Petagna (1734-1810)
- Peter - Gustav Albert Peter (1853-1937)
- Peters - Wilhelm Peters (1815-1883)
- Petersen - Otto George Petersen (1847-1937)
- R.H.Petersen - Ronald H. Petersen (1934-…)
- Pethybr. - George Herbert Pethybridge (1871-1948)
- Petignat - Herman Petignat (fl. 1993)
- Petit - Antoine Petit (botaniste) (?-1843)
- D.P.Petit - Daniel Pierre Petit (fl. 1987)
- E.M.A.Petit - Ernest Petit (botaniste) (1927-2007)
- Petitm. - Marcel Georges Charles Petitmengin (1881-1908)
- Petiver - James Petiver[1] (1658-1718)
- Petrie - Donald Petrie (botaniste) (1846-1925)
- Petrovič - Sava Petrovič (1839-1889)
- Pett. - Bror Johan Pettersson (1895-?)
- Peyerimh. - Paul-Marie de Peyerimhoff de Fontenelle (1873-1957)
- Pfeff. - Wilhelm Friedrich Philipp Pfeffer (1845-1920)
- Pfeiff. - Ludwig Karl Georg Pfeiffer (1805-1877)
- Pfender - Juliette Pfender (?-?)
- Pfiester - Lois Ann Pfiester (1936-?)
- Pfitzer - Ernst Hugo Heinrich Pfitzer (1846-1906)
- Pfund - Johann Daniel Christian Pfund (1813-1876)
- Phelsum - Murk van Phelsum (1730-1779)
- Philippe - Xavier Philippe (1802-1866)
- Phil. - Rodolfo Amando Philippi (1808-1904)
- Philipson - William Raymond Philipson (1911-1997)
- J.Phillips - John Phillips (géologue) (1800-1874)
- Phipps - Constantine John Phipps (1744-1792)
- Phutthai - Thamarat Phutthai (fl. 2010)
- F.Picard - François Picard (zoologiste) (1879-1939)
- Pic.Serm. - Rodolfo Emilio Giuseppe Pichi-Sermolli (1912-2005)
- Pichon - Marcel Pichon (1921-1954)
- Pickering - Charles Pickering (1805-1878)
- Pickersgill - Barbara Pickersgill (1940-…)
- Pickett - Fermen Layton Pickett (1881-1940)
- Pickford - Grace Evelyn Pickford (1902-1986)
- Picq. - Charles Armand Picquenard (1872-1940)
- Pidd. - Henry Piddington (1797-1858)
- Piearce - Graham D. Piearce (fl. 1980)
- Pierre - Jean Baptiste Louis Pierre (1833-1905)
- M.Pignal - Marc M. Pignal (1964-…)
- Pijl - Leendert van der Pijl (1903-1990)
- Pilg. - Robert Knud Friedrich Pilger (1876-1953)
- Pillans - Neville Stuart Pillans (1884-1964)
- Pintaud - Jean-Christophe Pintaud (1970-2015)
- Pio - Giovanni Battista Pio (fl. 1813)
- Piper - Charles Vancouver Piper (1867-1926)
- Pipoly - John J. Pipoly (1955-…)
- Piré - Louis Piré (1827-1887)
- Pires - João Murça Pires (1916-1994)
- Pirotta - Pietro Romualdo Pirotta (1853-1936)
- Piso - Willem Piso[1] (c.1611-1678)
- Pit. - Charles-Joseph Marie Pitard-Briau (1873-1927)
- Pittier - Henri Pittier (1857-1950)
- Planch. - Jules Émile Planchon (1823-1888)
- Plante - Raphaël Plante (?-…)
- Plée - Auguste Plée (1786-1825)
- Plenck - Joseph Jacob von Plenck (1738-1807)
- Plowes - Darrel Charles Herbert Plowes (1925-…)
- Pluk. - Leonard Plukenet[1] (1642-1706)
- Plum. - Charles Plumier[1] (1646-1704)
- Poche - Franz Poche (1879-1945)
- Pocock - Mary Pocock (1886-1977)
- Pocta - Filip Počta (1859-1924)
- Podger - Francis Denis Podger (1933-…)
- Podlech - Dietrich Podlech (1931-…)
- Poelln. - Karl von Poellnitz (1896-1945)
- Poelt - Josef Poelt (1924-1995)
- Poepp. - Eduard Friedrich Poeppig (1798-1868)
- Poggenb. - Justus Ferdinand Poggenburg (1840-1893)
- Pohl - Johann Baptist Emanuel Pohl (1782-1834)
- Poinar - George Poinar (1936-…)
- G.Poirault - Georges Poirault (1858-1936)
- Poir. - Jean-Louis Marie Poiret (1755-1834)
- Poiss. - Henri Louis Poisson (1877-1963)
- J.Poiss. - Jules Poisson (1833-1919)
- R.A.Poiss. - Raymond Alfred Poisson (1895-1973)
- Poit. - Pierre-Antoine Poiteau (1766-1854)
- Poivre - Pierre Poivre (1719-1786)
- Pojark. - Antonina Pojarkova (1897-1980)
- Pole-Evans - Illtyd Buller Pole-Evans (1879-1968)
- Polhill - Roger Marcus Polhill (1937-…)
- Poljakov - Piotr Poliakov (1902-1974)
- Pollich - Johann Adam Pollich (1740-1780)
- Pollock - James Barklay Pollock (1863-1934)
- Polunin - Nicholas Polunin (1909-1997)
- Pomel - Auguste Pomel (1821-1898)
- Pomerl. - René Pomerleau (1904-1993)
- D.Popenoe - Dorothy Popenoe (1899-1932)
- Popov - Mikhaïl Popov (1893-1955)
- Porat - Carl Oscar von Porat (1843-?)
- Porter - Thomas Conrad Porter (1822-1901)
- Portier - Paul Portier (1866-1962)
- Porto - Paulo de Campos Porto (1889-1968)
- Post - George Edward Post (1838-1909)
- Postels - Alexandre Postels (1801-1871)
- Pott.-Alap. - Germaine Pottier-Alapetite (1894-1971)
- Potts - Thomas Henry Potts (1824-1888)
- C.H.G.Pouchet - Georges Pouchet (1833-1894)
- Pouchet - Félix Archimède Pouchet (1800-1872)
- Pourr. - Pierre André Pourret (1754-1818)
- Pouzar - Zdenek Pouzar (1932-…)
- J.W.Powell - John Wesley Powell (1834-1902)
- Powell - Thomas Powell (1809-1887)
- Praeger - Robert Lloyd Praeger (1865-1953)
- Prain - David Prain (1857-1944)
- Prance - Ghillean Prance (1937-…)
- Prantl - Karl Anton Eugen Prantl (1849-1893)
- Preble - Edward Alexander Preble (1871-1957)
- J.Presl - Jan Svatopluk Presl (1791-1849)
- C.Presl - Karel Bořivoj Presl (1794-1852)
- I.Preston - Isabella Preston (1881-1965)
- P.Preuss - Paul Rudolph Preuss (1861-ca.1922/1925)
- Pridgeon - Alec M. Pridgeon (1950-…)
- Prill. - Édouard Ernest Prillieux (1829-1915)
- Pringle - Cyrus Pringle (1838-1911)
- Pringsh. - Nathanael Pringsheim (1823-1894)
- Prins.Geerl. - Hendrik Coenraad Prinsen Geerligs (1864-?)
- E.Pritz. - Ernst Georg Pritzel (1875-1946)
- Pritz. - Georg August Pritzel (1815-1874)
- Proença - Carolyn Elinore Barnes Proença (es) (1956–)
- Pronk - Olaf Pronk (fl. 2006)
- Prosk. - Johannes Max Proskauer (1923-1970)
- Proust - Louis Proust (1878-1959)
- Prov. - Léon Provancher (1820-1892)
- Prowazek - Stanislaus von Prowazek (1875-1915)
- Pruski - John Francis Pruski (1955-…)
- Pryer - Kathleen Pryer (fl. 1993)
- Przew. - Nikolaï Prjevalski (1839-1888)
- S.Puech - Suzette Puech (1937-2005)
- Puerari - Marc Nicolas Puerari (1766-1845)
- Pulliat - Victor Pulliat (1827-1866)
- Pult. - Richard Pulteney (1730-1801)
- Purk. - Emanuel von Purkyne (1832-1882)
- Pursh - Frederick Traugott Pursh (1774-1820)
- Putt. - Aloys Putterlick (1810-1845)
- Putz - F. E. Putz (fl. 1977)
- Putz. - Jules Antoine Adolph Henri Putzeys (1809-1882)
- Pyck - Nancy Pyck (1973-…)

## Q
- Haut – A
- B
- C
- D
- E
- F
- G
- H
- I
- J
- K
- L
- M
- N
- O
- P
- Q
- R
- S
- T
- U
- V
- W
- X
- Y
- Z

- Quaint. - Altus Lacy Quaintance (1870-1958)
- Quél. - Lucien Quélet (1832-1899)
- Quenst. - Friedrich August von Quenstedt (1809-1889)
- Quételet - Adolphe Quetelet (1796-1874)
- Quézel - Pierre Quézel (1926-…)
- Quinn - Christopher John Quinn (1936-…)
- Quisumb. - Eduardo Quisumbing y Arguelles (1895-1986)
- Quoy - Jean René Constant Quoy (1790-1869)

## R
- Haut – A
- B
- C
- D
- E
- F
- G
- H
- I
- J
- K
- L
- M
- N
- O
- P
- Q
- R
- S
- T
- U
- V
- W
- X
- Y
- Z

- Rabenh. - Gottlob Ludwig Rabenhorst (1806-1881)
- Rabin. - Lydia Rabinowitsch-Kempner (1871-1935)
- Racib. - Marian Raciborski (1863-1917)
- Racov. - Andrei Racovitza (1911-…)
- Radcl.-Sm. - Alan Radcliffe-Smith (1938-2007)
- Radde - Gustav Radde (1831-1903)
- Raddi - Giuseppe Raddi (1770-1829)
- Radford - Albert Ernest Radford (1918-2006)
- Radlk. - Ludwig Adolph Timotheus Radlkofer (1829-1927)
- Raeusch. - Ernst Adolf Räuschel (fl. 1772-1797)
- Raffles - Thomas Stamford Raffles (1781-1826)
- Raf. - Constantine Samuel Rafinesque (1783-1840)
- Rahn - Knud Rahn (1928-…)
- Raimondi - Antonio Raimondi (1826-1890)
- Raithelh. - Jörg Raithelhuber (fl. 1969)
- Rakotoarin. - Mijoro Rakotoarinivo (1951-…)
- Rakouth - Bakolimalala Rakouth (fl. 2006)
- Ralfs - John Ralfs (1807-1890)
- Ramat. - Thomas d'Audibert de Ramatuelle (1750-1794)
- I.Ramírez - Ivón Mercedes Ramírez Morillo (1965-…)
- Ramond - Louis Ramond de Carbonnières (1755-1827)
- E.S.Rand - Edward Sprague Rand Jr (1834-1897)
- E.F.A.Raoul - Édouard François Armand Raoul (1845-1898)
- Raoul - Étienne Fiacre Louis Raoul (1815-1852)
- Raper - Kenneth Bryan Raper (1908-1987)
- Raspail - François-Vincent Raspail (1794-1878)
- Rataj - Karel Rataj (1925-…)
- Rathke - Jens Rathke (1769-1855)
- Rattray - John Rattray (naturaliste) (1858-1900)
- Ratzeb. - Julius Theodor Christian Ratzeburg (1801-1871)
- Rauh - Werner Rauh (1913-2000)
- Raulin - Victor Raulin (1815-1905)
- Raunk. - Christen Christiansen Raunkiær (1860-1938)
- Rauschert - Stephan Rauschert (1931-1986)
- Rauwenh. - Nicolas Willem Pieter Rauwenhoff (1826-1909)
- Rauwolff - Leonhard Rauwolf[1] (1535-1596)
- P.H.Raven - Peter Hamilton Raven (1936-…)
- Ravenel - Henry William Ravenel (1814-1887)
- Ravenna - Pierfelice Ravenna (1938-…)
- Ray - John Ray[1] (1627-1705)
- M.F.Ray - Martin Forbes Ray (fl. 1998)
- Raymond - Louis-Florent-Marcel Raymond (1915-1972)
- Raym.-Hamet - Raymond-Hamet (1890-1972)
- A.Raynal - Aline Raynal-Roques (1937-…)
- J.Raynal - Jean Raynal (1933-1979)
- Raynaud - Christian Raynaud (1939-1993)
- Read - Robert William Read (1931-2003)
- Rebmann - Norbert Rebmann (1948-…)
- Rech. - Karl Rechinger (1867-1952)
- Rech.f. - Karl Heinz Rechinger (1906-1998)
- Redi - Francesco Redi[1] (1626-1698)
- Redouté - Pierre-Joseph Redouté (1759-1840)
- Rees - Abraham Rees (1743-1825)
- Reeves - Robert Gatlin Reeves (1898-?)
- Regel - Eduard von Regel (1815-1892)
- R.E.Regel - Robert Regel (1867-1920)
- Rehder - Alfred Rehder (1863-1949)
- Reichard - Johann Jacob Reichard (1743-1782)
- Reiche - Karl Friedrich Reiche (1860-1929)
- F.Rchb. - F. Reichenbach (fl. 1896)
- Rchb. - Heinrich Gottlieb Ludwig Reichenbach (1793-1879)
- Rchb.f. - Heinrich Gustav Reichenbach (1824-1889)
- C.Rchb. - Karl von Reichenbach (1788-1869)
- S.Reichle - Steffen Reichle (fl. 2002)
- D.A.Reid - Derek Agutter Reid (1927-2006)
- Reinke - Johannes Reinke (1849-1931)
- Reinw. - Caspar Georg Carl Reinwardt (1773-1854)
- Remy - Esprit Alexandre Rémy (fl. 1858)
- J.Rémy - Jules Rémy (1826-1893)
- Renauld - Ferdinand Renauld (1837-1910)
- Renault - Bernard Renault (1836-1904)
- P.Renault - Pierre Antoine Renault (1750-1835)
- Rendle - Alfred Barton Rendle (1865-1938)
- Reneaulme - Paul Reneaulme[1] (1560-1624)
- Renvoize - Stephen Andrew Renvoize (1944-…)
- Req. - Esprit Requien (1788-1851)
- Resvoll - Thekla Resvoll (1871-1948)
- Resv.-Holms. - Hanna Resvoll-Holmsen (1873-1943)
- Retz. - Anders Jahan Retzius (1742-1821)
- Reut. - Georges François Reuter (1805-1872)
- Reveal - James Lauritz Reveal (1941-…)
- J.Rev. - Julien Reverchon (1837-1905)
- P.Rev. - Paul-Alphonse Reverchon (1833-1907)
- Reverd. - Victor Reverdatto (1891-1969)
- Reyger - Jan Gotfryd Reyger (1704-1788)
- Reyn. - Jean-Louis-Antoine Reynier (1762-1824)
- Reynolds - Gilbert Westacott Reynolds (1895-1967)
- Reznicek - Anton Albert Reznicek (1950-…)
- Rheede - Hendrik van Rheede[1] (1637-1691)
- W.Rich - William Rich (1800-1864)
- A.Rich. - Achille Richard (1794-1852)
- J.M.C.Rich. - Jean Michel Claude Richard (1784-1868)
- Rich. - Louis Claude Richard (1754-1821)
- P.W.Richards - Paul Westmacott Richards (1908-1995)
- Richardson - John Richardson (naturaliste) (1787-1865)
- Rich.Bell. - Pierre Richer de Belleval[1] (1564-1632)
- Richon - Charles Édouard Richon (1820-1893)
- K.Richt. - Karl Richter (botaniste) (1855-1891)
- Ricken - Adalbert Ricken (1851-1921)
- Riddell - John Leonard Riddell (1807-1865)
- Ridgway - Robert Ridgway (1850-1929)
- Ridl. - Henry Nicholas Ridley (1855-1956)
- Riedel - Ludwig Riedel (1790-1861)
- Rion - Alphonse Rion (1809-1856)
- Risse - Horst Risse (fl. 1985)
- Risso - Antoine Risso (1777-1845)
- Ritgen - Ferdinand von Ritgen (1787-1867)
- F.Ritter - Friedrich Ritter (1898-1989)
- Rivas Mart. - Salvador Rivas Martínez (es) (1935-…)
- C.Rivière - Charles Marie Rivière (1845-…)
- Rivière - Auguste Rivière (1821-1877)
- Riv. - Augustus Quirinus Rivinus[1] (1652-1723)
- Rizzini - Carlos Toledo Rizzini (1921-…)
- Robatsch - Karl Robatsch (1929-2001)
- Robbertse - Petrus Johannes Robbertse (1932-…)
- Robbr. - Elmar Robbrecht (1946-…)
- Roberg - Lars Roberg[1] (1664-1742)
- Roberge - Michael Robert Roberge (?-1864)
- N.Robert - Nicolas Robert[1] (1610-1684)
- A.V.Roberts - Andrew Vaughan Roberts (1940-…)
- Robertson - David Robertson (naturaliste) (1806-1896)
- Roberty - Guy Roberty (1907-1971)
- L.M.A.Robill. - Louis Marc Antoine Robillard d'Argentelle (1777-1828)
- C.P.Robin - Charles Philippe Robin (1821-1885)
- J.Robin - Jean Robin (botaniste)[1] (1550-1629)
- B.L.Rob. - Benjamin Lincoln Robinson (1864-1935)
- C.B.Rob. - Charles Budd Robinson (1871-1913)
- H.Rob. - Harold Ernest Robinson (1932-…)
- Rob. - William Robinson (en) (1838-1935)
- N.Robson - Norman Keith Bonner Robson (1928-…)
- Robyns - Edouard Arthur Walter Robyns (1901-1986)
- Rochebr. - Alphonse Trémeau de Rochebrune (1834-1912)
- Rock - Joseph Rock (1884-1962)
- Rodigas - Émile Rodigas (1831-1902)
- Rodway - Leonard Rodway (1853-1936)
- Roekring - S. Roekring (fl. 2009)
- M.Roem. - Max Joseph Roemer (1791-1849)
- Roep. - Johannes August Christian Roeper (1801-1885)
- Roezl - Benedikt Roezl (1824-1885)
- Roguenant - Albert Roguenant (1933-…)
- Rohde - Michael Rohde (1782-1812)
- Rohlfs - Friedrich Gerhard Rohlfs (1831-1896)
- Röhl. - Johann Christoph Röhling (1757-1813)
- Rohrb. - Paul Rohrbach (botaniste) (1846-1871)
- Rol.-Goss. - Robert Roland-Gosselin (1854-1925)
- Rol. - Daniel Rolander (1725-1793)
- Rolfe - Robert Allen Rolfe (1855-1921)
- Rollins - Reed Clark Rollins (1911-1998)
- Romagn. - Henri Romagnesi (1912-1999)
- Romans - Bernard Romans (v. 1720-1784)
- Roem. - Johann Jakob Römer (1763-1819)
- G.A.Romero - Gustavo Adolfo Romero (1955-…)
- Rondelet - Guillaume Rondelet[1] (1507-1566)
- Ronniger - Karl Ronniger (1871-1954)
- Ronse Decr. - Louis-Philippe Ronse Decraene (1962-…)
- Röösli - Walter Röösli (fl. 1994)
- Roques - Joseph Roques (botaniste) (1772-1850)
- Roscoe - William Roscoe (1753-1831)
- Rose - Joseph Nelson Rose (1862-1928)
- Rosell. - Ferdinando Rosellini (1817-1873)
- N.Rosén - Nils Rosén von Rosenstein (1706-1773)
- Rosenstein - Nils Rosén von Rosenstein (1706-1773)
- Rosenst. - Eduard Rosenstock (1856-1938)
- Rosenv. - Janus Lauritz Andreas Kolderup Rosenvinge (1858-1939)
- J.C.Ross - James Clark Ross (1800-1862)
- Ross-Craig - Stella Ross-Craig (1906-2006)
- P.Rossi - Pietro Rossi (1871-1950) (1871-1950)
- Rossi - Pietro Rossi (1738-1804)
- Rostk. - Friedrich Wilhelm Gottlieb Rostkovius (1770-1848)
- Rostr. - Emil Rostrup (1831-1907)
- Roth - Albrecht Wilhelm Roth (1757-1834)
- V.D.Roth - Vincent Daniel Roth (1924-1997)
- Rothm. - Werner Rothmaler (1908-1962)
- Rothman - Göran Rothman (1739-1778)
- J.Rothman - Johan Stensson Rothman (1684-1763)
- P.Rothr. - Paul Rothrock (fl. 1996)
- Rothsch. - Jules Rothschild (1838-1900)
- G.W.Rothwell - Gar W. Rothwell (1944-…)
- Rotman - Alicia Dora Rotman (es) (?-)
- Rottb. - Christen Friis Rottbøll (1727-1797)
- Rottler - Johan Peter Rottler (1749-1836)
- Roucel - François Antoine Roucel (1735-1831)
- Roum. - Casimir Roumeguère (1828-1892)
- Round - Frank Eric Round (1927-…)
- J.Rousseau - Jacques Rousseau (botaniste) (1905-1970)
- Rousseau - Jean-Jacques Rousseau (1712-1778)
- M.Rousseau - Mariette Rousseau (1850-1926)
- Roussel - Henri-François-Anne de Roussel (1747-1812)
- Cl.Roux - Claude Roux (botaniste) (1945-…)
- Roux - Jacques Roux (botaniste) (1773-1822)
- J.Roux - Jean Roux (1876-1939)
- Rouy - Georges Rouy (1851-1924)
- G.D.Rowley - Gordon Douglas Rowley (1921-…)
- Roxb. - William Roxburgh (1751-1815)
- Royen - Adriaan van Royen (1704-1779)
- D.Royen - David van Royen (1727-1799)
- P.Royen - Pieter van Royen (1923-…)
- Royle - John Forbes Royle (1798-1858)
- Roze - Ernest Roze (1833-1900)
- Rozier - François Rozier (1734-1793)
- Rübel - Eduard August Rübel (1876-1960)
- Rubite - Rosario Rivera Rubite (fl. 2013)
- Rudall - Paula Rudall (1954-…)
- J.O.Rudbeck - Johan Olof Rudbeck (1711-1790)
- O.J.Rudbeck - Olof Rudbeck[1] (1630-1702)
- O.O.Rudbeck - Olof Rudbeck le Jeune[1] (1660-1740)
- Rudge - Edward Rudge (1763-1846)
- F.Rudolphi - Friedrich Karl Ludwig Rudolphi (1801-1849)
- Rudolphi - Karl Asmund Rudolphi (1771-1832)
- Ruiz - Hipólito Ruiz López (1754-1815)
- Rumph. - Georg Everhard Rumphius[1] (1628-1702)
- Ruppius - Heinrich Bernhard Rupp[1] (1688-1719)
- Rupp - Herman Montague Rucker Rupp (1872-1956)
- Rüppell - Eduard Rüppell (1794-1884)
- Rupr. - Franz Josef Ruprecht (1814-1870)
- Rusby - Henry Hurd Rusby (1855-1940)
- Ruschenb. - William Samuel Waithman Ruschenberger (fl. 1831)
- P.Russell - Patrick Russell (1726-1805)
- Rutherf. - Daniel Rutherford (1749-1819)
- Rydb. - Per Axel Rydberg (1860-1931)
- Rye - Barbara Lynette Rye (1952-…)
- Rzed. - Jerzy Rzedowski (1926-…)

## S
- Haut – A
- B
- C
- D
- E
- F
- G
- H
- I
- J
- K
- L
- M
- N
- O
- P
- Q
- R
- S
- T
- U
- V
- W
- X
- Y
- Z

- Sabine - Joseph Sabine (1770-1837)
- Sabour. - Raymond Sabouraud (1864-1938)
- Sacc. - Pier Andrea Saccardo (1845-1920)
- Sachet - Marie-Hélène Sachet (1922-1986)
- Sachs - Julius von Sachs (1832-1897)
- Sadeb. - Richard Emil Benjamin Sadebeck (en) (1839-1905)
- L.Saéz - Llorenç Saéz (1965-…)
- Saff. - William Edwin Safford (1859-1926)
- Sageret - Augustin Sageret (1763-1851)
- Sagot - Paul Antoine Sagot (1821-1888)
- Sagra - Ramón de la Sagra (1798-1871)
- Sahlb. - Carl Reinhold Sahlberg (1779-1860)
- Sahlén - Anders Johan Sahlén (1822-1891)
- Sahni - Birbal Sahni (1891-1949)
- Sainge - Moses Nsanyi Sainge (1974-…)
- St.-Amans - Jean Florimond Boudon de Saint-Amans (1748-1831)
- A.St.-Hil. - Auguste de Saint-Hilaire (1799-1853)
- J.St.-Hil. - Jean Henri Jaume Saint-Hilaire (1772-1845)
- St.-Lag. - Jean Baptiste Saint-Lager (1825-1912)
- St.-Yves - Alfred Saint-Yves (1855-1933)
- Salazar - Gerardo Salazar (1961-…)
- Sales - Fátima Sales (1956-…)
- E.Salisb. - Edward James Salisbury (1886-1978)
- Salisb. - Richard Anthony Salisbury (1761-1829)
- Salm-Dyck - Joseph de Salm-Reifferscheidt-Dyck (1773-1861)
- C.E.Salmon - Charles Edgar Salmon (es) (1872-1930)
- J.Salt - Jonathan Salt (1759-1810)
- J.W.Salter - John William Salter (en) (1820-1869)
- Salter - Samuel James Augustus Salter (es) (1825-1897)
- T.M.Salter - Terence Macleane Salter (1883-1969)
- Salzm. - Philipp Salzmann (1781-1851)
- Samuels - Gary Joseph Samuels (1944-…)
- San Felice - Francesco San Felice (actif vers 1895)
- Ó.Sánchez - Óscar Sánchez Pedraja (1959-…)
- Sande Lac. - Cornelius Marinus van der Sande Lacoste (1815-1887)
- Sander - Henry Frederick Conrad Sander (1847-1920)
- Sands - Martin Jonathan Southgate Sands (1938-…)
- S.Julia - Julia Sang (fl. 1998)
- Santa - Sébastien Santa (fl. 1951)
- Saporta - Gaston de Saporta (1823-1895)
- Saposhn. - Vassili Sapojnikov (1861-1924)
- P.Sarasin - Paul Benedict Sarasin (1856-1929)
- Sarg. - Charles Sprague Sargent (1841-1927)
- Satake - Yoshisuke Satake (1902-2000)
- G.W.Saunders - Gary W. Saunders (?-…)
- W.Saunders - William Saunders (botaniste) (en) (1822-1900)
- W.Saunders bis - William Saunders (scientifique) (1836-1914)
- Saunders - William Wilson Saunders (1809-1879)
- Sauss. - Horace Bénédict de Saussure (1740-1799)
- N.T.Sauss. - Nicolas Théodore de Saussure (1767-1845)
- Saut. - Anton Eleutherius Sauter (1800-1881)
- Sauvage - Charles Sauvage (1909-1980)
- Sauv. - Camille Sauvageau (1861-1936)
- Sauvages - François Boissier de Sauvages de Lacroix (1706-1767)
- Sauvalle - Francisco Adolfo Sauvalle (1807-1879)
- Sav. - Ludovic Savatier (1830-1891)
- Savi - Gaetano Savi (1769-1844)
- Pa.Savi - Paolo Savi (1798-1871)
- Savigny - Jules-César Savigny (1777-1851)
- Savile - Douglas Barton Osborne Savile (en) (1909-2000)
- Say - Thomas Say (1787-1834)
- Scappat. - Gil Scappaticci (fl. 1995)
- Schaer. - Ludwig Emanuel Schaerer (1785-1853)
- Herr.-Schaeff. - Gottlieb August Wilhelm Herrich-Schäffer (1799-1874)
- Schaeff. - Jacob Christian Schäffer (1718-1790)
- Jul.Schäff. - Julius Schäffer (1882-1944)
- J.H.Schaffn. - John Henry Schaffner (1866-1939)
- Schaffnit - Ernst Schaffnit (de) (1878-?)
- Schafh. - Karl Emil von Schafhäutl (1803-1890)
- A.Schatz - Albert Schatz (scientifique) (1920-2005)
- Schauer - Johannes Conrad Schauer (1813-1848)
- S.Schauer - Sebastian Schauer (fl. 1847)
- Scheele - George Heinrich Adolf Scheele (en) (1808-1864)
- Scheff. - Rudolph Herman Christiaan Carel Scheffer (1844-1880)
- Scheidw. - Michael Scheidweiler (1799-1861)
- Schelle - Ernst Schelle (1864-1945)
- Schenck - Johann Heinrich Rudolf Schenck (en) (1860-1927)
- Schenk - Joseph August Schenk (en) (1815-1891)
- Scherb. - Johannes Scherbius (1769-1813)
- J.J.Scheuchzer - Johann Jakob Scheuchzer[1] (1672-1733)
- Scheutz - Nils Johan Wilhelm Scheutz (sv) (1836-1889)
- Schiede - Christian Julius Wilhelm Schiede (1798-1836)
- Schikora - Friedrich Schikora (1859-1932)
- A.Schimp. - Andreas Franz Wilhelm Schimper (1856-1901)
- G.W.Schimp. - Georg Wilhelm Schimper (1804-1878)
- Schimp. - Guillaume Philippe Schimper (1808-1880)
- K.F.Schimp. - Karl Friedrich Schimper (1803-1867)
- Schinz - Hans Schinz (1858-1941)
- Schischk. - Boris Chichkine (1886-1963)
- Schkuhr - Christian Schkuhr (1741-1811)
- Schltdl. - Diederich Franz Leonhard von Schlechtendal (1794-1866)
- Schltr. - Rudolf Schlechter (1872-1925)
- Schleich. - Johann Christoph Schleicher (1768-1834)
- Schleid. - Matthias Jakob Schleiden (1804-1881)
- Schljakov - Roman Nicolaevich Schljakov (es) (1912-1999)
- Schloth. - Ernst Friedrich von Schlotheim (1764-1832)
- Schlumbach - Friedrich Alexander von Schlümbach (1772-1835)
- Schmalh. - Johannes Theodor Schmalhausen (1849-1894)
- Schmarda - Ludwig Karl Schmarda (?-?)
- Schmeil - Otto Schmeil (1860-1943)
- Em.Schmid - Emil Schmid (de) (1891-1982)
- Schmidel - Casimir Christoph Schmidel (1718-1792)
- Schmidely - Auguste Isaac Samuel Schmidely (1838-1918)
- C.F.Schmidt - Carl Friedrich Schmidt (1811-1890)
- E.O.Schmidt - Eduard Oscar Schmidt (1823-1886)
- E.J.Schmidt - Ernst Johannes Schmidt (1877-1933)
- Schmidt - Franz Schmidt (botaniste) (1751-1834)
- F.W.Schmidt - Franz Wilibald Schmidt (1764-1796)
- F.Schmidt - Friedrich Schmidt (1832-1908)
- J.A.Schmidt - Johann Anton Schmidt (en) (1823-1905)
- O.C.Schmidt - Otto Christian Schmidt (1900-1951)
- F.Schmitz - Carl Johann Friedrich Schmitz (es) (1850-1895)
- C.K.Schneid. - Camillo Karl Schneider (1876-1951)
- W.G.Schneid. - Wilhelm Gottlieb Schneider (1814-1889)
- Schnizl. - Adalbert Schnizlein (1814-1868)
- Schodde - Richard Schodde (1936-…)
- Schoenef. - Wladimir de Schœnefeld (1816-1875)
- Scholler - Friedrich Adam Scholler (1718-1795)
- M.R.Schomb. - Moritz Richard Schomburgk (en) (1811-1891)
- R.H.Schomb. - Robert Hermann Schomburgk (1804-1865)
- Schönland - Selmar Schönland (1860-1940)
- Schönl. - Johann Lukas Schönlein (1793-1864)
- Schott - Heinrich Wilhelm Schott (1794-1865)
- Schousb. - Peter Schousboe (1766-1832)
- Schouw - Joakim Frederik Schouw (1789-1852)
- Schrad. - Heinrich Adolf Schrader (1767-1836)
- Schrank - Franz von Paula Schrank (1747-1835)
- Schreb. - Johann Christian Daniel von Schreber (1739-1810)
- Schreibers - Carl Franz Anton Ritter von Schreibers (1775-1852)
- Schrenk - Alexander von Schrenk (1816-1876)
- R.I.Schröd. - Richard Schröder (jardinier) (1822-1903)
- Schröt. - Carl Schröter (1855-1939)
- J.Schröt. - Joseph Schröter (1837-1894)
- B.G.Schub. - Bernice Giduz Schubert (1913-2000)
- Schub. - Gotthilf Heinrich von Schubert (1780-1860)
- Schuch. - Theodor Schuchardt (de) (1829-1892)
- Schult. - Josef August Schultes (1773-1831)
- R.E.Schult. - Richard Evans Schultes (1915-2001)
- Schult.f. - Julius Hermann Schultes (1804-1840) (1804-1840)
- J.H.Schult.bis - Julius Hermann Schultes (1820-1887) (1820-1887)
- F.W.Schultz - Friedrich Wilhelm Schultz (1804-1876)
- Sch.Bip. - Carl Heinrich Schultz Bipontinus (1805-1867)
- M.Schultze - Max Johann Sigismund Schultze (1825-1874)
- O.E.Schulz - Otto Eugen Schulz (1874-1936)
- Schulzer - Stephan Schulzer von Müggenburg (en) (1802-1892)
- Schumach. - Heinrich Christian Friedrich Schumacher (1757-1830)
- Schumacker - René Schumacker (1937-2015)
- Schum. - Julius Heinrich Karl Schumann (es) (1810-1868)
- K.Schum. - Karl Moritz Schumann (1851-1904)
- Schur - Philipp Johann Ferdinand Schur (1799-1878)
- F.Schütt - Franz Schütt (de) (1859-1921)
- Schuurm.Stekh. - Jacobus Hermanus Schuurmans Stekhoven (naturaliste) (1792-1855)
- Schwacke - Carl August Wilhelm Schwacke (1848-1904)
- Schwann - Theodor Schwann (1810-1882)
- Schwantes - Gustav Schwantes (1891-1960)
- Schweigg. - August Friedrich Schweigger (1783-1821)
- C.Schweinf. - Charles Schweinfurth (1890-1970)
- Schweinf. - Georg August Schweinfurth (1836-1925)
- Schwein. - Lewis David von Schweinitz (1780-1834)
- Schwend. - Simon Schwendener (1829-1919)
- Scoggan - Homer John Scoggan (1911-1986)
- Scop. - Giovanni Antonio Scopoli (1723-1788)
- A.J.Scott - Andrew John Scott (1950-…)
- D.H.Scott - Dukinfield Henry Scott (1854-1934)
- J.A.Scott - James Alexander Scott (fl. 1992)
- J.L.Scott - Joseph Lee Scott (1943-…)
- Scott Elliot - George Francis Scott-Elliot (1862-1934)
- Scribn. - Frank Lamson-Scribner (1851-1938)
- Sealy - Joseph Robert Sealy (1907-2000)
- Sebert - Hippolyte Sebert (1839-1930)
- Secco - Ricardo de Sousa Secco (fl. 1985)
- Secr. - Louis Secretan (1758-1839)
- Seem. - Berthold Carl Seemann (1825-1871)
- Seemen - Karl Otto von Seemen (1838-1910)
- Ség. - Jean-François Séguier (1703-1784)
- Seidenf. - Gunnar Seidenfaden (1908-2001)
- Seitz - Ludwig Seitz (1792-1866)
- W.Seitz - Wolfgang Seitz (1940-…)
- Selander - Sten Selander (1891-1957)
- P.Selby - Prideaux John Selby (1788-1867)
- Sellow - Friedrich Sellow (1789-1831)
- Selosse - Marc-André Selosse (1968-…)
- Semen. - Piotr Semionov-Tian-Chanski (1827-1914)
- Seneb. - Jean Senebier (1742-1809)
- Sénécl. - Adrien Sénéclauze (fl. 1867)
- Senft - Christian Carl Friedrich Ferdinand Senft (de) (1810-1893)
- Senghas - Karlheinz Senghas (1928-2004)
- Sennen - Étienne Marcellin Granier-Blanc (1861-1937)
- Senoner - Adolf Senoner (1806-1895)
- Seoane-Camba - Juan Antonio Seoane-Camba (1933-2017)
- Serebr. - Tatyana Yakovlevna Serebrjakova (1893-?)
- Ser. - Nicolas Charles Seringe (1776-1858)
- M.Serres - Pierre Toussaint Marcel de Serres de Mesplès (1783-1862)
- Sessé - Martin de Sessé y Lacasta (1751-1808)
- Setch. - William Albert Setchell (en) (1864-1943)
- Seub. - Moritz August Seubert (en) (1818-1878)
- Seurat - Léon Gaston Seurat (en) (1872-1949)
- Seward - Albert Charles Seward (1863-1941)
- Shafer - John Adolph Shafer (1863-1918)
- Shaler - Nathaniel Southgate Shaler (1841-1906)
- Sharman - Percy John Sharman (fl. 1916)
- G.Shaw - George Kearsley Shaw (1751-1813)
- Shaw - George Russell Shaw (en) (1848-1937)
- H.Shaw - Henry Shaw (1800-1889)
- Shear - Cornelius Lott Shear (1865-1956)
- E.Sheld. - Edmund Perry Sheldon (es) (1869-1913)
- Sherard - William Sherard[1] (1659-1728)
- Sherff - Earl Edward Sherff (1886-1966)
- Shibata - Keita Shibata (1877-1949)
- C.Shih - Chu Shih (1934-…)
- Shinners - Lloyd Herbert Shinners (1918-1971)
- Shipley - Arthur Everett Shipley (1861-1927)
- Shipunov - Alexey Borisovich Shipunov (1965-…)
- Shiras. - Homi Shirasawa (1868-1947)
- Y.M.Shui - Yu Min Shui (fl. 1994)
- Shuttlew. - Robert James Shuttleworth (1810-1874)
- H.Sibth. - Humphrey Sibthorp (1713-1797)
- Sibth. - John Sibthorp (1758-1796)
- Sieber - Franz Wilhelm Sieber (1789-1844)
- C.Siebold - Karl Theodor Ernst von Siebold (1804-1885)
- Siebold - Philipp Franz von Siebold (1796-1866)
- Siegesb. - Johann Georg Siegesbeck[1] (1686-1755)
- J.Sierra - Jorge Sierra (fl. 1989)
- Siesm. - Franz Heinrich Siesmayer (1817-1900)
- Siev. - Johann Sievers (1762-1795)
- W.Siev. - Wilhelm Sievers (1860-1921)
- P.Silva - António Rodrigo Pinto da Silva (1912-1992)
- P.C.Silva - Paul Claude Silva (1922-…)
- Silva Manso - Patricio Antonio Luiz da Silva Manso (1788-1848)
- Silverst. - Philip Arthur Silverstone-Sopkin (1939-…)
- F.Silvestri - Filippo Silvestri (1873-1949)
- Simmons - Hermann George Simmons (1866-1943)
- Simon - Eugène Simon (1848-1924)
- B.B.Simpson - Beryl Britnall Simpson (1942-…)
- Simpson - Charles Torrey Simpson (1826-1932)
- Sims - John Sims (1749-1831)
- Simson - Augustus Simson (1836-1918)
- Singer - Rolf Singer (1906-1994)
- Sinsin - Brice Sinsin (1959-…)
- Sint. - Paul Sintenis (1847-1907)
- B.Y.Sjöstedt - Bror Yngve Sjöstedt (1866-1948)
- Skeels - Homer Collar Skeels (1873-1934)
- Skipw. - John Peyton Skipworth (1934-…)
- L.E.Skog - Laurence Skog (1943-…)
- Skottsb. - Carl Skottsberg (1880-1963)
- Skuja - Heinrich Leonhards Skuja (1892-1972)
- Skutch - Alexander Frank Skutch (1904-2004)
- A.K.Skvortsov - Alexeï Skvortsov (1920-2008)
- Skvortsov - Boris Vassilievich Skvortsov (1896-1980)
- Sleumer - Hermann Otto Sleumer (1906-1993)
- Sloane - Hans Sloane[1] (1660-1753)
- E.Small - Ernest Small (1940-…)
- J.Small - James Small (1889-1955)
- Small - John Kunkel Small (1869-1938)
- Smeathman - Henry Smeathman (1742-1786)
- Smedmark - Jenny Smedmark (fl. 2006)
- P.A.Smirn. - Pavel Smirnov (1896-1980)
- A.C.Sm. - Albert Charles Smith (1906-1999)
- A.H.Sm. - Alexander Hanchett Smith (1904-1986)
- A.M.Sm. - Annie Morrill Smith (1856-1946)
- A.L.Sm. - Annie Lorrain Smith (1854-1937)
- C.P.Sm. - Charles Piper Smith (1877-1955)
- C.Sm. - Christen Smith (1785-1816)
- C.A.Sm. - Christo Albertyn Smith (1898-1956)
- E.W.Sm. - Elmer William Smith (1920-1981)
- E.F.Sm. - Erwin Frink Smith (1854-1927)
- E.A.Sm. - Eugene Allen Smith (1841-1927)
- G.E.Sm. - Gerard Edwards Smith (1804-1881)
- Gideon F.Sm. - Gideon Francois Smith (1959-…)
- G.M.Sm. - Gilbert Morgan Smith (1885-1959)
- H.L.Sm. - Hamilton Lanphere Smith (en) (1819-1903)
- Herb.H.Sm. - Herbert Huntington Smith (1852-1919)
- Sm. - James Edward Smith (1759-1828)
- J.J.Sm. - Johannes Jacobus Smith (1867-1947)
- J.Sm. - John Smith (botaniste) (1798-1888)
- L.B.Sm. - Lyman Bradford Smith (1904-1997)
- M.Sm. - Matilda Smith (1854-1926)
- R.M.Sm. - Rosemary Margaret Smith (1933-2004)
- Wm.G.Sm. - William Gardner Smith (botaniste) (1866-1928)
- W.W.Sm. - William Wright Smith (1875-1956)
- W.G.Sm. - Worthington George Smith (1835-1917)
- Snell - Walter Henry Snell (1889-1980)
- Snelling - Lilian Snelling (1879-1972)
- Snijman - Deirdré Anne Snijman (1949-…)
- Soares-Silva - Lucia Helena Soares-Silva (cy) (1965-)
- Soczava - Viktor Sotchava (1905-1978)
- Soderstr. - Thomas Robert Soderstrom (1936-1987)
- Sodiro - Luis Sodiro (1836-1909)
- Soegeng - Wertit Soegeng-Reksodihardjo (1935-…)
- Soják - Jiří Soják (es) (1936-2012)
- Sol. - Daniel Solander (1733-1782)
- Solbrig - Otto Thomas Solbrig (1930-…)
- Soldano - Adriano Soldano (1944-…)
- Soleirol - Henri-Augustin Soleirol (1792-1860)
- Soler. - Hans Solereder (1860-1920)
- Solheim - Wilhelm Solheim (botaniste) (1898-1978)
- Solier - Antoine Joseph Jean Solier (1792-1851)
- Solms - Hermann zu Solms-Laubach (1842-1915)
- Soltis - Douglas E. Soltis (1953-…)
- P.S.Soltis - Pamela S. Soltis (1957-…)
- Sommier - Carlo Pietro Stefano Sommier (1848-1922)
- Sond. - Otto Wilhelm Sonder (1812-1881)
- Songeon - André Songeon (1826-1905)
- Sonké - Bonaventure Sonké (1962-…)
- Sonn. - Pierre Sonnerat (1748-1814)
- Sonnini - Charles-Nicolas-Sigisbert Sonnini de Manoncourt (1751-1812)
- Soó - Rezső Soó (1903-1980)
- Sordelli - Ferdinando Sordelli (1837-1916)
- A.Soriano - Alberto Soriano (1920-1998)
- Sosef - Marc Simon Maria Sosef (1960-…)
- Soto Arenas - Miquel Angel Soto Arenas (1963-…)
- Souèges - Étienne Charles René Souèges (1876-1967)
- Soukup - Jaroslav Jenicek Soukup (1902-1989)
- Soul.-Bod. - Étienne Soulange-Bodin (1774-1846)
- J.Soulié - Jean-André Soulié (1858-1905)
- Sowerby - James Sowerby (1757-1822)
- J.C.Sowerby - James De Carle Sowerby (1787-1871)
- Spach - Édouard Spach (1801-1879)
- Spaend. - Gérard van Spaendonck (1746-1826)
- Spall. - Lazzaro Spallanzani (1729-1799)
- Span. - Johan Baptist Spanoghe (en) (1798-1838)
- Sparrm. - Anders Sparrman (1748-1820)
- C.D.Specht - Chelsea D. Specht (fl. 2006)
- Speg. - Carlos Luis Spegazzini (1858-1926)
- Speke - John Hanning Speke (1827-1864)
- Spencer - Herbert Spencer (1820-1903)
- Speta - Franz Speta (1941-2015)
- Spichiger - Rodolphe Spichiger (1946-…)
- Spix - Johann Baptist von Spix (1781-1826)
- D.M.Spooner - David M. Spooner (1949-…)
- I.Sprague - Isaac Sprague (1811-1895)
- Sprague - Thomas Archibald Sprague (1877-1958)
- C.K.Spreng. - Christian Konrad Sprengel (1750-1816)
- Spreng. - Kurt Sprengel (1766-1833)
- Sprenger - Carl Ludwig Sprenger (1846-1917)
- Spring - Antoine Spring (1814-1872)
- Spruce - Richard Spruce (1817-1893)
- Sreem. - C. P. Sreemadhavan (?-?)
- H.St.John - Harold St. John (1892-1991)
- Stackh. - John Stackhouse (1742-1819)
- Stafford - Peter J. Stafford (fl. 1998)
- Stafleu - Frans Antonie Stafleu (1921-1997)
- A.Stahl - Agustín Stahl (1842-1917)
- B.Ståhl - Bertil Ståhl (1957-…)
- Stahl - Christian Ernst Stahl (1848-1919)
- Stamets - Paul Stamets (fl. 1980)
- Standl. - Paul Carpenter Standley (1884-1963)
- Staner - Pierre Staner (1901-1984)
- Stapf - Otto Stapf (1857-1933)
- Stapleton - Christopher Mark Adrian Stapleton (1957-…)
- R.C.Starr - Richard Cawthorn Starr (1924-1998)
- Staude - Friedrich Staude (?-1861)
- F.W.Stauffer - Fred Walter Stauffer (1969-…)
- Stauffer - Hans Ulrich Stauffer (1929-1965)
- Staunton - George Leonard Staunton (1737-1801)
- Stearn - William Thomas Stearn (1911-2001)
- W.Stearns - Winfrid Alden Stearns (1852-1909)
- Stebbins - George Ledyard Stebbins (1906-2000)
- Steenis - Cornelis Gijsbert Gerrit Jan van Steenis (1901-1986)
- Steenstr. - Japetus Steenstrup (1813-1897)
- Stefan. - Giuseppe Stefanini (paléontologue) (it) (1882-1938)
- Stein - Berthold Stein (1847-1899)
- B.A.Stein - Bruce Alan Stein (1955-…)
- F.Stein - Samuel Friedrich Nathaniel Stein (1818-1885)
- V.W.Steinm. - Victor W. Steinmann (fl. 1995)
- Steller - Georg Wilhelm Steller[1] (1709-1746)
- Štěpánek - Jan Štěpánek (1955-…)
- Stephens - Edith Layard Stephens (1884-1966)
- T.A.Stephenson - Thomas Alan Stephenson (1898-1961)
- W.L.Stern - William Louis Stern (1926-…)
- Sternb. - Kaspar Maria von Sternberg (1761-1838)
- Sterns - Emerson Ellick Sterns (1846-1926)
- Steud. - Ernst Gottlieb von Steudel (1783-1856)
- Steven - Christian von Steven (1781-1863)
- P.F.Stevens - Peter F. Stevens (1944-…)
- K.D.Stewart - Kenneth D. Stewart (1932-2013)
- V.B.Stewart - Vern Bonham Stewart (1888-1918)
- Steyerm. - Julian Alfred Steyermark (1909-1988)
- Stiles - Charles Wardell Stiles (1867-1933)
- C.H.Stirt. - Charles Howard Stirton (1946-…)
- Stirt. - James Stirton (1833-1917)
- Stizenb. - Ernst Stizenberger (1827-1895)
- Stockey - Ruth A. Stockey (fl. 1998)
- Stockmans - François Stockmans (1904-1986)
- Stokes - Jonathan Stokes (1755-1831)
- Stoliczka - Ferdinand Stoliczka (1838-1874)
- W.Stone - Witmer Stone (1866-1939)
- Stoneman - Bertha Stoneman (1866-1943)
- E.Strand - Embrik Strand (1876-1947)
- Strasb. - Eduard Adolf Strasburger (1844-1912)
- Stresem. - Erwin Stresemann (1889-1972)
- Strobel - Gary A. Strobel (fl. 1990)
- Strøm - Hans Strøm (1726-1797)
- Stuessy - Tod Falor Stuessy (1943-…)
- Sturhan - Dieter Sturhan (fl. 1981)
- Sturm - Jacob Sturm (1771-1848)
- J.W.Sturm - Johann Wilhelm Sturm (1808-1865)
- Sturt - Charles Sturt (1795-1869)
- Sturtev. - Edward Lewis Sturtevant (1842-1898)
- S.W.Su - Song Wang Su (fl. 1982)
- Suckow - Georg Adolph Suckow (1751-1813)
- Sudre - Henri Sudre (1862-1918)
- Sudw. - George Bishop Sudworth (1864-1927)
- Suess. - Karl Suessenguth (1893-1955)
- Suffrian - Christian Wilhelm Ludwig Eduard Suffrian (1805-1876)
- Sukaczev - Vladimir Soukatchev (1880-1967)
- Sull. - William Starling Sullivant (1803-1873)
- Summerh. - Victor Samuel Summerhayes (1897-1974)
- S.D.Sundb. - Scott D. Sundberg (1954-2004)
- Sunding - Per Øgle Sunding (1937-…)
- Suriray - Jacques Simon Amand Suriray (1769-1846)
- Svent. - Eric Svensson Sventenius (1910-1973)
- Swainson - William Swainson (1789-1855)
- Swallen - Jason Richard Swallen (1903-1991)
- Swanepoel - Wessel Swanepoel (1957-…)
- Sw. - Olof Peter Swartz (1760-1818)
- Sweet - Robert Sweet (1783-1835)
- Swingle - Walter Tennyson Swingle (1871-1952)
- Swinhoe - Robert Swinhoe (1836-1877)
- Szépl. - Győző Szépligeti (1855-1915)
- Szlach. - Dariusz Szlachetko (1961-…)
- Szyszył. - Ignaz von Szyszyłowicz (1857-1910)

## T
- Haut – A
- B
- C
- D
- E
- F
- G
- H
- I
- J
- K
- L
- M
- N
- O
- P
- Q
- R
- S
- T
- U
- V
- W
- X
- Y
- Z

- Täckh. - Vivi Täckholm (1898-1978)
- W.N.Takeuchi - Wayne N. Takeuchi (1952-…)
- Takht. - Armen Takhtajan (1910-2009)
- Talavera - Salvador Talavera Lozano (1945-…)
- A.Tanaka - Akihiko Tanaka (fl. 2003)
- Tanaka - Tyōzaburō Tanaka (1885-1976)
- Yu. Tanaka - Yuichirō Tanaka (1901-1983)
- Tang - Tsin Tang (1897-1984)
- Y.C.Tang - Yan Cheng Tang (1926-…)
- Tansley - Arthur George Tansley (1871-1955)
- Tappan - Helen Niña Tappan Loeblich (1917-2004)
- Tardieu - Marie-Laure Tardieu-Blot (1902-1998)
- Ad.Targ.Tozz. - Adolfo Targioni Tozzetti (1823-1902)
- Ant.Targ.Tozz. - Antonio Targioni Tozzetti (1785-1856)
- Targ.Tozz. - Giovanni Targioni Tozzetti (1712-1783)
- O.Targ.Tozz. - Ottaviano Targioni Tozzetti (1755-1829)
- Tärnström - Christopher Tärnström[1] (1703-1746)
- Taschenb. - Ernst Ludwig Taschenberg (en) (1818-1898)
- G.H.Tate - George Henry Hamilton Tate (1894-1953)
- Tate - Ralph Tate (en) (1840-1901)
- Taton - Auguste Simon Taton (1914-1989)
- Taub. - Paul Taubert (1862-1897)
- Tausch - Ignaz Friedrich Tausch (1793-1848)
- G.Taylor - George Taylor (botaniste) (1904-1993)
- N.Taylor - Norman Taylor (1883-1967)
- R.Taylor - Richard Taylor (1781-1858) (1781-1858)
- T.Taylor - Thomas Taylor (mycologue) (en) (1820-1910)
- Taylor - Thomas Taylor (botaniste) (en) (1786-1848)
- T.M.C.Taylor - Thomas Mayne Cunninghame Taylor (1904-1983)
- T.N.Taylor - Thomas N. Taylor (fl. 1969)
- W.R.Taylor - William Randolph Taylor (en) (1895-1990)
- Tchich. - Piotr Tchikhatchov (1812-1890)
- Tebbitt - Mark C. Tebbitt (fl. 2000)
- Teichm. - Hermann Friedrich Teichmeyer[1] (1685-1746)
- Teijsm. - Johannes Elias Teijsmann (1809-1882)
- M.Teissier - Marc Teissier (fl. 1996)
- Telfair - Charles Telfair (1777-1833)
- Telford - Sam Rountree Telford Jr. (1932-…)
- Temminck - Coenraad Jacob Temminck (1778-1858)
- Templeton - John Templeton (botaniste) (en) (1766-1825)
- R.Templeton - Robert Templeton (1802-1892)
- Tenney - Sanborn Tenney (1827-1877)
- Ten. - Michele Tenore (1780-1861)
- Teodor. - Emanoil Constantin Teodorescu (en) (1866-1949)
- Tepe - Eric Tepe (fl. 2009)
- Termier - Henri Termier (1897-1989)
- W.P.Teschner - Walter Paul Teschner (1927-…)
- Tesfaye - Awas Tesfaye (fl. 2007)
- Tessier - Henri-Alexandre Tessier (1741-1837)
- Teusch. - Henry Teuscher (1891-1984)
- Thaer - Albrecht Thaer (botaniste) (1828-1906)
- Thaxt. - Roland Thaxter (1858-1932)
- Thays - Charles Thays (1849-1934)
- Thell. - Albert Thellung (1881-1928)
- W.Theob. - William Theobald (en) (1829-1908)
- Theophr. - Théophraste[1] (VIe – IIIe siècles av. J.-C.)
- Thib.Chanv. - Jean-Baptiste Thibault de Chanvalon (1725-1785)
- K.R.Thiele - Kevin Thiele (fl. 1988)
- L.Thienem. - Ludwig Thienemann (1793-1858)
- Thiéry Mén. - Nicolas Joseph Thiéry de Ménonville (1739-1780)
- Thin - Nguyen Nghia Thin (fl. 1983)
- Dyer - William Turner Thiselton-Dyer (1843-1928)
- Thivy - Francesca Thivy (?-?)
- Thom - Charles Thom (1872-1956)
- D.C.Thomas - Daniel C. Thomas (fl. 2008)
- E.Thomas - Famille Thomas (1788-1859)
- H.Thomas - Hermann Thomas (fl. 2008)
- H.H.Thomas - Hugh Hamshaw Thomas (1885-1962)
- Thomé - Otto Wilhelm Thomé (1840-1925)
- Thom.-Desm. - Charles Thomine des Mazures (1799-1824)
- J.V.Thomps. - John Vaughan Thompson (1779-1847)
- Joy Thomps. - Joy Thompson (1923-…)
- W.Thomps. - William Thompson (botaniste) (1823-1903)
- Wm.Thomps. - William Thompson (phycologue) (en) (1805-1852)
- C.W.Thomson - Charles Wyville Thomson (1830-1882)
- G.M.Thomson - George Malcolm Thomson (en) (1849-1933)
- J.Thomson - Joseph Thomson (explorateur) (1858-1895)
- Thomson - Thomas Thomson (botaniste) (1817-1878)
- Thonner - Franz Thonner (1863-1928)
- Thonn. - Peter Thonning (1775-1848)
- Thor - Sig Thor (fl. 1930)
- Thore - Jean Thore (1762-1823)
- Thorel - Clovis Thorel (1833-1911)
- Thorne - Robert Folger Thorne (1920-…)
- Thory - Claude Antoine Thory (1759-1827)
- Thouars - Louis-Marie Aubert du Petit-Thouars (1758-1831)
- Thouin - André Thouin (1747-1824)
- Thuill. - Jean-Louis Thuillier (1757-1822)
- Thulin - Mats Thulin (1948-…)
- Thunb. - Carl Peter Thunberg (1743-1828)
- Thur. - Gustave Thuret (1817-1875)
- Thurm. - Jules Thurmann (1804-1855)
- Thwaites - George Henry Kendrick Thwaites (1811-1882)
- D.K.Tian - Dai Ke Tian (fl. 2000)
- Tidestr. - Ivar Frederick Tidestrom (1864-1956)
- Tiegh. - Philippe Van Tieghem (1839-1914)
- V.N.Tikhom. - Vadim Tikhomirov (1932-1998)
- Tilesius - Wilhelm Gottlieb von Tilesius von Tilenau (1769-1857)
- Tiling - Heinrich Sylvester Theodor Tiling (1818-1871)
- Tilloch - Alexander Tilloch (1759-1825)
- Timb.-Lagr. - Édouard Timbal-Lagrave (1819-1888)
- Tineo - Vincenzo Tineo (en) (1791-1856)
- J.-M.Tison - Jean-Marc Tison (fl. 1993)
- Tod. - Agostino Todaro (1818-1892)
- Toml. - Philip Barry Tomlinson (1932-…)
- Tomm. - Muzio Giuseppe Spirito de Tommasini (en) (1794-1879)
- Tömösváry - Ödön Tömösváry (?-?)
- Tonduz - Adolphe Tonduz (1862-1921)
- Topsent - Émile Topsent (1862-1951)
- Torell - Otto Martin Torell (1828-1900)
- Torén - Olof Torén[1] (1718-1753)
- Torr. - John Torrey (1796-1873)
- Torssander - Axel Gustav Abraham Torssander (1843-1905)
- Tourn. - Joseph Pitton de Tournefort[1] (1656-1708)
- J.K.Towns. - John Kirk Townsend (1809-1851)
- R.A.Towns. - Roberta Ann Townsend (1954-…)
- R.Townson - Robert Townson (1762-1827)
- Trab. - Louis Charles Trabut (1853-1929)
- Trad. - John Tradescant le Jeune[1] (1608-1662)
- Traill - George William Traill (1836-1897)
- Tratt. - Leopold Trattinnick (1764-1849)
- Traub - Hamilton Paul Traub (1890-1983)
- Trautv. - Ernst Rudolf von Trautvetter (1809-1889)
- Treat - Mary Treat (1830-1923)
- Trécul - Auguste Trécul (1818-1896)
- Trel. - William Trelease (1857-1945)
- Trémaux - Pierre Trémaux (1818-1895)
- Treub - Melchior Treub (1851-1910)
- G.Trevir. - Gottfried Reinhold Treviranus (1776-1837)
- Trevir. - Ludolph Christian Treviranus (1779-1864)
- Trevis. - Vittore Benedetto Antonio Trevisan de Saint-Léon (1818-1897)
- Trew - Christoph Jakob Trew (1695-1769)
- Triana - José Jerónimo Triana (1834-1890)
- Triest - Ludwig Triest (1957-…)
- Trimen - Henry Trimen (1843-1896)
- R.Trimen - Roland Trimen (1840-1916)
- Trin. - Carl Bernhard von Trinius (1778-1844)
- Tristram - Henry Baker Tristram (1822-1906)
- C.Troll - Carl Troll (1899-1975)
- Tronc - Nélida Sara Troncoso (es) (1914-1988)
- Tropea - Calcedonio Tropea (botaniste) (1884-mort après 1930)
- Trotter - Alessandro Trotter (1874-1967)
- Tsang - Peter Tsang (fl. 1984)
- Tscherm.-Seys. - Erich von Tschermak-Seysenegg (1871-1962)
- H.P.Tsui - Hung Pin Tsui (1928-1994)
- Tswett - Mikhaïl Tswett (1872-1919)
- Tuck. - Edward Tuckerman (1817-1886)
- C.Tul. - Charles Tulasne (1816-1884)
- Tul. - Edmond Tulasne (1815-1885)
- Tulloss - Rodham Tulloss (fl. 1984)
- Turcz. - Nikolaï Tourtchaninov (1796-1863)
- Turesson - Göte Wilhelm Turesson (1892-1970)
- B.L.Turner - Billie Lee Turner (1925-…)
- C.E.Turner - Charles Edward Turner (1945-1997)
- Turner - Dawson Turner (1775-1858)
- Turpin - Pierre Jean François Turpin (1775-1840)
- Turra - Antonio Turra (1730-1796)
- Turrill - William Bertram Turrill (1890-1961)
- Turton - William Turton (1762-1835)
- Tussac - François Richard de Tussac (en) (1751–1837)
- Tutin - Thomas Gaskell Tutin (1908-1987)
- Tüxen - Reinhold Tüxen (1899-1980)
- Tuyama - Takasi Tuyama (1910-2000)
- Tuzet - Odette Tuzet (1903-1976)
- Twining - Elizabeth Twining (1805-1889)
- D.Tyteca - Daniel Tyteca (1950-…)
- Tzvelev - Nikolaï Nikolaïevitch Tzvelev (1925-2015)

## U
- Haut – A
- B
- C
- D
- E
- F
- G
- H
- I
- J
- K
- L
- M
- N
- O
- P
- Q
- R
- S
- T
- U
- V
- W
- X
- Y
- Z

- N.W.Uhl - Natalie Whitford Uhl ((1919-2017)
- Ulbr. - Oskar Eberhard Ulbrich (1879-1952)
- Ule - Ernst Heinrich Georg Ule (1854-1915)
- E.O.Ulrich - Edward Oscar Ulrich (1857-1944)
- Underw. - Lucien Marcus Underwood (1853-1907)
- Unger - Franz Unger (1800-1870)
- Unter. - Wendy Untereiner (fl. 1993)
- Upham - Warren Upham (1850-1934)
- Urb. - Ignaz Urban (1848-1931)
- L.Uribe - Antonio Lorenzo Uribe Uribe (1900-1980)
- Usteri - Paul Usteri (1768-1831)
- Utley - John F. Utley (1944-…)

## V
- Haut – A
- B
- C
- D
- E
- F
- G
- H
- I
- J
- K
- L
- M
- N
- O
- P
- Q
- R
- S
- T
- U
- V
- W
- X
- Y
- Z

- Vacc. - Lino Vaccari (1873-1951)
- Vachell - Eleanor Vachell (1879-1948)
- Vaga - August Vaga (1893-1960)
- J.Vahl - Jens Vahl (1796-1854)
- Vahl - Martin Vahl (1749-1804)
- L.Vaill. - Léon Vaillant (1834-1914)
- Vaill. - Sébastien Vaillant[1] (1669-1722)
- Valerio - Juvenal Valerio Rodríguez (1900-1971)
- Valeton - Theodoric Valeton (1855-1929)
- J.N.Vallot - Jacques-Nicolas Vallot (1771-1860)
- Vallot - Joseph Vallot (1854-1925)
- Valls - José Francisco Montenegro Valls (1945-…)
- Valmont - Jacques-Christophe Valmont de Bomare (1731-1807)
- S.van der Westh. - Suzelle Van der Westhuizen (fl. 1988)
- Van Heurck - Henri Ferdinand Van Heurck (1838-1909)
- Van Houtte - Louis Van Houtte (1810-1876)
- van Jaarsv. - Ernst Jacobus van Jaarsveld (1953-…)
- Van Sterbeeck - Johannes Franciscus Van Sterbeeck[1] (1630-1693)
- A.E.van Wyk - Abraham Erasmus van Wyk (1952-…)
- Vand. - Domenico Agostino Vandelli (1735-1816)
- Vanden Berghen - Constant Vanden Berghen (1914-2004)
- Vanhöffen - Ernst Vanhöffen (1858-1918)
- Vaniot - Eugène Vaniot (?-1913)
- Vánky - Kálmán Vánky (1930-…)
- Vasey - George S. Vasey (1822-1893)
- Vassal - Jacques Vassal (botaniste) (1932-…)
- Vatke - Wilhelm Vatke (1849-1889)
- Vaucher - Jean-Pierre Vaucher (1763-1841)
- Vauquelin - Louis-Nicolas Vauquelin (1763-1829)
- Vavilov - Nikolaï Vavilov (1887-1943)
- Veillon - Jean-Marie Veillon (fl. 1982)
- J.H.Veitch - James Herbert Veitch (1868-1907)
- Veitch - John Gould Veitch (1839-1870)
- Véla - Errol Véla (1975-…)
- Velarde - Octavio Velarde (fl. 1945-1959)
- Veldkamp - Jan Frederik Veldkamp (1941-…)
- Velen. - Josef Velenovský (1858-1949)
- Vell. - José Mariano da Conceição Velloso (1742-1811)
- Venetz - Ignace Venetz (1788-1859)
- Vent. - Étienne Pierre Ventenat (1757-1808)
- Venturi - Gustavo Venturi (1830-1898)
- Verdc. - Bernard Verdcourt (1925-2011)
- I.Verd. - Inez Clare Verdoorn (1896-1989)
- Verhoeff - Karl Wilhelm Verhoeff (1867-1945)
- M.Verlaque - Marc Verlaque (?-…)
- B.Verl. - Pierre Bernard Lazare Verlot (1836-1897)
- D.M.Verma - D. M. Verma (1937-…)
- Vermoesen - Camille Vermoesen (1882-1922)
- Verschaff. - Ambroise Verschaffelt (1825-1886)
- Vesque - Julien-Joseph Vesque (1848-1895)
- Vest - Lorenz Chrysanth von Vest (1776-1840)
- Veull. - Charles Veulliot (1829-1890)
- Vězda - Antonin Vězda (1920-2008)
- Viala - Pierre Viala (1859-1936)
- Vibert - Jean-Pierre Vibert (1777-1866)
- Vickery - Joyce Winifred Vickery (1908-1979)
- J.E.Vidal - Jules Eugène Vidal (1914-2020)
- Vieill. - Eugène Vieillard (1819-1896)
- Vierh. - Friedrich Vierhapper (1876-1932)
- Vigo - Josep Vigo Bonada (es) (1937-…)
- Vig. - Louis Guillaume Alexandre Viguier (1790-1867)
- R.Vig. - René Viguier (1880-1931)
- Villada - Manuel María Villada (1841-1924)
- Villar - Emilio Huguet del Villar (1871-1951)
- Villareal - Tracy Villareal (?-?)
- M.Villarreal - Manuel Villarreal (fl. 1997)
- Villarreal - José Ángel Villarreal-Quintanilla (1956-…)
- Vill. - Dominique Villars (1745-1814)
- Villiers - Jean-François Villiers (1943-2001)
- M.Vilm. - Maurice de Vilmorin (1849-1918)
- E.Vilm. - Élisa de Vilmorin (1826-1868)
- H.Vilm. - Henry de Vilmorin (1843-1899)
- P.Vilm. - Philippe de Vilmorin (1872-1917)
- Vilm. - Pierre Louis François Levêque de Vilmorin (1816-1860)
- A.Vilm. - Philippe André de Vilmorin (1776-1862)
- R.Vilm. - Roger de Vilmorin (1905-1980)
- Vines - Sydney Howard Vines (1849-1934)
- Virey - Julien-Joseph Virey (1775-1846)
- Vis. - Roberto de Visiani (1800-1878)
- Vittad. - Carlo Vittadini (1800-1865)
- Viv. - Domenico Viviani (1772-1840)
- F.Voigt - Friedrich Siegmund Voigt (1781-1850)
- Voigt - Joachim Johann Otto Voigt (1798-1843)
- Vollesen - Kaj Børge Vollesen (1946-…)
- Vorster - Pieter Johannes Vorster (1945-…)
- Vosa - Canio Giuseppe Vosa (fl. 1975)
- Voss - Andreas Voss (1857-1924)
- Vuill. - Jean Paul Vuillemin (1861-1932)
- Vved. - Alexeï Vvedenski (1898-1972)
- Vyverman - Wim Vyverman (1963-…)

## W
- Haut – A
- B
- C
- D
- E
- F
- G
- H
- I
- J
- K
- L
- M
- N
- O
- P
- Q
- R
- S
- T
- U
- V
- W
- X
- Y
- Z

- Wabuyele - Emily N. Wabuyele (fl. 2006)
- Waddell - Coslett Herbert Waddell (1858-1919)
- V.A.Wager - Vincent Athelstan Wager (1904-?)
- W.H.Wagner - Warren Herbert Wagner (1920-2000)
- J.Wahlb. - Johan August Wahlberg (1810-1856)
- Wahlenb. - Göran Wahlenberg (1780-1851)
- Waksman - Selman Waksman (1888-1973)
- C.Walcott - Charles Doolittle Walcott (1850-1927)
- Waldst. - Franz de Paula Adam von Waldstein (1759-1823)
- Walker - John Walker (1731-1803) (1731-1803)
- J.C.Walker - John Charles Walker (1893-1994)
- Walkom - Arthur Bache Walkom (1889-1976)
- Wallace - Alfred Russel Wallace (1823-1913)
- G.C.Wall. - George Charles Wallich (1815-1899)
- Wall. - Nathaniel Wallich (1786-1854)
- Wallis - Gustav Wallis (1830-1878)
- Wallr. - Karl Friedrich Wilhelm Wallroth (1792-1857)
- Walp. - Wilhelm Gerhard Walpers (1816-1853)
- H.K.Walter - Heinrich Karl Walter (en) (1898-1989)
- Walter - Thomas Walter (botaniste) (1740-1789)
- E.Walther - Eric Walther (botaniste) (d) (1892-1959)
- L.Walton - Lee Barker Walton (1871-1937)
- F.T.Wang - Fa Tsuan Wang (1899-1985)
- Z.P.Wang - Zhang Ping Wang (fl. 1989)
- Wangenh. - Friedrich Adam Julius von Wangenheim (1749-1800)
- Warb. - Otto Warburg (botaniste) (1859-1938)
- H.M.Ward - Harry Marshall Ward (1854-1906)
- H.B.Ward - Henry Baldwin Ward (en) (1865-1945)
- Ward - Lester Frank Ward (1841-1913)
- Ward.-Johnson - Grant Wardell-Johnson (fl. 1996)
- Warder - John Aston Warder (1812-1883)
- Warm. - Johannes Eugenius Bülow Warming (1841-1924)
- G.K.Warren - Gouverneur K. Warren (1830-1882)
- Wassh. - Dieter Carl Wasshausen (1938-…)
- W.L.Waterh. - Walter Lawry Waterhouse (1887-1969)
- P.G.Waterman - Peter G. Waterman (d) (fl. 1975)
- D.Watling - Dick Watling (fl. 2004)
- Watling - Roy Watling (1938-…)
- H.C.Watson - Hewett Cottrell Watson (1804-1881)
- S.Watson - Sereno Watson (1826-1892)
- W.Watson - William Watson (1858-1925) (1858-1925)
- Watson - William Watson (1715-1787) (1715-1787)
- Will.Watson - William Watson (1832-1912) (1832-1912)
- W.C.R.Watson - William Charles Richard Watson (1885-1954)
- G.Watt - George Watt (1851-1930)
- Watts - William Walter Watts (1856-1920)
- Wawra - Heinrich Wawra von Fernsee (1831-1887)
- D.A.Webb - David Allardyce Webb (1912-1994)
- Webb - Philip Barker Webb (1793-1854)
- Webber - Herbert John Webber (1865-1946)
- J.M.Webber - John Milton Webber (1897-?)
- A.A.Weber - A. Alois Weber (?-?)
- C.Weber - Claude Weber (1922-2011)
- F.A.C.Weber - Frédéric Albert Constantin Weber (1830-1903)
- F.Weber - Friedrich Weber (1781-1823)
- Weber - George Heinrich Weber (1752-1828)
- Weber Bosse - Anna Antoinette Weber-van Bosse (1852-1942)
- Weberb. - August Weberbauer (1871-1948)
- Weberling - Focko H.E. Weberling (1926-2009)
- G.L.Webster - Grady Linder Webster (1927-2005)
- Wedd. - Hugh Algernon Weddell (1819-1877)
- Wehrmeyer - Werner Wehrmeyer (1931-2010)
- Weigel - Christian Ehrenfried von Weigel (1748-1831)
- Weigend - Maximilian Weigend
- Weihe - Carl Ernst August Weihe (1779-1834)
- Weism. - August Weismann (1834-1914)
- S.L.Welsh - Stanley Larson Welsh (1928-…)
- Welw. - Friedrich Welwitsch (1806-1872)
- T.H.Wen - Tai Hui Wen (1924-…)
- Wender. - Georg Wilhelm Franz Wenderoth (1774-1861)
- H.L.Wendl. - Heinrich Ludolph Wendland (1792-1869)
- H.Wendl. - Hermann Wendland (1825-1903)
- J.C.Wendl. - Johann Christoph Wendland (1755-1828)
- Went - Friedrich August Ferdinand Christian Went (1863-1935)
- Werderm. - Erich Werdermann (1892-1959)
- Wernham - Herbert Fuller Wernham (1879-1941)
- Wesm. - Alfred Wesmael (1832-1905)
- Westc. - Frederic Westcott (?-1861)
- Westling - Per Richard Westling (1868-1942)
- Weston - Richard Weston (1733-1806)
- Wettst. - Richard Wettstein (1863-1931)
- G.A.Wheeler - Gerald Allen Wheeler (1940-…)
- Wherry - Edgar Theodore Wherry (1885-1982)
- Whetzel - Herbert Hice Whetzel (1877-1944)
- A.C.White - Alain White (1880-1951)
- C.T.White - Cyril Tenison White (1890-1950)
- F.B.White - Francis Buchanan White (1842-1894)
- F.White - Frank White (botaniste) (1927-1994)
- G.White - Gilbert White (1720-1793)
- J.White Dubl. - John White (c.1760-1837) (c.1760-1837)
- J.White R.N. - John White (chirurgien) (1757-1832)
- Whitel. - Thomas Whitelegge (1850-1927)
- Whittaker - Robert Harding Whittaker (1920-1980)
- Widjaja - Elizabeth Anita Widjaja (1951-…)
- Wiegand - Karl McKay Wiegand (1873-1942)
- Wieland - George Reber Wieland (1865-1953)
- Wieringa - Jan Johannes Wieringa (1967-…)
- Wiersema - John Wiersema (1950-…)
- Wiesner - Julius von Wiesner (1838-1916)
- Wigand - Albert Wigand (1821-1886)
- F.H.Wigg. - Fridrich Hinrich Wiggers (1746-1811)
- A.Wigg. - Heinrich August Ludwig Wiggers (1803-1880)
- Wight - Robert Wight (1796-1872)
- W.Wight - William Franklin Wight (1874-1954)
- Wikstr. - Johan Emanuel Wikström (1789-1856)
- Wilbur - Robert Lynch Wilbur (1925-…)
- Wilczek - Ernest Wilczek (1867-1948)
- R.Wilczek - Rudolf Wilczek (1903-1984)
- Wild - Hiram Wild (en) (1917-1982)
- J.J.de Wilde - Jan Jacobus Friedrich Egmond de Wilde (1932-…)
- K.Wilh. - Karl Wilhelm (botaniste) (1848-1933)
- Wilkes - Charles Wilkes (1798-1877)
- P.Wilkie - Peter Wilkie (fl. 1999)
- Wilkin - Paul Wilkin (fl. 1995)
- Willd. - Carl Ludwig Willdenow (1765-1812)
- Wille - Johan Nordal Fischer Wille (1858-1924)
- Willemet - Remi Willemet (1735-1807)
- L.O.Williams - Louis Otho Williams (1908-1991)
- R.S.Williams - Robert Statham Williams (1859-1945)
- Will. - William Crawford Williamson (1816-1895)
- J.H.Willis - James Hamlyn Willis (1910-1995)
- Willis - John Christopher Willis (1868-1958)
- Willk. - Heinrich Moritz Willkomm (1821-1895)
- E.Willm. - Ellen Willmott (1858-1934)
- Wilmott - Alfred James Wilmott (1888-1950)
- E.H.Wilson - Ernest Henry Wilson (1876-1930)
- Paul G.Wilson - Paul Graham Wilson (1928-…)
- Wimm. - Christian Friedrich Heinrich Wimmer (1803-1868)
- Windham - Michael Windham (1954-…)
- Winka - Katarina Winka (fl. 2000)
- C.Winkl. - Constantin Georg Alexander Winkler (1848-1900)
- H.K.A.Winkl. - Hans Winkler (1877-1945)
- H.J.P.Winkl. - Hubert Winkler (1875-1941)
- C.E.A.Winslow - Charles-Edward Amory Winslow (1877-1957)
- L.Winter - Ludovic Winter (1846-1912)
- Winterl - József Jakab Winterl (1739-1809)
- J.Wiśn. - Jerzy Wiśniewski (fl. 1974)
- With. - William Withering (1741-1799)
- Withner - Carl Leslie Withner (1918-…)
- H.Witte - Hernfrid Witte (1877-1945)
- Wittm. - Ludwig Wittmack (1839-1929)
- F.A.Wolf - Frederick Adolph Wolf (1885-1975)
- Wolf - Nathanael Matthaeus von Wolf (1724-1784)
- C.F.Wolff - Caspar Friedrich Wolff (1735-1794)
- J.F.Wolff - Johann Friedrich Wolff (1778-1806)
- H.Wolff - Karl Friedrich August Hermann Wolff (es) (1866-1929)
- Wolle - Francis Wolle (1817-1893)
- Alph.Wood - Alphonso Wood (1810-1881)
- J.R.I.Wood - John Richard Ironside Wood (1944-…)
- J.G.Wood - Joseph Garnett Wood (1900-1959)
- J.Woods - Joseph Woods (1776-1864)
- Woodson - Robert Everard Woodson (1904-1963)
- Woodw. - Thomas Jenkinson Woodward (1745-1820)
- Woolls - William Woolls (1814-1893)
- Wooton - Elmer Ottis Wooton (1865-1945)
- Wormsk. - Martin Wormskjöld (1783-1845)
- Woron. - Nikolai Nikolaevich Woronichin (1882-?)
- Woronow - Youri Voronov (1874-1931)
- Worth. - Richard Dane Worthington (1941-…)
- C.Wright - Charles Wright (botaniste) (1811-1885)
- C.H.Wright - Charles Henry Wright (1864-1941)
- W.Wright - William Wright (botaniste) (1735-1819)
- C.Y.Wu - Wu Zhengyi (1916-2013)
- Wulfen - Franz Xaver von Wulfen (1728-1805)
- E.Wulff - Evgueni Wulff (1885-1941)
- J.Wund. - Jörg Wunderlich (fl. 2003)
- Wurmb - Friedrich von Wurmb (1742-1781)
- Wydler - Heinrich Wydler (1800-1883)

## X
- Haut – A
- B
- C
- D
- E
- F
- G
- H
- I
- J
- K
- L
- M
- N
- O
- P
- Q
- R
- S
- T
- U
- V
- W
- X
- Y
- Z

- Xhonneux - Guy Xhonneux (1953-…)
- S.M.Xu - Shun Mei Xu (fl. 1989)

## Y
- Haut – A
- B
- C
- D
- E
- F
- G
- H
- I
- J
- K
- L
- M
- N
- O
- P
- Q
- R
- S
- T
- U
- V
- W
- X
- Y
- Z

- Yakovlev - G. P. Yakovlev (1938-…)
- Yamam. - Yoshimatsu Yamamoto (1893-1947)
- Y.L.Yang - Ya Ling Yang (1933-…)
- Y.C.Yang - Yung Chang Yang (1927-…)
- Yarrow - David Yarrow (1935-…)
- Yatabe - Ryokichi Yatabe (1851-1899)
- G.H.Ye - Guang Han Ye (1938-…)
- Yendo - Kichisaburo Yendo (1874-1921)
- Yeo - Peter Frederick Yeo (1929-2010)
- R.A.Young - Robert Armstrong Young (1876-1963)
- T.T.Yu - Tse Tsun Yu (1908-1986)
- Y.M.Yuan - Yong Ming Yuan (fl. 1992)
- Yunck. - Truman George Yuncker (1891-1964)

## Z
- Haut – A
- B
- C
- D
- E
- F
- G
- H
- I
- J
- K
- L
- M
- N
- O
- P
- Q
- R
- S
- T
- U
- V
- W
- X
- Y
- Z

- Zabel - Hermann Zabel (1832-1912)
- Zahlbr. - Alexander Zahlbruckner (1860-1938)
- Zamudio - Sergio Zamudio (1953-…)
- Zanardini - Giovanni Zanardini (1804-1878)
- R.H.Zander - Richard Henry Zander (1941-…)
- Zander - Robert Zander (1892-1969)
- Zea - Francisco Antonio Zea (1770-1822)
- Zeiller - Charles René Zeiller (1847-1915)
- F.Zenker - Friedrich Albert von Zenker (1825-1898)
- G.Zenker - Georg August Zenker (1855-1922)
- Zenker - Jonathan Carl Zenker (1799-1837)
- J.W.Zetterst. - Johan Wilhelm Zetterstedt (1785-1874)
- S.R.Zhang - Shu Ren Zhang (1962-…)
- Y.M.Zhang - Yan Min Zhang (1957-…)
- C.Z.Zheng - Chao Zong Zheng (1934-…)
- Ziesenh. - Rudolf Christian Ziesenhenne (1911-2005)
- Zika - Peter Francis Zika (1957-…)
- J.G.Zimm. - Johann Georg Zimmermann (1728-1795)
- Zimm. - Albrecht Zimmermann (1860-1931)
- W.Zimm. - Walter Max Zimmermann (1892-1980)
- Zinn - Johann Gottfried Zinn (1727-1759)
- Zitt. - Karl Alfred von Zittel (1839-1904)
- D.Zohary - Daniel Zohary (1926-2016)
- Zohary - Michael Zohary (1898-1983)
- Zoll. - Heinrich Zollinger (1818-1859)
- Zoellner - Otto Zöllner Schorr (1909-2007)
- Zolot. - N. I. Zolotuchin (1952-…)
- Zona - Scott Zona (1959-…)
- Zopf - Friedrich Wilhelm Zopf (1846-1909)
- Zorn - Johann Zorn (1739-1799)
- Zuccagni - Attilio Zuccagni (1754-1807)
- Zucc. - Joseph Gerhard Zuccarini (1797-1848)
- Zundel - George Lorenzo Zundel (1885-1950)

## #
- Haut – A
- B
- C
- D
- E
- F
- G
- H
- I
- J
- K
- L
- M
- N
- O
- P
- Q
- R
- S
- T
- U
- V
- W
- X
- Y
- Z

- E.'t Hart - E. 't Hart (fl. 1980)
- 't Hart - Henk 't Hart (1944-2000)
- 't Mannetje - Len 't Mannetje (fl. 1977)